# A Dal (2017)
A Dal 2017 egy többrészes show-műsor, melynek keretén belül a nézők és a szakmai zsűri kiválasztotta, hogy ki képviselje Magyarországot a 2017-es Eurovíziós Dalfesztiválon, Ukrajnában. 2016. április 28-án reggel Freddie utolsó sajtótájékoztatóján az Eurovíziós Dalfesztivál előtt Medvegy Anikó, az MTVA gyermek, ifjúsági és szórakoztató műsorokért felelős főszerkesztője elmondta, hogy a Duna Média részt kíván venni a soron következő dalversenyen és nyílt pályázatot írnak ki, akárcsak az előző öt évben. Az MTVA és a Duna Média október 10-én tette közzé a pályázati feltételeket és a hivatalos versenyszabályzatot. A dalok leadásának határideje 2016. november 20-a volt.
A műsorfolyam során a szakmai zsűri tagjai Frenreisz Károly, Caramel, Zséda és Both Miklós. A műsor házigazdái Tatár Csilla és Harsányi Levente. A verseny győztese Pápai Joci lett, aki az Origo című dalával képviselhette Magyarországot a 2017-es Eurovíziós Dalfesztiválon.
Pápai Joci az Eurovíziós Dalfesztivál döntőjében 200 ponttal a nyolcadik helyet érte el. Az előadó a dalát először a második elődöntőben adta elő, ahonnan a tizennyolc résztvevő közül a második helyen kvalifikálta magát a döntőbe.
A nemzetközi dalfesztivál győztese a Portugáliát képviselő Salvador Sobral lett, aki 758 pontot összegyűjtve nyerte meg a döntőt. Az Amar pelos dois című dal a szakmai zsűrinél és a közönségnél is az első helyen végzett.

## A helyszín
A műsort hatodik éve az MTVA Kunigunda útjai székházának 600 m2-es egyes stúdiójában készítik, Budapesten. A műsort ettől az évadtól kezdve magas felbontású HD kamerákkal készítik.

## A műsorvezetők és a zsűritagok
A hatodik évadban a műsor házigazdája Tatár Csilla és Harsányi Levente lettek, akárcsak 2015-ben és 2016-ban. Ezúttal a két műsorvezető a munkáját A Dal Kulissza című műsorban Pflum Orsi és Sipos Dávid Günther segítette. Tatár Csilla betegsége miatt az elődöntőkben Rátonyi Kriszta volt A Dal műsorvezetője Harsányi Levente mellett.
A szakmai zsűrit képviselte:
- Both Miklós: kétszeres Fonogram díjas előadóművész, zeneszerző
- Molnár Ferenc "Caramel": Fonogram-díjas énekes, a Megasztár győztese, A Dal 2012 döntőse
- Frenreisz Károly: a Nagy Generáció kiemelkedő zenész-zeneszerzője, a Metro, az LGT és a Skorpió zenekar tagja
- Zsédenyi Adrienn Zséda: többszörös Fonogram-, EMeRTon- és Artisjus-díjas énekesnő

## A résztvevők
Az MTVA 2016. december 8-án jelentette be az élő műsorsorozatba jutottak névsorát egy sajtótájékoztató során, melyet a budapesti Akvárium Klubban tartottak.
| Előadó                                      | Dal               | Zene / Szöveg                                                             |
| ------------------------------------------- | ----------------- | ------------------------------------------------------------------------- |
| AnnaElza feat. Kása Juli                    | Jártam            | Garay Anna Elza                                                           |
| Benji                                       | Karcok            | Szepesi Zsolt, Le Quang Huy, Máté Gyárfás / Budai Gábor, Máté Gyárfás     |
| Calidora                                    | Glory             | Oberritter Dóra, Szepesi Zsolt / Oberritter Dóra, Baross Attila           |
| Chase                                       | Dust in the Wind  | Johnny K. Palmer, Somogyvári Dániel / Johnny K. Palmer, Henderson Dávid   |
| Csondor Kata                                | Create            | Csondor Kata, Balogh Roland / Mihola Péter                                |
| Fedor Kyra                                  | Got to Be a Day   | Fedor Kyra, Nemes Csaba / Janky Balázs                                    |
| Henderson Dávid                             | White Shadows     | Henderson Dávid, Tóth Dávid, Ferencz Péter Peet / Henderson Dávid         |
| Jetlag                                      | Keresem a bajt    | Molnár Tamás                                                              |
| Kállay Saunders Band                        | 17                | Kállay-Saunders András, Szepesi Zsolt, Tóth Ádám / Kállay-Saunders András |
| Kanizsa Gina                                | Fall Like Rain    | Várallyay Petra / Várallyay Petra, Várallyay Katus                        |
| Leander Kills                               | Élet              | Köteles Leander                                                           |
| Mrs. Columbo                                | Frozen King       | Galambos Dorina, Somogyvári Dániel, Héjja Katalin / Galambos Dorina       |
| Mujahid Zoltán                              | On My Own         | Mujahid Zoltán / Johnny K. Palmer                                         |
| Muri Enikő                                  | Jericho           | Sebastian Arman, Joachim Persson                                          |
| Pál Benjámin                                | Father's Eyes     | Tóth G. Zoltán / Halász Péter                                             |
| Pápai Joci                                  | Origo             | Pápai József                                                              |
| Peet Project                                | Kill Your Monster | Ferencz Péter, Magán Olivér / Henderson Dávid                             |
| Peter Kovary & The Royal Rebels             | It's a Riot       | Kőváry Péter Zsolt                                                        |
| Radics Gigi                                 | See It Through    | Radics Gigi, Radics Tamás / Riba Zoltán, Johnny K. Palmer                 |
| Rocktenors                                  | Ősz               | Mező Márió, Táborosi Márk / Mező Zoltán                                   |
| Roma Soul                                   | Nyitva a ház      | Farkas István / Pajor Tamás                                               |
| Sapszon Orsi                                | Hunyd le szemed   | Sapszon Bálint / Csenki Dóra, Sapszon Orsolya                             |
| Singh Viki                                  | Rain              | Harmath Szabolcs / Iványi Angelika                                        |
| Soulwave                                    | Kalandor          | Fodor Máté, Huszár Ádám, Góczán Gábor, Szabó Ferenc / Fodor Máté          |
| Spoon 21                                    | Deák              | Földesi Péter, Grósz Márton, Nagy Miklós Adrián, Teremy Kristóf           |
| Szabó Ádám                                  | Together          | Somogyvári Dániel, Szabó Ádám / Kozma Kata                                |
| Szabyest                                    | Szerelem kell     | Szabó Szabolcs Achilles                                                   |
| The Couple                                  | Vége van          | Berkó Gábor                                                               |
| the WiNgs                                   | Mint a hurrikán   | Szobolits Balázs                                                          |
| Tóth Andi                                   | I've Got a Fire   | Johnny K. Palmer, Somogyvári Dániel / Johnny K. Palmer                    |
| Tóth Gabi & Freddie Shuman feat. Lotfi Begi | Hosszú idők       | Tóth Gabriella, Molnár Tibor, Lotfi Begi, Nagy Dávid / Molnár Tibor       |
| Zävodi + Berkes Olivér                      | #háttérzaj        | Závodi Marcel / Závodi Marcel, Závodi Gábor                               |

A táblázat az előadók neve szerint ábécésorrendbe van rendezve.
- A Keresem a bajt című dalt kizárták a versenyből, mivel a Jetlag zenekarral többszöri próbálkozás ellenére sem sikerült megoldást találnia a műsor készítőinek az együttműködésre, így a szakmai zsűri listáján következő előadó kapott lehetőséget: Chase a Dust In the Wind című dalával indulhat a műsorban.[7] Ez volt az első alkalom, hogy egy versenyző nem önként lépett vissza, vagy a szeptember 1-je szabály megsértése miatt kényszerült diszkvalifikálásra a versenyből.
- A Szerelem kell című dalt 2016. január 4-én zárták ki a versenyből, mivel Szabyest már korábban, a pályázati kiírásban megszabott időpont előtt, 2016. július 27-én előadta azt. Helyette a Rocktenors együttes Ősz című dala kap lehetőséget a műsorban való szereplésre.[8]

## A versenyszabályok változása

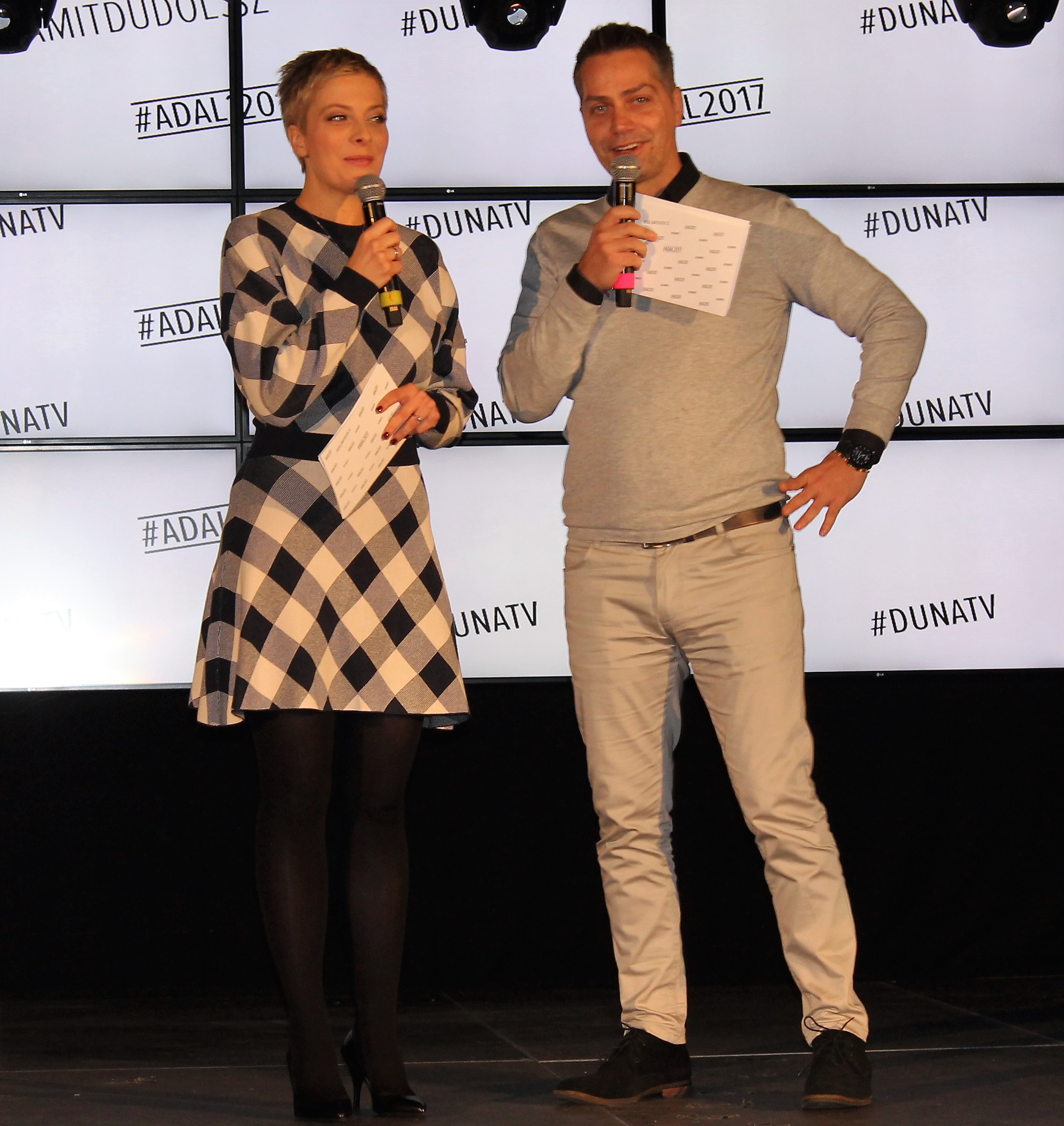
Tatár Csilla és Harsányi Levente, A Dal 2017 házigazdái

A Médiaszolgáltatás-támogató és Vagyonkezelő Alap 2016. október 10-én hozta nyilvánosságra a pályázati feltételeket. Nagyobb változtatás az előző évadhoz képest nem történt. Már 2015-ben is csak olyan előadók jelentkezését várták, akiknek már elindult a zenei karrierje, jelent meg legalább egy dala, országosan játszott felvétele, és olyan új dallal tudnak pályázni, amelyik méltó akár a nemzetközi megmérettetésre is. Ezen a szabályon 2017-re sem változtattak.
A 2016-os versenyhez hasonlóan kiosztották „A Dal felfedezettje”, illetve „A legjobb dalszöveg” díját. Az előbbiről a tévés zsűri, míg az utóbbiról a közönség és a zsűri közösen döntött.
A korábbi évekkel ellenben 2017-ben már a MédiaKlikk Plusz keretalkalmazáson keresztül volt elérhető a teljesen ingyenes szavazás.
Az új évadnak az egyik legjelentősebb változása volt, hogy megváltoztatták a fordulók neveit. Három válogatóval kezdett A Dal, amit két elődöntő és egy döntő követett.

## A verseny
A beérkezett több, mint 370 dal közül egy tíz tagú előzsűri választotta ki a magyar válogató résztvevőit. 2016. december 8-án ismertették a közönséggel, hogy melyik az a harminc dal, amelyik bejutott az élő műsorba. A magyar nyelvű dalszövegek mellett angolul, valamint a Magyarország területén élő kisebbségek nyelvén írt pályaműveket várt a zsűri, azonban minden dalhoz csatolni kellett egy magyar nyelvű szöveget vagy fordítást is. Így összesen tizenöt különböző nyelven is megszólalhattak volna a műsor dalai, melyek az alábbiak: angol, bolgár, cigány, görög, horvát, lengyel, magyar, német, örmény, román, ruszin, szerb, szlovák, szlovén és ukrán. Habár angol és magyar nyelvű dalokon kívül nem válogattak a legjobb harmincba más nyelven íródott szerzeményeket ezúttal sem. A nemzeti döntő zsűrije ismét négyfős lett, és a tagjai Zséda, Caramel, Frenreisz Károly és Both Miklós. Az első válogatóra 2017. január 14-én került sor, a döntő pedig 2017. február 18-án került a Duna és a Duna World képernyőjére.
Januárban és februárban összesen hat show-műsort adtak le. A műsorok során a szakmai zsűri, illetve a közönség szavazata döntött arról, hogy ki képviselje Magyarországot Ukrajna fővárosában, Kijevben. Az előző négy évadhoz hasonlóan ismét háromfordulós volt a nemzeti válogató.
Negyedszer indult el az online akusztik szavazás, ahol a dalok akusztikus verzióira lehetett szavazni a mediaklikk.hu/adal hivatalos honlapon. Az Akusztikus verziók versenyének nyertese a Petőfi Akusztik koncertlehetőségen kívül felléphet a 2017-es VOLT Fesztivál Petőfi Zenei Díjátadó színpadán is. A díjátadó gálát a közmédia az M2 Petőfin közvetíti.
Az egyes adásokat követően a Dunán A Dal Kulissza címmel indult kísérőműsor.

## Élő adások

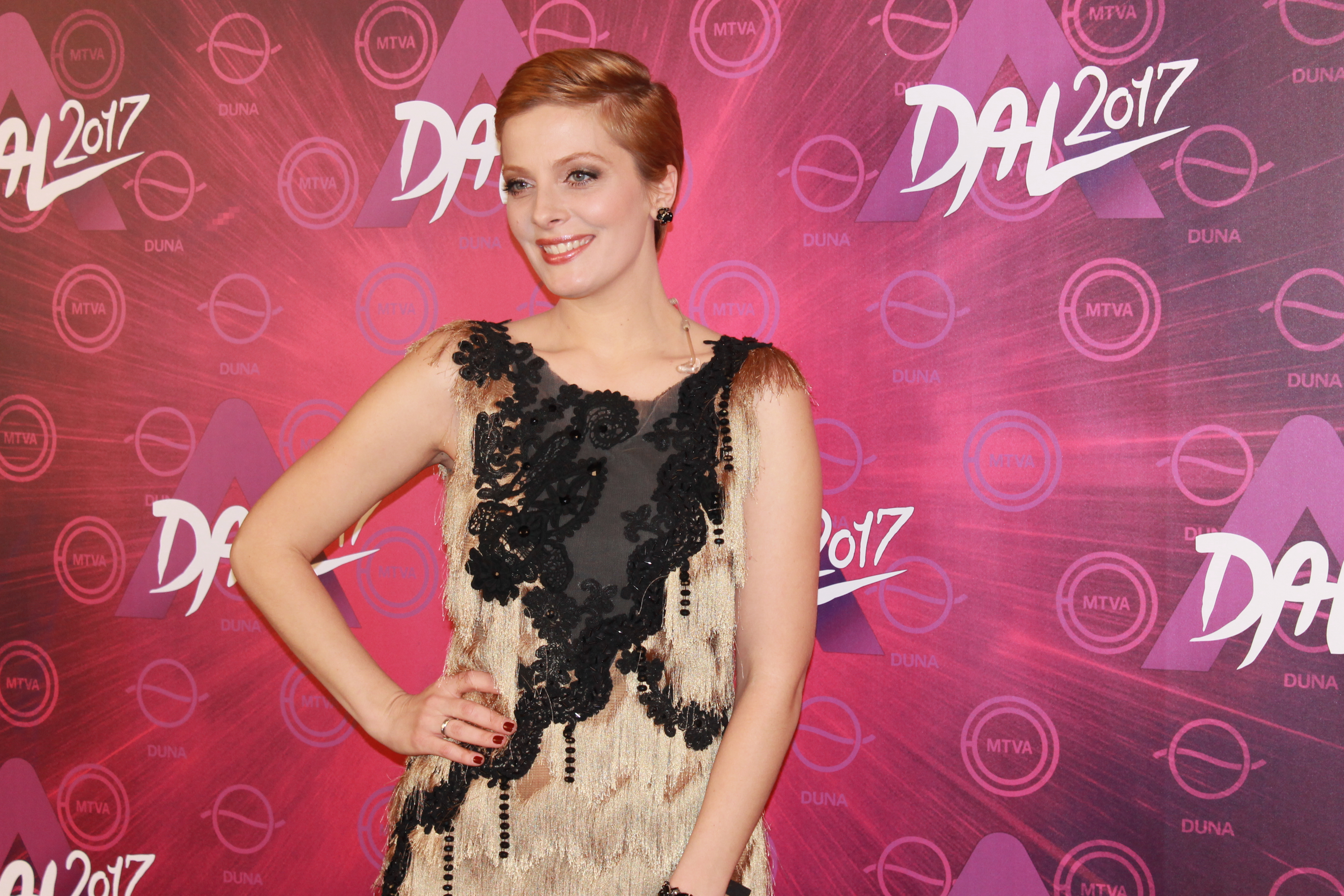
Tatár Csilla, a műsor egyik házigazdája a harmadik válogató előtt 2017. február 4-én

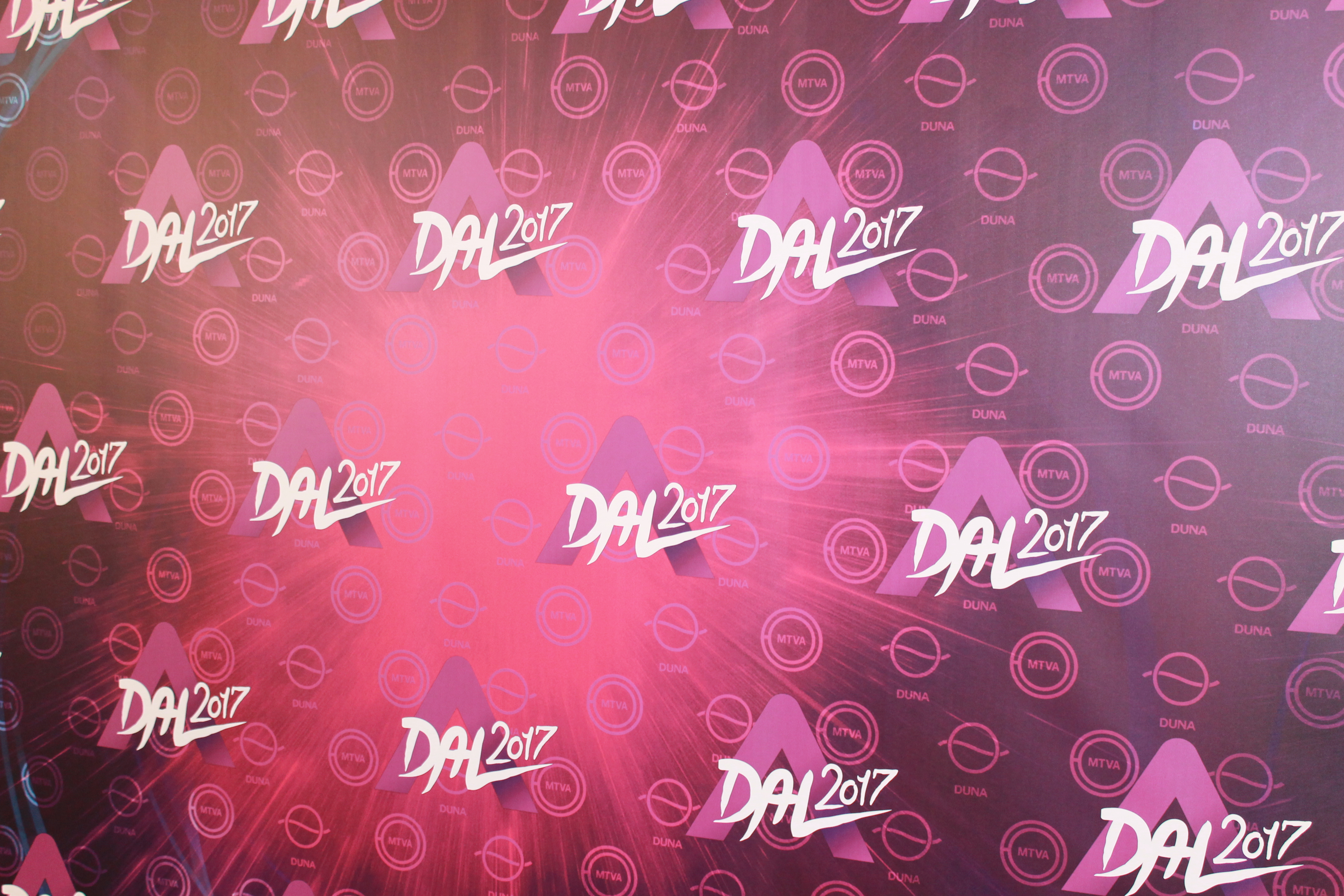
A Dal-fal a harmadik válogató előtt 2017. február 4-én az MTVA székházában

Minden élő műsorban a négytagú zsűri közvetlenül a produkciók elhangzása után pontozta az egyes dalokat 1-től 10-ig. A versenydalok sugárzása alatt a nézők ötödik zsűritagként 1-től 10-ig pontszámot küldhettek az adott produkcióra a MédiaKlikk Plusz keretalkalmazáson keresztül, vagy a műsor weboldalán, illetve hagyományos szöveges üzenetben (SMS) is. Egy regisztrációval illetve egy telefonszámról minden dalra lehetett pontszámot küldeni, de egy adott produkciót csak egyszer lehetett pontozni. Érvényes pontozásnak kizárólag az adott dal elhangzása alatt beérkező pontszám számított. A további pontszámokat a rendszer fogadta ugyan, de érvénytelennek tekintette. A nézői pontszámok átlagát kerekítve hozzáadták a versenydal pontszámaihoz, így alakult ki produkció végleges pontszáma. A kialakult sorrend alapján mind a három válogatóból 5 dal automatikusan az elődöntőbe került. Ha a pontozás során holtverseny alakult ki, a zsűri egyszerű szótöbbséggel döntött a továbbjutó dal(ok)ról.
A válogatókban és elődöntőkben a pontszámok alapján nem továbbjutó versenydalokra, – válogatónként 5, a elődöntőnként 6 produkcióra a korábban említett három módon lehetett szavazatot küldeni. Az SMS-ben, a weboldalon vagy az alkalmazáson keresztül zajló szavazás csak az összes dal elhangzása után indult el minden élő adásban. A pontszámok alapján nem továbbjutó produkciók közül az az 1 dal jutott tovább, amelyik a legtöbb SMS-ben, a weboldalon és az alkalmazáson keresztül küldött szavazatot kapta a nézőktől.
A műsort élőben feliratozták, mely elérhető volt a Dunán a teletext 333., míg a Duna World-ön a teletext 555. oldalán.

### Válogatók
Az MTVA a három válogatót 2017. január 14-én, január 28-án és február 4-én tartotta. A négytagú zsűri közvetlenül a dalok elhangzása után pontozta az egyes dalokat 1-től 10-ig. A versenydalok sugárzása alatt ötödik zsűritagként a nézők 1-től 10-ig pontszámot küldhettek az adott produkcióra a MédiaKlikk Plusz keretalkalmazáson keresztül, a műsor hivatalos honlapján vagy SMS-ben. A nézői pontszámok átlagát kerekítve hozzáadták a versenydal pontszámaihoz, így alakult ki a végleges pontszám. A kialakult sorrend alapján az első öt dal automatikusan az elődöntőbe került. A pontszámok alapján nem továbbjutó öt produkció közül az a további egy dal jutott tovább az elődöntőkbe, amelyik a legtöbb szavazatot kapta a nézőktől. A műsort élőben közvetítette a Duna és a Duna World, illetve interneten a mediaklikk.hu/adal. A válogatók után 21:40-től a Dunán A Dal Kulissza címmel kísérőműsor indult, melyben Pflum Orsi és Sipos Dávid Günther beszélgetett a résztvevőkkel.

#### Első válogató
A válogató tizedik produkciója, a Nyitva a ház című dal a Roma Soul előadásában volt A Dal százötvenedik dala. A versenyprodukciók mellett extra fellépő volt a Margaret Island, akik a Veled minden című dalukat adták elő.
| Első válogató – 2017. január 14. | Első válogató – 2017. január 14. | Első válogató – 2017. január 14.                                                  | Első válogató – 2017. január 14. | Első válogató – 2017. január 14. | Első válogató – 2017. január 14. | Első válogató – 2017. január 14. | Első válogató – 2017. január 14. | Első válogató – 2017. január 14. | Első válogató – 2017. január 14. |
| #                                | Előadó                           | Dal (zene / szöveg)                                                               | Pontozás                         | Pontozás                         | Pontozás                         | Pontozás                         | Pontozás                         | Pontozás                         | Eredmény                         |
| #                                | Előadó                           | Dal (zene / szöveg)                                                               | Frenreisz Károly                 | Caramel                          | Zséda                            | Both Miklós                      | Nézők                            | Σ                                | Eredmény                         |
| -------------------------------- | -------------------------------- | --------------------------------------------------------------------------------- | -------------------------------- | -------------------------------- | -------------------------------- | -------------------------------- | -------------------------------- | -------------------------------- | -------------------------------- |
| 01                               | Henderson Dávid                  | White Shadows (Henderson Dávid, Tóth Dávid, Ferencz Péter Peet / Henderson Dávid) | 8                                | 9                                | 8                                | 7                                | 5                                | 37                               | Továbbjutott                     |
| 02                               | Leander Kills                    | Élet (Köteles Leander)                                                            | 8                                | 9                                | 8                                | 9                                | 6                                | 40                               | Továbbjutott                     |
| 03                               | Calidora                         | Glory (Oberritter Dóra, Szepesi Zsolt / Oberritter Dóra, Baross Attila)           | 5                                | 7                                | 7                                | 6                                | 5                                | 30                               | Kiesett                          |
| 04                               | the WiNgs                        | Mint a hurrikán (Szobolits Balázs)                                                | 7                                | 7                                | 7                                | 6                                | 5                                | 32                               | Kiesett                          |
| 05                               | Singh Viki                       | Rain (Harmath Szabolcs / Iványi Angelika)                                         | 8                                | 9                                | 9                                | 7                                | 6                                | 39                               | Továbbjutott                     |
| 06                               | Spoon 21                         | Deák (Földesi Péter, Grósz Márton, Nagy Miklós Adrián, Teremy Kristóf)            | 8                                | 9                                | 9                                | 7                                | 6                                | 39                               | Továbbjutott                     |
| 07                               | Csondor Kata                     | Create (Csondor Kata, Balogh Roland / Mihola Péter)                               | 6                                | 6                                | 7                                | 7                                | 6                                | 32                               | Kiesett                          |
| 08                               | Benji                            | Karcok (Szepesi Zsolt, Le Quang Huy, Máté Gyárfás / Budai Gábor, Máté Gyárfás)    | 7                                | 9                                | 8                                | 6                                | 6                                | 36                               | Továbbjutott                     |
| 09                               | Rocktenors                       | Ősz (Mező Márió, Táborosi Márk / Mező Zoltán)                                     | 7                                | 7                                | 7                                | 6                                | 6                                | 33                               | Kiesett                          |
| 10                               | Roma Soul                        | Nyitva a ház (Farkas István / Pajor Tamás)                                        | 8                                | 9                                | 8                                | 9                                | 6                                | 40                               | Továbbjutott                     |

Az első válogatót 580 000-en nézték végig a Dunán és a Duna World-ön, míg a teljes műsorba több, mint 1 000 000-an kapcsolódtak be hosszabb-rövidebb időre. Az adás során egészen pontosan 99 681 érvényes szavazat érkezett be. Érkeztek szavazatok Erdélyből, a Felvidékről, a Vajdaságból is, de Jordániából, az Egyesült Arab Emírségekből, Ausztráliából és az Egyesült Királyságból is. A Dal Kulisszát közvetlenül a műsort követően 169 ezren nézték végig a Dunán.

#### Második válogató
A második válogató eredetileg 2017. január 21-én került volna képernyőre, de az előző éjjel történt veronai autóbusz-baleset miatt kegyeleti okokból a közmédia nem tartotta meg. Az eredeti második válogatós mezőny január 21-én egész nap próbált, mikor a délutáni órákban fél 5 körül bejelentették, hogy nem rendezik meg a műsort a nemzeti gyászra való tekintettel. Az eredetileg ezen a napon szereplő előadók és együttesek 2017. február 4-én mutatkozhattak be a műsorban. A Dal helyett a Duna Giovanni Battista Pergolesi Stabat Mater című darabját közvetítette felvételről, melyet a Pro Musica leánykar adott elő, majd a Hét év Tibetben című filmet tűzte műsorra a nemzeti főadó. A Duna World-ön a Budapesti Fesztiválzenekar koncertje ment, akik Antonín Dvořák Requiem című darabját játszották, majd a Mindszenty – Szeretlek, Faust című magyar film volt látható.
A január 28-i második válogatóban a pontozás során holtverseny alakult ki, így a zsűri egyszerű szótöbbséggel döntött a továbbjutó dalokról – jelenesetben a Mrs Columbo és Szabó Ádám közül az előbbi jutott tovább, habár később a nézői szavazásnak köszönhetően Szabó is továbbjutott a műsor elődöntőibe. A versenyprodukciók mellett extra fellépő volt Vastag Csaba, aki saját dalainak válogatását adta elő a Magyar Rádió Szimfonikus Zenekarával. A karmester az a Pejtsik Péter volt, aki a 2015-ös Eurovíziós Dalfesztivál elődöntőiben és a döntőjében, a Bécsi Filharmonikus Zenekart vezényelte.
| Második válogató – 2017. január 28. | Második válogató – 2017. január 28. | Második válogató – 2017. január 28.                                                        | Második válogató – 2017. január 28. | Második válogató – 2017. január 28. | Második válogató – 2017. január 28. | Második válogató – 2017. január 28. | Második válogató – 2017. január 28. | Második válogató – 2017. január 28. | Második válogató – 2017. január 28. |
| #                                   | Előadó                              | Dal (zene / szöveg)                                                                        | Pontozás                            | Pontozás                            | Pontozás                            | Pontozás                            | Pontozás                            | Pontozás                            | Eredmény                            |
| #                                   | Előadó                              | Dal (zene / szöveg)                                                                        | Frenreisz Károly                    | Caramel                             | Zséda                               | Both Miklós                         | Nézők                               | Σ                                   | Eredmény                            |
| ----------------------------------- | ----------------------------------- | ------------------------------------------------------------------------------------------ | ----------------------------------- | ----------------------------------- | ----------------------------------- | ----------------------------------- | ----------------------------------- | ----------------------------------- | ----------------------------------- |
| 01                                  | Peet Project                        | Kill Your Monster (Ferencz Péter, Magán Olivér / Henderson Dávid)                          | 8                                   | 9                                   | 9                                   | 8                                   | 6                                   | 40                                  | Továbbjutott                        |
| 02                                  | Tóth Andi                           | I've Got a Fire (Johnny K. Palmer, Somogyvári Dániel / Johnny K. Palmer)                   | 7                                   | 8                                   | 7                                   | 6                                   | 6                                   | 34                                  | Kiesett                             |
| 03                                  | AnnaElza feat. Kása Juli            | Jártam (Garay Anna Elza)                                                                   | 6                                   | 8                                   | 7                                   | 8                                   | 5                                   | 34                                  | Kiesett                             |
| 04                                  | Chase                               | Dust In the Wind (Johnny K. Palmer, Somogyvári Dániel / Johnny K. Palmer, Henderson Dávid) | 8                                   | 9                                   | 9                                   | 7                                   | 6                                   | 39                                  | Továbbjutott                        |
| 05                                  | Mrs Columbo                         | Frozen King (Galambos Dorina, Somogyvári Dániel, Héjja Katalin / Galambos Dorina)          | 8                                   | 8                                   | 8                                   | 8                                   | 6                                   | 38                                  | Továbbjutott                        |
| 06                                  | Kállay Saunders Band                | 17 (Kállay-Saunders András, Szepesi Zsolt, Tóth Ádám / Kállay-Saunders András)             | 9                                   | 9                                   | 9                                   | 8                                   | 7                                   | 42                                  | Továbbjutott                        |
| 07                                  | Mujahid Zoli                        | On My Own (Mujahid Zoltán / Johnny K. Palmer)                                              | 7                                   | 8                                   | 8                                   | 6                                   | 7                                   | 36                                  | Kiesett                             |
| 08                                  | Peter Kovary & The Royal Rebels     | It's a Riot (Kőváry Péter Zsolt)                                                           | 8                                   | 8                                   | 7                                   | 7                                   | 6                                   | 36                                  | Kiesett                             |
| 09                                  | Kanizsa Gina                        | Fall Like Rain (Várallyay Petra / Várallyay Petra, Várallyay Katus)                        | 9                                   | 10                                  | 9                                   | 9                                   | 5                                   | 42                                  | Továbbjutott                        |
| 10                                  | Szabó Ádám                          | Together (Somogyvári Dániel, Szabó Ádám / Kozma Kata)                                      | 7                                   | 8                                   | 8                                   | 7                                   | 8                                   | 38                                  | Továbbjutott                        |

A második válogatót 600 000-en nézték végig a Dunán és a Duna World-ön. Az adás során több mint 100 ezer szavazat érkezett, összesen 17 országból, többek között az Amerikai Egyesült Államokból, Hollandiából és Belgiumból is.

#### Harmadik válogató
A versenyprodukciók mellett extra fellépő volt az Irie Maffia, akik Wake Up című dalukat adták elő.
| Harmadik válogató – 2017. február 4. | Harmadik válogató – 2017. február 4.        | Harmadik válogató – 2017. február 4.                                              | Harmadik válogató – 2017. február 4. | Harmadik válogató – 2017. február 4. | Harmadik válogató – 2017. február 4. | Harmadik válogató – 2017. február 4. | Harmadik válogató – 2017. február 4. | Harmadik válogató – 2017. február 4. | Harmadik válogató – 2017. február 4. |
| #                                    | Előadó                                      | Dal (zene / szöveg)                                                               | Pontozás                             | Pontozás                             | Pontozás                             | Pontozás                             | Pontozás                             | Pontozás                             | Eredmény                             |
| #                                    | Előadó                                      | Dal (zene / szöveg)                                                               | Frenreisz Károly                     | Caramel                              | Zséda                                | Both Miklós                          | Nézők                                | Σ                                    | Eredmény                             |
| ------------------------------------ | ------------------------------------------- | --------------------------------------------------------------------------------- | ------------------------------------ | ------------------------------------ | ------------------------------------ | ------------------------------------ | ------------------------------------ | ------------------------------------ | ------------------------------------ |
| 01                                   | Fedor Kyra                                  | Got to Be a Day (Fedor Kyra, Nemes Csaba / Janky Balázs)                          | 8                                    | 7                                    | 7                                    | 6                                    | 6                                    | 34                                   | Kiesett                              |
| 02                                   | Zävodi + Berkes Olivér                      | #háttérzaj (Závodi Marcel / Závodi Marcel, Závodi Gábor)                          | 9                                    | 9                                    | 9                                    | 9                                    | 5                                    | 41                                   | Továbbjutott                         |
| 03                                   | Tóth Gabi & Freddie Shuman feat. Lotfi Begi | Hosszú idők (Tóth Gabriella, Molnár Tibor, Lotfi Begi, Nagy Dávid / Molnár Tibor) | 8                                    | 9                                    | 9                                    | 8                                    | 7                                    | 41                                   | Továbbjutott                         |
| 04                                   | Sapszon Orsi                                | Hunyd le szemed (Sapszon Bálint / Csenki Dóra, Sapszon Orsolya)                   | 8                                    | 8                                    | 8                                    | 8                                    | 5                                    | 37                                   | Kiesett                              |
| 05                                   | Soulwave                                    | Kalandor (Fodor Máté, Huszár Ádám, Góczán Gábor, Szabó Ferenc / Fodor Máté)       | 6                                    | 7                                    | 8                                    | 6                                    | 7                                    | 34                                   | Továbbjutott                         |
| 06                                   | The Couple                                  | Vége van (Berkó Gábor)                                                            | 8                                    | 8                                    | 8                                    | 9                                    | 5                                    | 38                                   | Továbbjutott                         |
| 07                                   | Muri Enikő                                  | Jericho (Sebastian Arman, Joachim Persson)                                        | 7                                    | 8                                    | 8                                    | 7                                    | 6                                    | 36                                   | Kiesett                              |
| 08                                   | Pál Benjámin                                | Father's Eyes (Tóth G. Zoltán / Halász Péter)                                     | 8                                    | 8                                    | 8                                    | 6                                    | 7                                    | 37                                   | Kiesett                              |
| 09                                   | Radics Gigi                                 | See It Through (Radics Gigi, Radics Tamás / Riba Zoltán, Johnny K. Palmer)        | 9                                    | 10                                   | 9                                    | 8                                    | 7                                    | 43                                   | Továbbjutott                         |
| 10                                   | Pápai Joci                                  | Origo (Pápai József)                                                              | 8                                    | 10                                   | 9                                    | 8                                    | 6                                    | 41                                   | Továbbjutott                         |

A harmadik válogatót 610 000-en nézték végig a Dunán és a Duna World-ön. Az adás során egészen pontosan 116 956 érvényes szavazat érkezett be. A Dal Kulisszát közvetlenül a műsort követően 151 ezren nézték végig a Dunán.

### Elődöntők

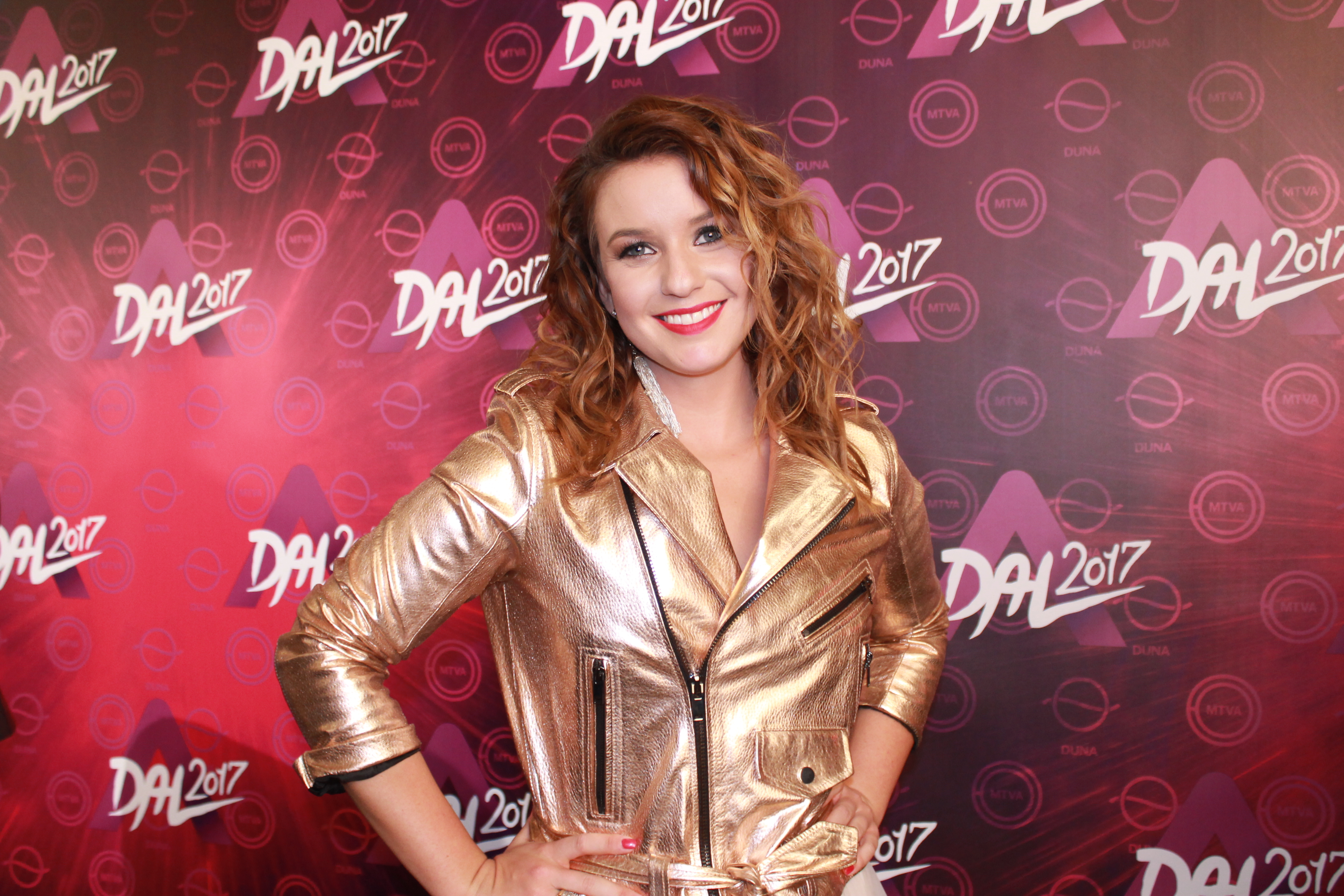
Rátonyi Kriszta, az elődöntők házigazdája 2017. február 10-én

Az MTVA a két elődöntőt 2017. február 10-én és február 11-én tartotta. A négytagú zsűri közvetlenül a dalok elhangzása után pontozta az egyes dalokat 1-től 10-ig. A versenydalok sugárzása alatt ötödik zsűritagként a nézők 1-től 10-ig pontszámot küldhettek az adott produkcióra a MédiaKlikk Plusz keretalkalmazáson keresztül, a műsor hivatalos honlapján vagy SMS-ben. A nézői pontszámok átlagát kerekítve hozzáadták a versenydal pontszámaihoz, így alakult ki a végleges pontszám. A kialakult sorrend alapján az első három-három dal automatikusan a döntőbe került. A pontszámok alapján nem továbbjutó hat produkció közül az a további egy-egy dal jutott tovább a döntőbe, amelyik a legtöbb szavazatot kapta a nézőktől. A műsort élőben közvetítette a Duna és a Duna World, illetve interneten a mediaklikk.hu/adal. Tatár Csilla betegsége miatt az elődöntőkben Rátonyi Kriszta lett A Dal műsorvezetője Harsányi Levente mellett.  Az elődöntők után 21:40-től a Dunán A Dal Kulissza címmel kísérőműsor indult, melyben Pflum Orsi és Sipos Dávid Günther beszélgetett a résztvevőkkel.

#### Első elődöntő
A versenyprodukciók mellett extra fellépő volt Péter Szabó Szilvia, aki a 2005-ös Eurovíziós Dalfesztiválon Kijevben képviselte Magyarországot a NOX együttessel. A Dalban Az éj után című dalát adta elő. Az első elődöntőben osztotta ki a zsűri A Dal felfedezettje díjat, melyet Kanizsa Ginának ítéltek oda.
| Első elődöntő – 2017. február 10. | Első elődöntő – 2017. február 10. | Első elődöntő – 2017. február 10.                                                          | Első elődöntő – 2017. február 10. | Első elődöntő – 2017. február 10. | Első elődöntő – 2017. február 10. | Első elődöntő – 2017. február 10. | Első elődöntő – 2017. február 10. | Első elődöntő – 2017. február 10. | Első elődöntő – 2017. február 10. |
| #                                 | Előadó                            | Dal (zene / szöveg)                                                                        | Pontozás                          | Pontozás                          | Pontozás                          | Pontozás                          | Pontozás                          | Pontozás                          | Eredmény                          |
| #                                 | Előadó                            | Dal (zene / szöveg)                                                                        | Frenreisz Károly                  | Caramel                           | Zséda                             | Both Miklós                       | Nézők                             | Σ                                 | Eredmény                          |
| --------------------------------- | --------------------------------- | ------------------------------------------------------------------------------------------ | --------------------------------- | --------------------------------- | --------------------------------- | --------------------------------- | --------------------------------- | --------------------------------- | --------------------------------- |
| 01                                | Soulwave                          | Kalandor (Fodor Máté, Huszár Ádám, Góczán Gábor, Szabó Ferenc / Fodor Máté)                | 7                                 | 8                                 | 8                                 | 7                                 | 7                                 | 37                                | Továbbjutott                      |
| 02                                | Singh Viki                        | Rain (Harmath Szabolcs / Iványi Angelika)                                                  | 9                                 | 8                                 | 8                                 | 7                                 | 6                                 | 38                                | Kiesett                           |
| 03                                | Chase                             | Dust In the Wind (Johnny K. Palmer, Somogyvári Dániel / Johnny K. Palmer, Henderson Dávid) | 8                                 | 8                                 | 8                                 | 7                                 | 6                                 | 37                                | Kiesett                           |
| 04                                | The Couple                        | Vége van (Berkó Gábor)                                                                     | 7                                 | 8                                 | 7                                 | 9                                 | 5                                 | 36                                | Kiesett                           |
| 05                                | Spoon 21                          | Deák (Földesi Péter, Grósz Márton, Nagy Miklós Adrián, Teremy Kristóf)                     | 8                                 | 8                                 | 8                                 | 7                                 | 6                                 | 37                                | Kiesett                           |
| 06                                | Radics Gigi                       | See It Through (Radics Gigi, Radics Tamás / Riba Zoltán, Johnny K. Palmer)                 | 9                                 | 9                                 | 9                                 | 8                                 | 7                                 | 42                                | Továbbjutott                      |
| 07                                | Henderson Dávid                   | White Shadows (Henderson Dávid, Tóth Dávid, Ferencz Péter Peet / Henderson Dávid)          | 8                                 | 8                                 | 7                                 | 8                                 | 6                                 | 37                                | Kiesett                           |
| 08                                | Pápai Joci                        | Origo (Pápai József)                                                                       | 9                                 | 10                                | 10                                | 9                                 | 7                                 | 45                                | Továbbjutott                      |
| 09                                | Kanizsa Gina                      | Fall Like Rain (Várallyay Petra / Várallyay Petra, Várallyay Katus)                        | 10                                | 10                                | 10                                | 10                                | 5                                 | 45                                | Továbbjutott                      |

#### Második elődöntő
A versenyprodukciók mellett extra fellépő volt Rúzsa Magdi, aki a 2007-es Eurovíziós Dalfesztiválon, Helsinkiben képviselte Magyarországot. A Dalban a Jel című dalát adta elő. A második elődöntőben osztotta ki a zsűri A legjobb dalszöveg díjat, melyet Köteles Leandernek, az Élet című dal szerzőjének ítéltek oda.
| Második elődöntő – 2017. február 11. | Második elődöntő – 2017. február 11.        | Második elődöntő – 2017. február 11.                                                  | Második elődöntő – 2017. február 11. | Második elődöntő – 2017. február 11. | Második elődöntő – 2017. február 11. | Második elődöntő – 2017. február 11. | Második elődöntő – 2017. február 11. | Második elődöntő – 2017. február 11. | Második elődöntő – 2017. február 11. |
| #                                    | Előadó                                      | Dal (zene / szöveg)                                                                   | Pontozás                             | Pontozás                             | Pontozás                             | Pontozás                             | Pontozás                             | Pontozás                             | Eredmény                             |
| #                                    | Előadó                                      | Dal (zene / szöveg)                                                                   | Frenreisz Károly                     | Caramel                              | Zséda                                | Both Miklós                          | Nézők                                | Σ                                    | Eredmény                             |
| ------------------------------------ | ------------------------------------------- | ------------------------------------------------------------------------------------- | ------------------------------------ | ------------------------------------ | ------------------------------------ | ------------------------------------ | ------------------------------------ | ------------------------------------ | ------------------------------------ |
| 01                                   | Szabó Ádám                                  | Together (Somogyvári Dániel, Szabó Ádám / Kozma Kata)                                 | 7                                    | 8                                    | 8                                    | 7                                    | 7                                    | 37                                   | Kiesett                              |
| 02                                   | Mrs Columbo                                 | Frozen King (Galambos Dorina, Somogyvári Dániel, Héjja Katalin / Galambos Dorina)     | 7                                    | 8                                    | 8                                    | 8                                    | 6                                    | 37                                   | Kiesett                              |
| 03                                   | Roma Soul                                   | Nyitva a ház (Farkas István / Pajor Tamás)                                            | 7                                    | 9                                    | 8                                    | 8                                    | 6                                    | 38                                   | Kiesett                              |
| 04                                   | Peet Project                                | Kill Your Monster (Ferencz Péter, Magán Olivér / Henderson Dávid)                     | 8                                    | 8                                    | 9                                    | 7                                    | 6                                    | 38                                   | Kiesett                              |
| 05                                   | Kállay Saunders Band                        | Seventeen (Kállay-Saunders András, Szepesi Zsolt, Tóth Ádám / Kállay-Saunders András) | 9                                    | 9                                    | 9                                    | 8                                    | 7                                    | 42                                   | Továbbjutott                         |
| 06                                   | Zävodi + Berkes Olivér                      | #háttérzaj (Závodi Marcel / Závodi Marcel, Závodi Gábor)                              | 10                                   | 10                                   | 9                                    | 9                                    | 5                                    | 43                                   | Továbbjutott                         |
| 07                                   | Leander Kills                               | Élet (Köteles Leander)                                                                | 9                                    | 9                                    | 10                                   | 9                                    | 6                                    | 43                                   | Továbbjutott                         |
| 08                                   | Tóth Gabi & Freddie Shuman feat. Lotfi Begi | Hosszú idők (Tóth Gabriella, Molnár Tibor, Lotfi Begi, Nagy Dávid / Molnár Tibor)     | 9                                    | 9                                    | 10                                   | 9                                    | 7                                    | 44                                   | Továbbjutott                         |
| 09                                   | Benji                                       | Karcok (Szepesi Zsolt, Le Quang Huy, Máté Gyárfás / Budai Gábor, Máté Gyárfás)        | 7                                    | 8                                    | 7                                    | 6                                    | 5                                    | 33                                   | Kiesett                              |

### Döntő

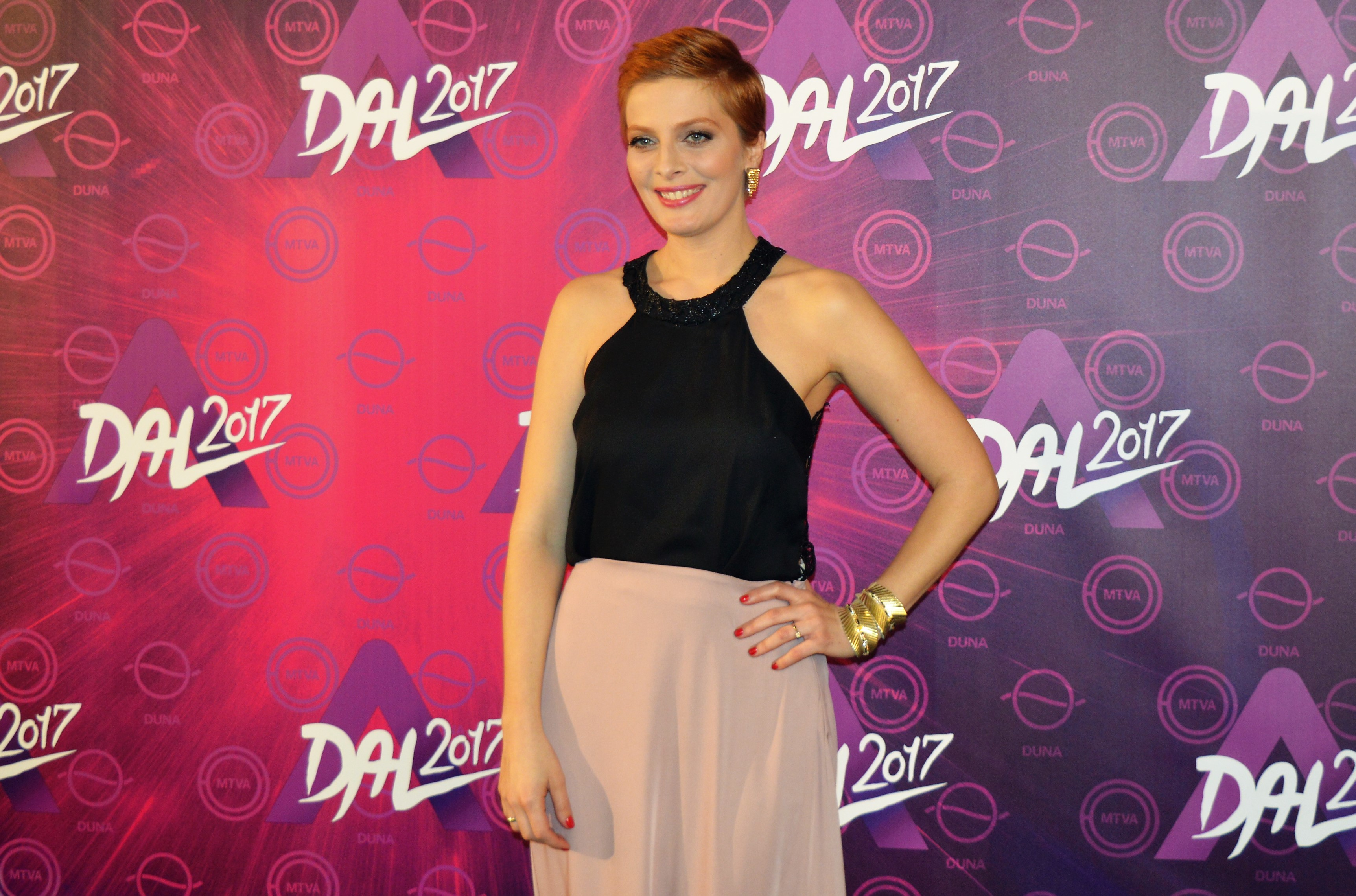
Tatár Csilla, a műsor egyik házigazdája a döntő előtt 2017. február 18-án

A döntőt 2017. február 18-án tartotta az MTVA nyolc előadó részvételével. A végeredmény a nézői szavazás illetve a szakmai zsűri szavazatai alapján alakult ki. A zsűri a dalok elhangzása után csak szóban értékelte a produkciókat. Az összes dal elhangzása után, az Eurovíziós Dalfesztivál gyakorlatához hasonlóan pontozta a produkciókat a zsűri. Az első helyezett 10 pontot kapott, a második 8-at, a harmadik 6-ot, míg a negyedik 4 pontot. A pontozás során a négy legtöbb pontot szerzett dal közül a nézők MédiaKlikk Plusz keretalkalmazáson keresztül, a műsor hivatalos honlapján vagy SMS-ben küldött szavazatokkal választották ki a verseny győztesét. A versenyprodukciók mellett extra fellépő volt Freddie, A Dal 2016 győztese, aki a 2016-os Eurovíziós Dalfesztiválon Stockholmban képviselte Magyarországot. A Dal döntőjében a Magyar Rádió Szimfonikus Zenekarával közösen adta elő az Ez a vihar és a Pioneer című dalának az egyvelegét. Továbbá a zsűri egyik tagja, Caramel A zeniten túl című dalát adta elő vendégprodukcióként. A műsort élőben közvetítette a Duna és a Duna World, illetve interneten a mediaklikk.hu/adal. A döntő után 21:40-től a Dunán A Dal Kulissza címmel kísérőműsor indult, melyben Pflum Orsi és Sipos Dávid Günther beszélgettek a résztvevőkkel.
| #  | Kép                    | Előadó Dal (zene / szöveg)                                                            | Zsűri    | Zsűri    | Nézők |
| #  | Kép                    | Előadó Dal (zene / szöveg)                                                            | Pontszám | Eredmény | Nézők |
| -- | ---------------------- | ------------------------------------------------------------------------------------- | -------- | -------- | ----- |
| 01 | Tóth Gabi              | Tóth Gabi & Freddie Shuman feat. Lotfi Begi                                           | 12       | 5.       | —     |
| 01 | Tóth Gabi              | Hosszú idők (Tóth Gabriella, Molnár Tibor, Lotfi Begi, Nagy Dávid / Molnár Tibor)     | 12       | 5.       | —     |
| 02 | Soulwave               | Soulwave                                                                              | 0        | 7.       | —     |
| 02 | Soulwave               | Kalandor (Fodor Máté, Huszár Ádám, Góczán Gábor, Szabó Ferenc / Fodor Máté)           | 0        | 7.       | —     |
| 03 | Radics Gigi            | Radics Gigi                                                                           | 14       | 3.       |       |
| 03 | Radics Gigi            | See It Through (Radics Gigi, Radics Tamás / Riba Zoltán, Johnny K. Palmer)            | 14       | 3.       |       |
| 04 | Kállay Saunders Band   | Kállay Saunders Band                                                                  | 0        | 7.       | —     |
| 04 | Kállay Saunders Band   | Seventeen (Kállay-Saunders András, Szepesi Zsolt, Tóth Ádám / Kállay-Saunders András) | 0        | 7.       | —     |
| 05 | Leander Kills          | Leander Kills                                                                         | 8        | 6.       | —     |
| 05 | Leander Kills          | Élet (Köteles Leander)                                                                | 8        | 6.       | —     |
| 06 | Zävodi + Berkes Olivér | Zävodi + Berkes Olivér                                                                | 30       | 2.       |       |
| 06 | Zävodi + Berkes Olivér | #háttérzaj (Závodi Marcel / Závodi Marcel, Závodi Gábor)                              | 30       | 2.       |       |
| 07 | Pápai Joci             | Pápai Joci                                                                            | 34       | 1.       | 1.    |
| 07 | Pápai Joci             | Origo (Pápai József)                                                                  | 34       | 1.       | 1.    |
| 08 | Kanizsa Gina           | Kanizsa Gina                                                                          | 14       | 3.       |       |
| 08 | Kanizsa Gina           | Fall Like Rain (Várallyay Petra / Várallyay Petra, Várallyay Katus)                   | 14       | 3.       |       |

#### Ponttáblázat
| \| Dalok \| Zsűri szavazatok \| Zsűri szavazatok \| Zsűri szavazatok \| Zsűri szavazatok \| Zsűri szavazatok \| \| Dalok \| Σ \| Frenreisz Károly \| Caramel \| Zséda \| Both Miklós \| \| --------------------------------------------------------- \| ---------------- \| ---------------- \| ---------------- \| ---------------- \| ---------------- \| \| Hosszú idők (Tóth Gabi & Freddie Shuman feat. Lotfi Begi) \| 12 \| \| 4 \| 4 \| 4 \| \| Kalandor (Soulwave) \| 0 \| \| \| \| \| \| See It Through (Radics Gigi) \| 14 \| \| 6 \| 8 \| \| \| Seventeen (Kállay Saunders Band) \| 0 \| \| \| \| \| \| Élet (Leander Kills) \| 8 \| 8 \| \| \| \| \| #háttérzaj (Zävodi + Berkes Olivér) \| 30 \| 10 \| 8 \| 6 \| 6 \| \| Origo (Pápai Joci) \| 34 \| 6 \| 10 \| 10 \| 8 \| \| Fall Like Rain (Kanizsa Gina) \| 14 \| 4 \| \| \| 10 \| |                  |                  |                  |                  |                  |
| Dalok | Zsűri szavazatok | Zsűri szavazatok | Zsűri szavazatok | Zsűri szavazatok | Zsűri szavazatok |
| Dalok | Σ                | Frenreisz Károly | Caramel          | Zséda            | Both Miklós      |
| Hosszú idők (Tóth Gabi & Freddie Shuman feat. Lotfi Begi) | 12               |                  | 4                | 4                | 4                |
| Kalandor (Soulwave) | 0                |                  |                  |                  |                  |
| See It Through (Radics Gigi) | 14               |                  | 6                | 8                |                  |
| Seventeen (Kállay Saunders Band) | 0                |                  |                  |                  |                  |
| Élet (Leander Kills) | 8                | 8                |                  |                  |                  |
| #háttérzaj (Zävodi + Berkes Olivér) | 30               | 10               | 8                | 6                | 6                |
| Origo (Pápai Joci) | 34               | 6                | 10               | 10               | 8                |
| Fall Like Rain (Kanizsa Gina) | 14               | 4                |                  |                  | 10               |

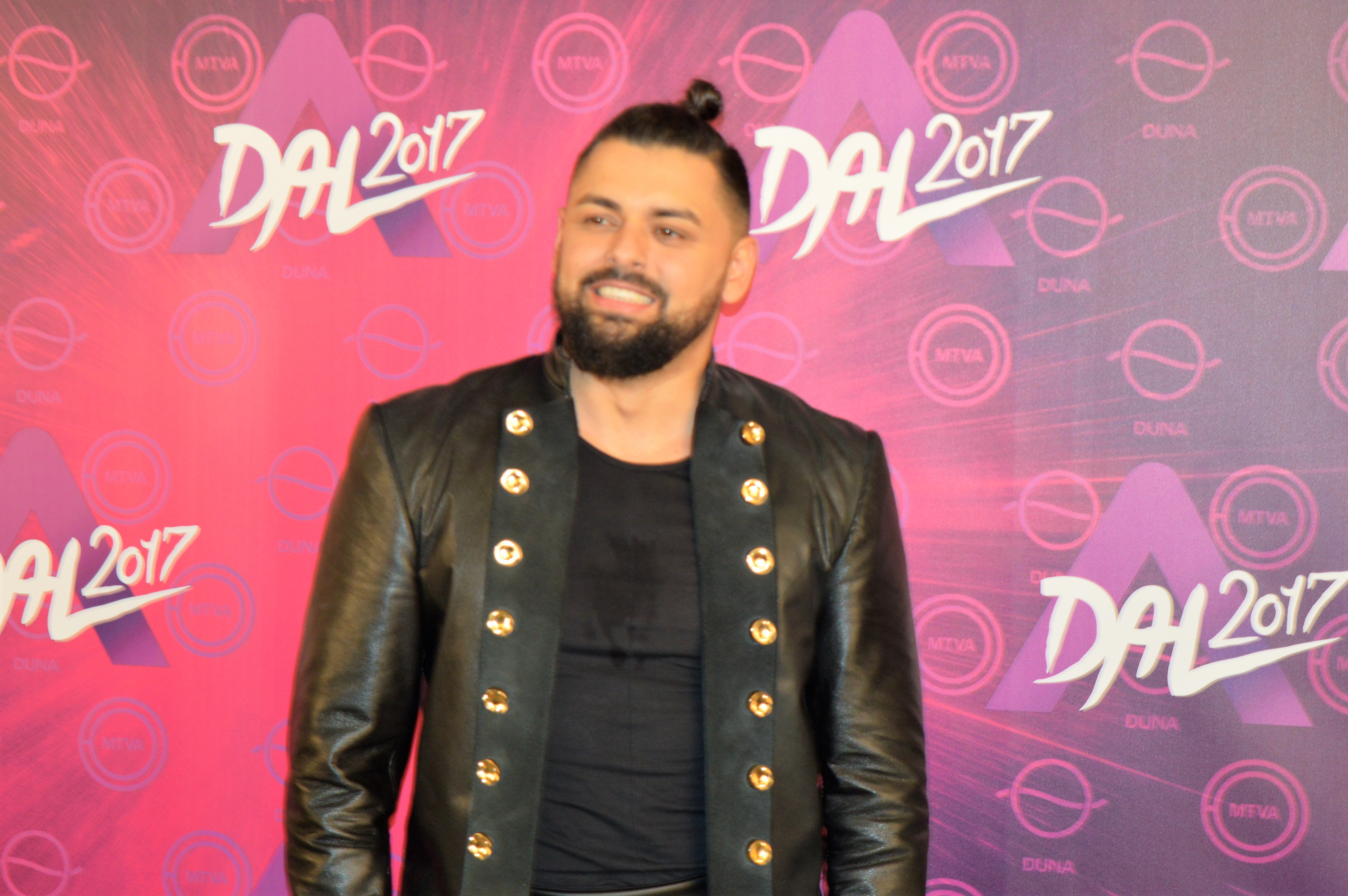
Pápai Joci, A Dal 2017 győztese a műsor döntője után

A nézői szavazás alapján A Dalt Pápai Joci nyerte.

## A2017-es Eurovíziós Dalfesztiválon

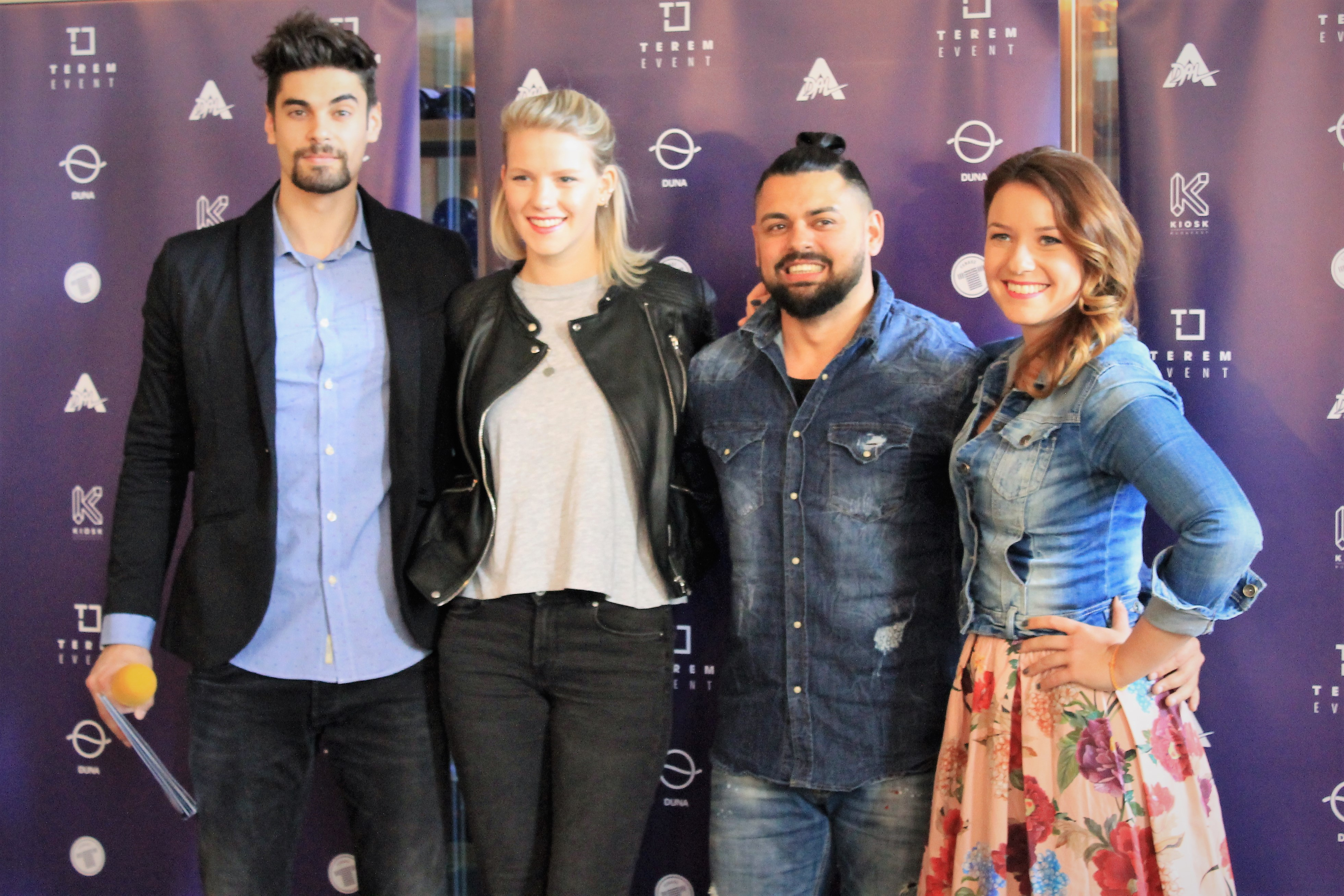
Fehérvári Gábor Alfréd, az Eurovíziós Dalfesztivál magyarországi kommentátora, Isabella Levina Lueen, a 2017-es Eurovíziós Dalfesztivál németországi résztvevője, Pápai József, a 2017-es Eurovíziós Dalfesztivál magyarországi résztvevője, Rátonyi Krisztina, az Eurovíziós Dalfesztivál másik magyarországi kommentátora

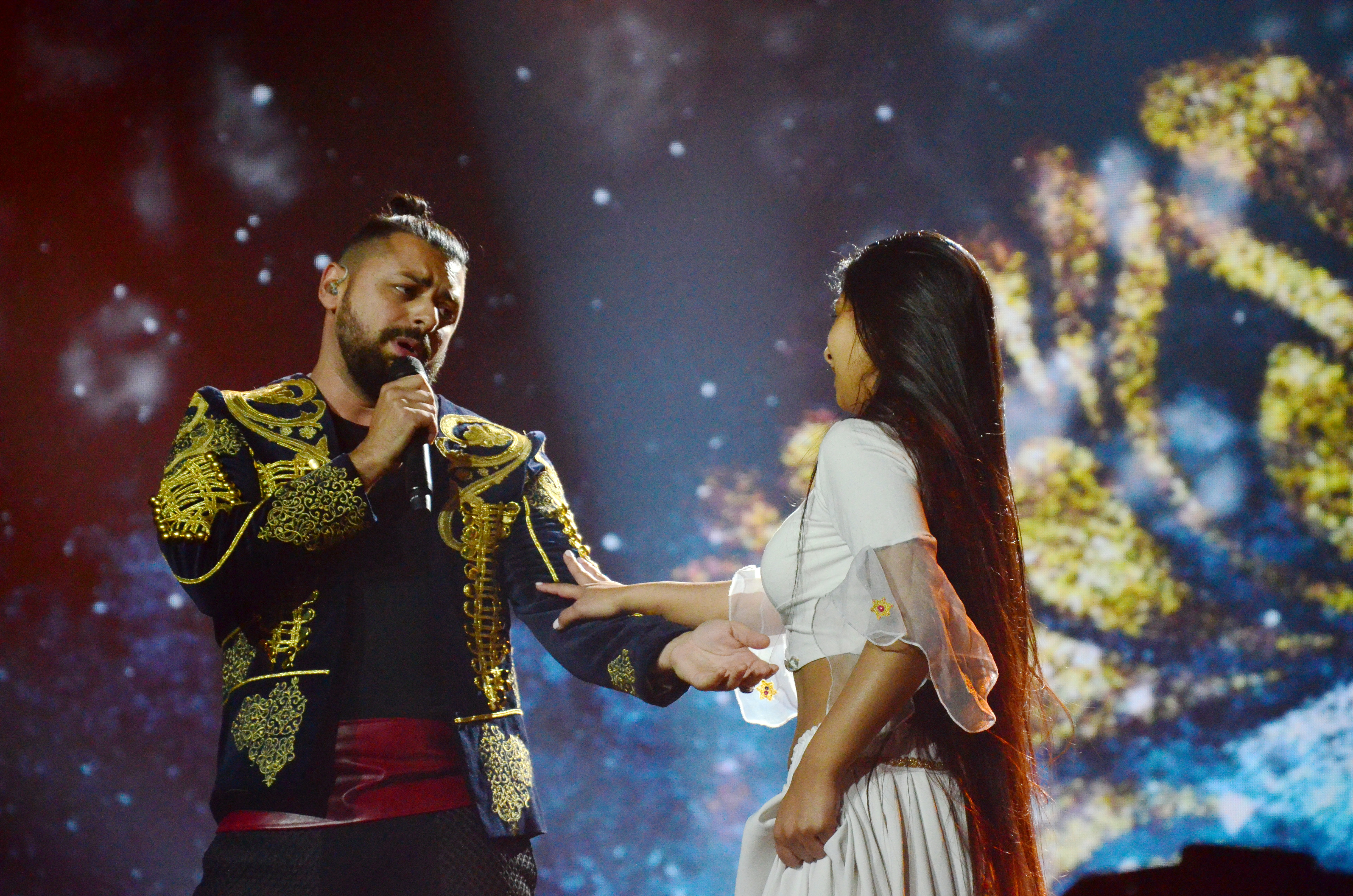
Pápai Joci a 2017-es Eurovíziós Dalfesztiválon

A 2017-es Eurovíziós Dalfesztivál volt a hatvankettedik Eurovíziós Dalfesztivál. Ukrajnában rendezték meg, mivel a 2016-os Eurovíziós Dalfesztivált az ukrán Jamala 1944 című dala nyerte. A verseny helyszínét szeptember 9-én jelentették be, ennek értelmében a versenynek a 14 000 férőhelyes kijevi Nemzetközi Kiállítási Központ adott otthont. A dalfesztiválon 42 ország előadói léptek fel.
Az Eurovíziós Dalfesztivál szabályai szerint minden részt vevő országnak az elődöntőkben kellett megmérettetnie magát, kivéve a házigazda országot (Ukrajna) és az Öt Nagy országot (az Egyesült Királyság, Franciaország, Németország, Olaszország és Spanyolország), akik alanyi jogon a döntő résztvevői voltak. Az Európai Műsorsugárzók Uniója (EBU) a harminchét elődöntős országot hat kalapba osztotta földrajzi elhelyezkedésük és szavazási szokásaik alapján, a 2008-ban bevezetett módon. Január 31-én tartották a sorsolást a kijevi városházán, ahol a kalapok egyik fele az első elődöntőbe, a másik a második elődöntőbe került. Ennek célja a szavazás igazságosabbá tétele. A sorsolás során azt is eldöntötték, hogy az egyes országok az adott elődöntő első vagy második felében fognak fellépni, valamint azt, hogy az automatikusan döntős Öt Nagy és a rendező ország melyik elődöntőben fog szavazni. Így a delegációk előre tudták, mikor kell megérkezniük a próbákra. Magyarország a második elődöntőnek az első felébe került, ami azt jelenti, hogy először 2017. május 11-én állhatott színpadra a magyar előadó. Magyarország mellett ebben az elődöntőben lépett még fel Ausztria, Bulgária, Dánia, Észtország, Fehéroroszország, Hollandia, Horvátország, Izrael, Írország, Litvánia, Macedónia, Málta, Norvégia, Románia, San Marino, Svájc és Szerbia előadója is. Pápai Joci hetedikként lép a színpadra, a holland OG3NE után és a dán Anja előtt.
Pápai Joci az Eurovíziós Dalfesztivál döntőjében 200 ponttal a nyolcadik helyet érte el. Az előadó a dalát először a második elődöntőben adta elő, ahonnan a tizennyolc résztvevő közül a második helyen kvalifikálta magát a döntőbe. A dalfesztivál győztese a Portugáliát képviselő Salvador Sobral lett, aki 758 pontot összegyűjtve nyerte meg a döntőt. Az Amar pelos dois című dal a szakmai zsűrinél és a közönségnél is az első helyen végzett.
A dalfesztivál mindkét elődöntőjét és a döntőjét is élőben közvetítette Magyarországon a Duna nemzeti főadó. Az elődöntőket és a döntőt megelőzően Tatár Csilla műsorvezetésével, az Elővízió című műsorban tudhattunk meg kulisszatitkokat, érdekességeket a versenyről. A dalfesztivál magyarországi kommentátora Rátonyi Kriszta és Fehérvári Gábor Alfréd lettek, míg a szakmai zsűri pontjait a döntőben Tatár Csilla ismertette, a budapesti Március 15. térről.
Az Eurovíziós Dalfesztivál magyarországi szakmai zsűrijének tagjai lettek:
- Caramel: Fonogram-díjas magyar énekes, A Dal 2012 döntőse, és A Dal zsűritagja 2017-ben
- Király Viktor: énekes, zeneszerző, A Dal döntőse 2012-ben, 2014-ben és majd később 2018-ban
- Várallyay Petra: zeneszerző, énekesnő, hegedűs, A Dal 2017 felfedezettjének, Kanizsa Gina Fall Like Rain című dalának egyik szerzője
- Závodi Gábor: zeneszerző, producer, hangmérnök, A Dal 2017 döntősének, Závodi Marcelnek az édesapja
- Zséda: többszörös Fonogram- és EMeRTon-díjas magyar énekesnő, A Dal zsűritagja 2016-ban és 2017-ben

A magyarországi szakmai zsűri a 12 pontot a portugál Salvador Sobral Amar pelos dois című dalának adta.

## A Dal 2017 különdíjai

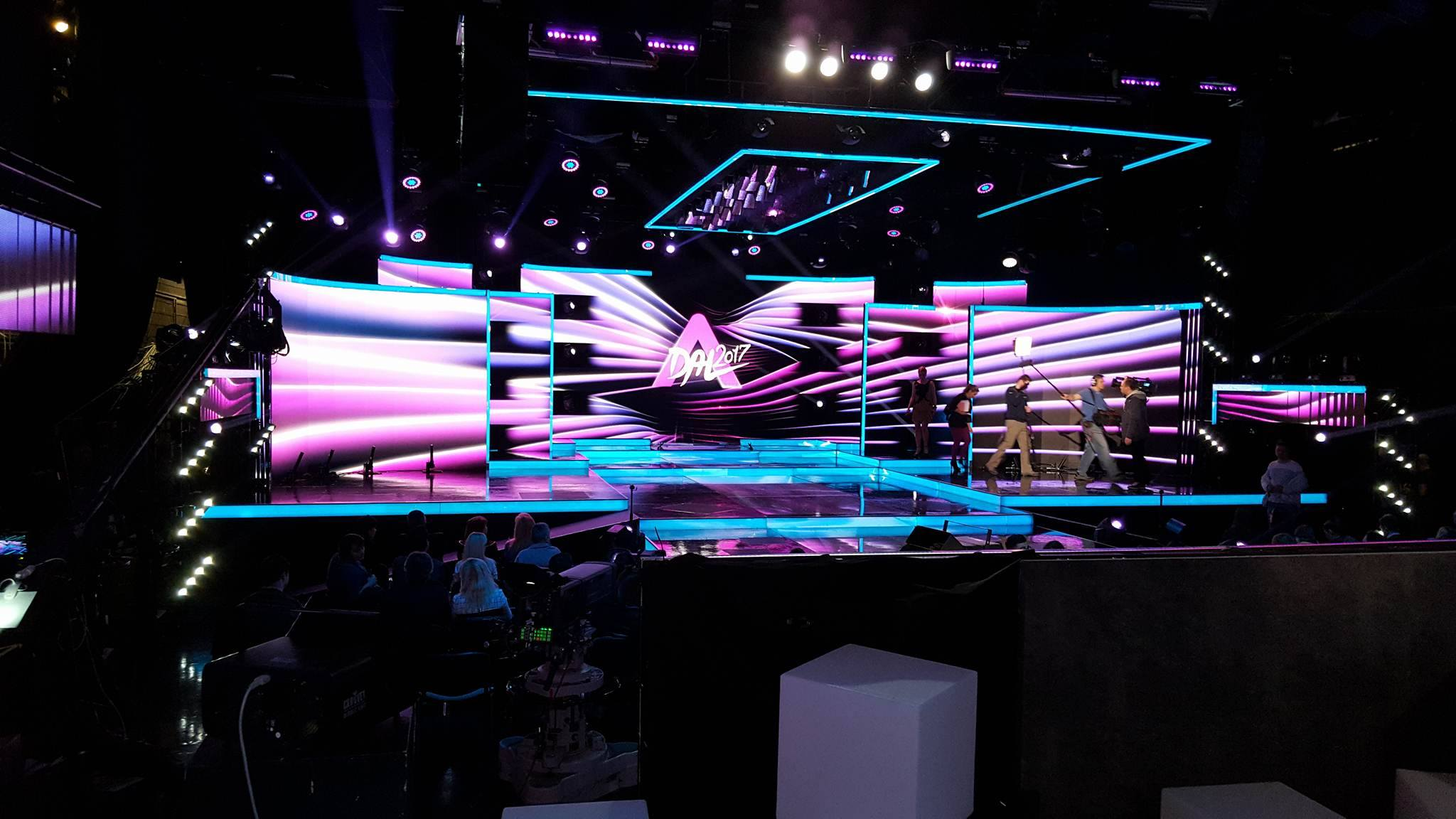
A Dal 2017 stúdiója az MTVA székházában

Második éve ítélték oda a A Dal felfedezettje, illetve A legjobb dalszöveg díját. Az előbbiről a tévés zsűri, míg az utóbbiról a közönség és a zsűri közösen döntött. Az előző évekhez hasonlóan, a nézők ismételten szavazhattak a versenydalok akusztikus verzióira a műsor hivatalos oldalán. Az Akusztikus verziók versenyének nyertese a Petőfi Akusztik koncertlehetőségen kívül felléphetett a 2017-es VOLT Fesztivál Petőfi Zenei Díjátadó színpadán is. A díjátadó gálát a közmédia élőben közvetítette az M2 Petőfin, a Duna World-ön, a Petőfi Rádióban és a petofilive.hu oldalon.
- A Dal 2017 felfedezettje: Kanizsa Gina
- A Dal 2017 legjobb dalszövege: Élet, szerző: Köteles Leander
- A legjobb akusztikus változat: Karcok, szerzők: Szepesi Zsolt, Le Quang Huy, Máté Gyárfás és Budai Gábor, előadó: Benji[21] (A Petőfi Zenei Díjátadó gálán az Ellentűz című dalát adta elő)
- A Dal kijevi videobloggere: Budavári Balázs

## Visszatérő előadók
| Előadó                                                    | Előző év(ek) | Előző dal(ok)                                   | Előző legjobb eredmény(ek)   |
| --------------------------------------------------------- | ------------ | ----------------------------------------------- | ---------------------------- |
| Benji                                                     | 2016         | Kötéltánc                                       | Első középdöntő (=8. hely)   |
| Berkes Olivér (Zävodival)                                 | 2016         | Seven Seas (Tóth Andival)                       | Döntő (=6. hely)             |
| Kállay-Saunders András (a Kállay Saunders Band tagjaként) | 2012         | I Love You                                      | Első elődöntő (5. hely)      |
| Kállay-Saunders András (a Kállay Saunders Band tagjaként) | 2013         | My Baby                                         | Döntő (2. hely)              |
| Kállay-Saunders András (a Kállay Saunders Band tagjaként) | 2014         | Running                                         | Döntő (1. hely)              |
| Kállay Saunders Band                                      | 2016         | Who We Are                                      | Döntő (3. hely)              |
| Köteles Leander (a Leander Kills tagjaként)               | 2015         | Lőjetek fel (a Leander Rising tagjaként)        | Második elődöntő (7. hely)   |
| Lotfi Begi (Tóth Gabi és Freddie Shuman közreműködésében) | 2012         | Sound of Our Hearts (a Compact Disco tagjaként) | Döntő (1. hely)              |
| Mrs. Columbo                                              | 2013         | Játszd újra!                                    | Első elődöntő (7. hely)      |
| Mujahid Zoltán                                            | 2015         | Beside You                                      | Döntő (=3. hely)             |
| Radics Gigi                                               | 2013         | Úgy fáj                                         | Döntő (2. hely)              |
| Radics Gigi                                               | 2014         | Catch Me                                        | Első középdöntő (=6. hely)   |
| Oláh Gergő (a Roma Soul tagjaként)                        | 2015         | A tükör előtt                                   | Második középdöntő (6. hely) |
| Oláh Gergő (a Roma Soul tagjaként)                        | 2016         | Győz a jó                                       | Döntő (2. hely)              |
| Singh Viki                                                | 2016         | Katonák                                         | Harmadik elődöntő (7. hely)  |
| Spoon 21                                                  | 2015         | Keep Marching On (Spoon néven)                  | Döntő (=3. hely)             |
| Szabó Ádám                                                | 2013         | Hadd legyen más                                 | Második elődöntő (9. hely)   |
| Szabó Ádám                                                | 2015         | Give Me Your Love                               | Döntő (2. hely)              |
| The Couple                                                | 2013         | Neonzöld (a Background együttes tagjaiként)     | Első elődöntő (10. hely)     |
| Tóth Andi                                                 | 2016         | Seven Seas (Berkes Olivérrel)                   | Döntő (=6. hely)             |
| Tóth Gabi (Freddie Shuman és Lotfi Begi közreműködésében) | 2012         | Don’t Save Me – Nem kell végszó                 | Döntő (5–8. hely)            |

Fedor Kyra számos alkalommal volt már jelen A Dalban korábban, mint háttérénekes, azonban kiemelendő mind közül, hogy a 2014-es Eurovíziós Dalfesztiválon Kállay-Saunders András produkciójában működött közre Cselovszky Rozinával közösen. Sapszon Orsolya korábban már A Dal 2015-ben, valamint a 2015-ös Eurovíziós Dalfesztiválon is részt vett, mint Boggie egyik vokalistája. A Dal 2017 zsűrijének tagja, Caramel 2012-ben vett részt a műsorban Vertigo – Vízió című dalával, ahol a döntőben bejutott a legjobb négy előadó közé. Zséda 1997-ben részt vett az akkori eurovíziós nemzeti döntőben a Cotton Club Singers tagjaként. Az Úgy szeress, mint én című dal a 7. helyet érte el a 19 résztvevős döntőben. Tóth Gabi 2013-ban Nikával és a Roy & Ádám formációval, mint vendégelőadó lépett fel A Dal színpadán.

## Hivatalos album
A Dal 2017 – A legjobb 30 a 2017-es Eurovíziós Dalfesztivál magyarországi nemzeti döntős dalainak válogatáslemeze, melyet az MTVA jelentetett meg 2017. január 26-án. Az album tartalmazta mind a 30 műsorban részt vevő dalt, beleértve azokat is, akik nem jutottak tovább a válogatókból, illetve az elődöntőkből.

## Nézettség
Az egyes adások 19:30-kor kezdődtek, és 21:40-ig tartottak. Másnap hajnalban és délelőtt a Duna World tűzte műsorra az ismétléseket, mely csatorna szombat esténként is párhuzamosan közvetítette élőben a versenyt a nemzeti főadóval. Az Eurovíziós Dalfesztivál a Dunán volt látható.
A dalválasztó show válogatóit és elődöntőit szombatonként (és egy pénteken) a Dunán alkalmanként átlagban 450 ezren nézték. A két csatornán összesen 697 000-en nézték végig a műsor döntőjét. A döntő nézettsége bőven a 450 ezres évadátlag felett volt. A döntő ugyan a 2017-es széria legnézettebb epizódja volt, de A Dal korábbi évadjainak a döntőitől elmaradt. Olyannyira, hogy a döntő nézettsége kevesebb volt mint az addigi összes széria összes szombaton műsorra kerülő adása. A műsort a televíziós csatornákon túl az interneten is figyelemmel lehetett követni élőben. A Dal 2017 hivatalos honlapja, a mediaklikk.hu/adal oldal minden adást közvetített.
Jelmagyarázat
     – A Dal 2017 legmagasabb nézettsége
     – A Dal 2017 legalacsonyabb nézettsége
| Adás                         | Sugárzás                         | Duna                 | Duna                 | Duna                 | Forrás     |
| Adás                         | Sugárzás                         | Teljes lakosság (4+) | Teljes lakosság (4+) | Teljes lakosság (4+) | Forrás     |
| Adás                         | Sugárzás                         | AMR                  | Arány (SHR%)         | Heti helyezés        | Forrás     |
| A Dal 2017                   | A Dal 2017                       | A Dal 2017           | A Dal 2017           | A Dal 2017           | A Dal 2017 |
| ---------------------------- | -------------------------------- | -------------------- | -------------------- | -------------------- | ---------- |
| Első válogató                | 2017. január 14., szombat 19:30  | 488 742              | 10,7                 | 19.                  | [ 23 ]     |
| Második válogató             | 2017. január 28., szombat 19:30  | 486 117              | 10,7                 | 19.                  | [ 24 ]     |
| Harmadik válogató            | 2017. február 4., szombat 19:30  | 489 551              | 11,3                 | 16.                  | [ 25 ]     |
| Első elődöntő                | 2017. február 10., péntek 19:30  | 261 603              | 6,2                  | n.a.                 | [ 26 ]     |
| Második elődöntő             | 2017. február 11., szombat 19:30 | 425 102              | 10                   | 23.                  | [ 27 ]     |
| Döntő                        | 2017. február 18., szombat 19:30 | 542 030              | 12,8                 | 14.                  | [ 28 ]     |
| Eurovíziós Dalfesztivál 2017 |                                  |                      |                      |                      |            |
| Első elődöntő                | 2017. május 9., kedd 21:00       | 211 817              | 6,1                  | n.a.                 | [ 29 ]     |
| Második elődöntő             | 2017. május 11., csütörtök 21:00 | 417 291              | 12,3                 | n.a.                 | [ 29 ]     |
| Döntő                        | 2017. május 13., szombat 21:00   | 798 914              | 27,3                 | 3.                   | [ 29 ]     |

## Galéria

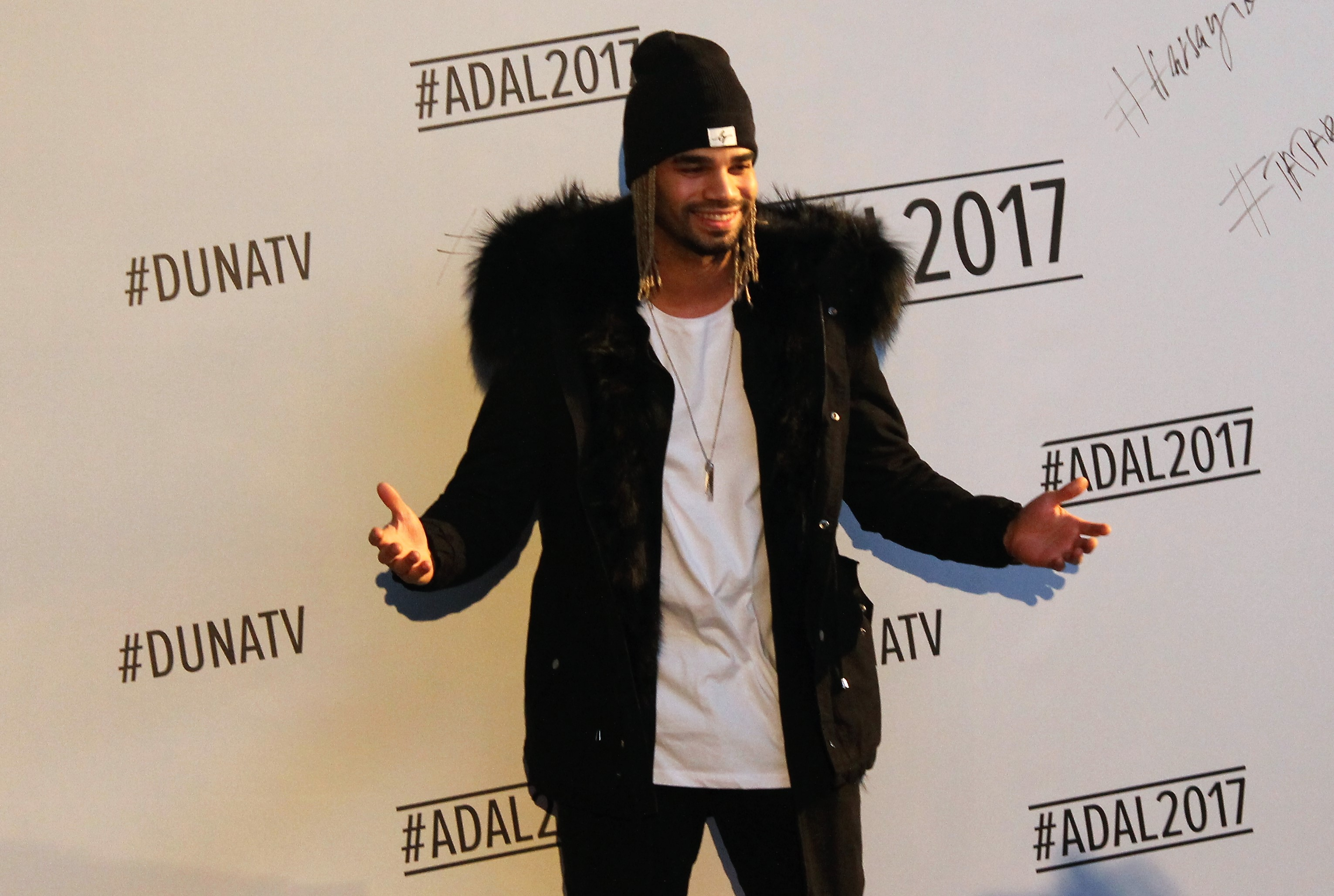
Kállay-Saunders András, a Kállay Saunders Band énekese
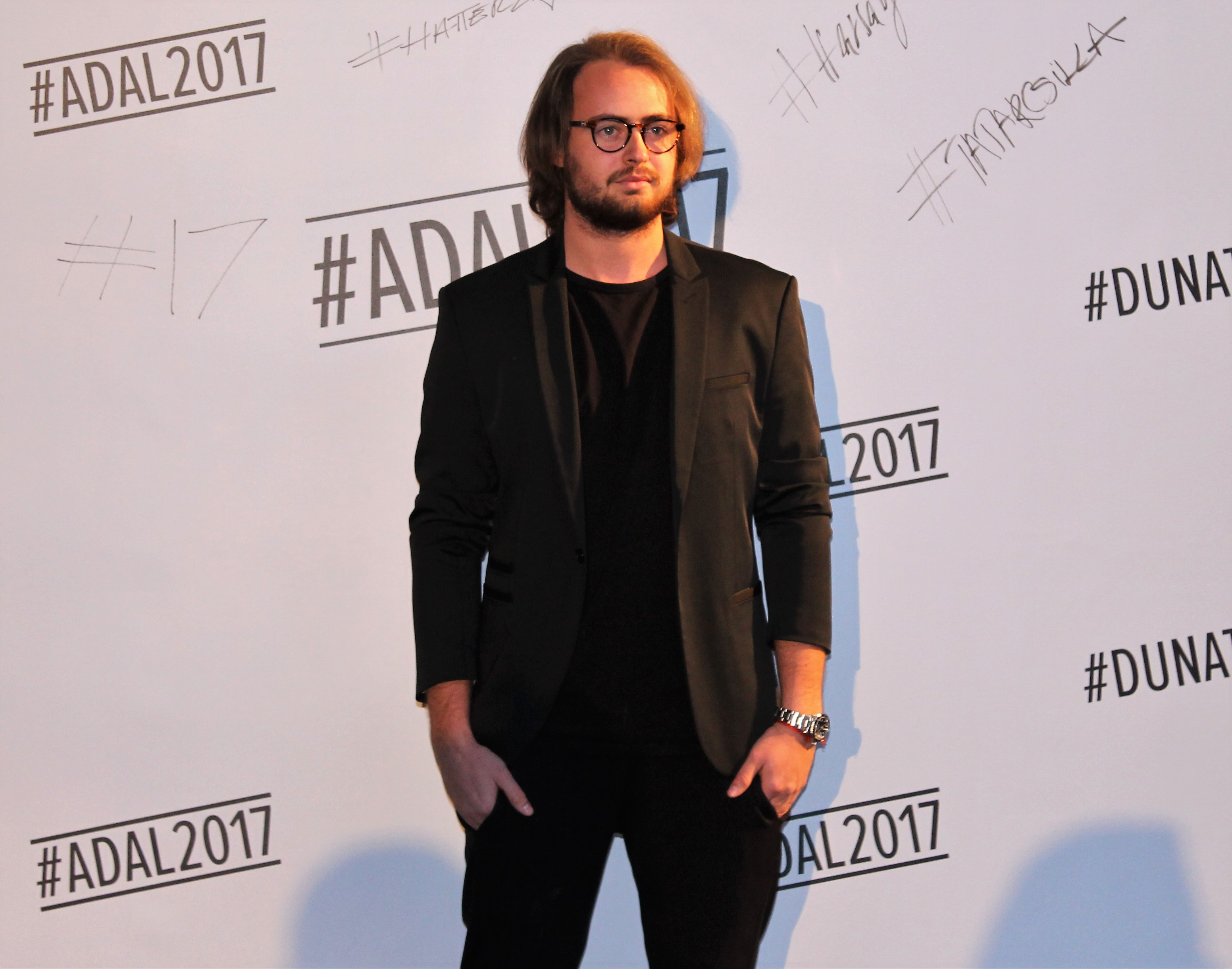
Berkes Olivér, a Zävodi + Berkes Olivér formációból
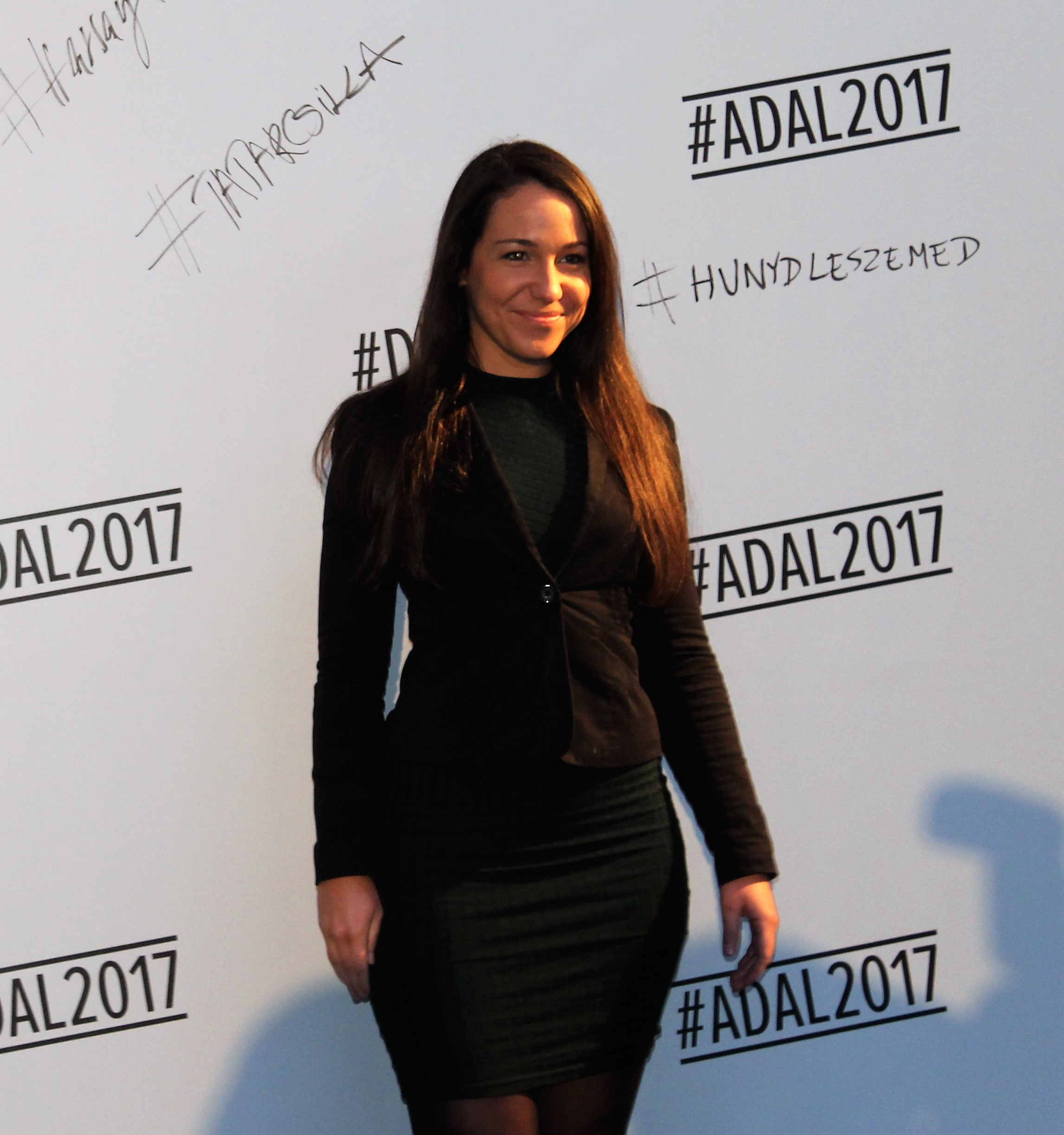
Sapszon Orsi
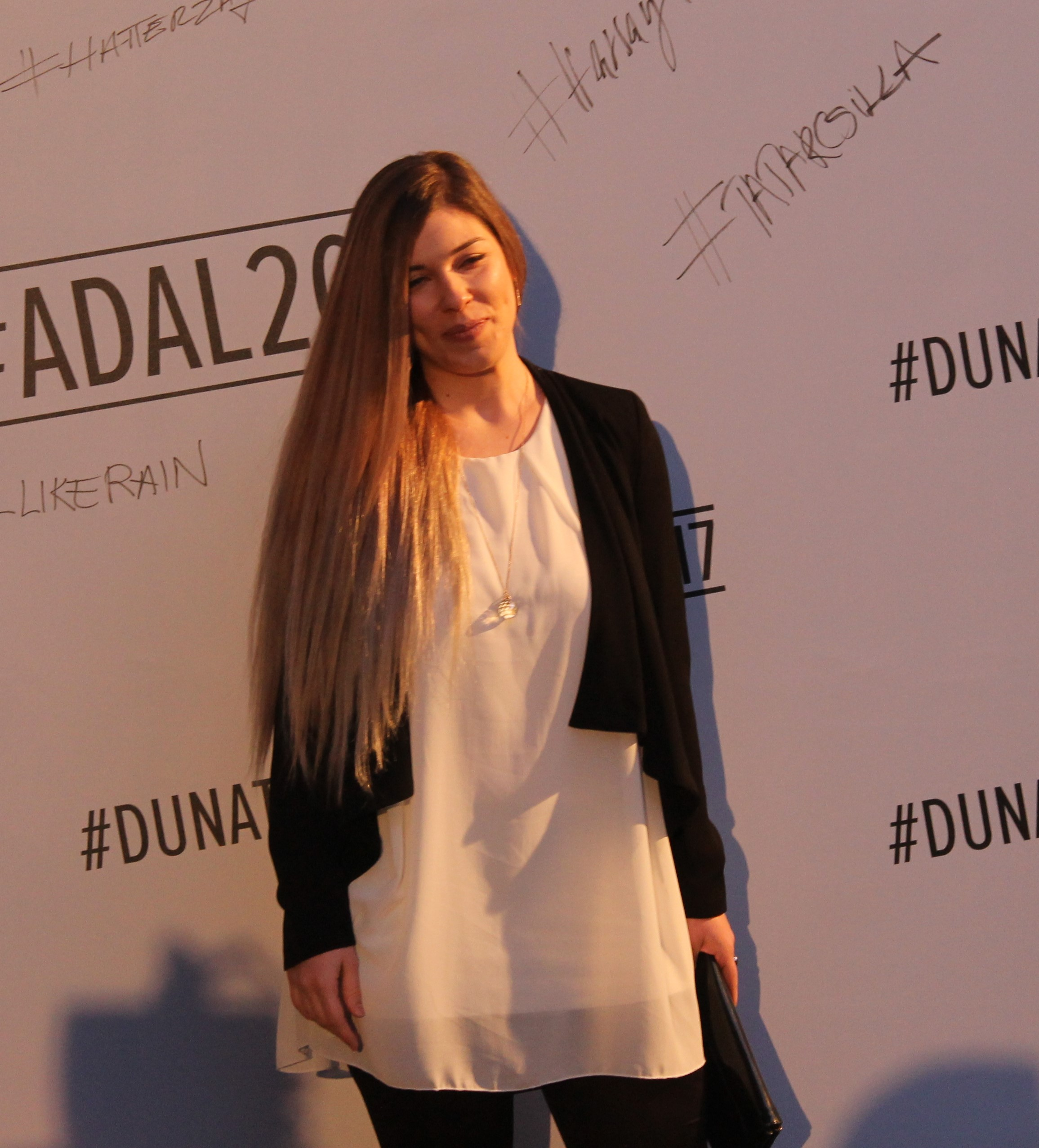
Kanizsa Gina
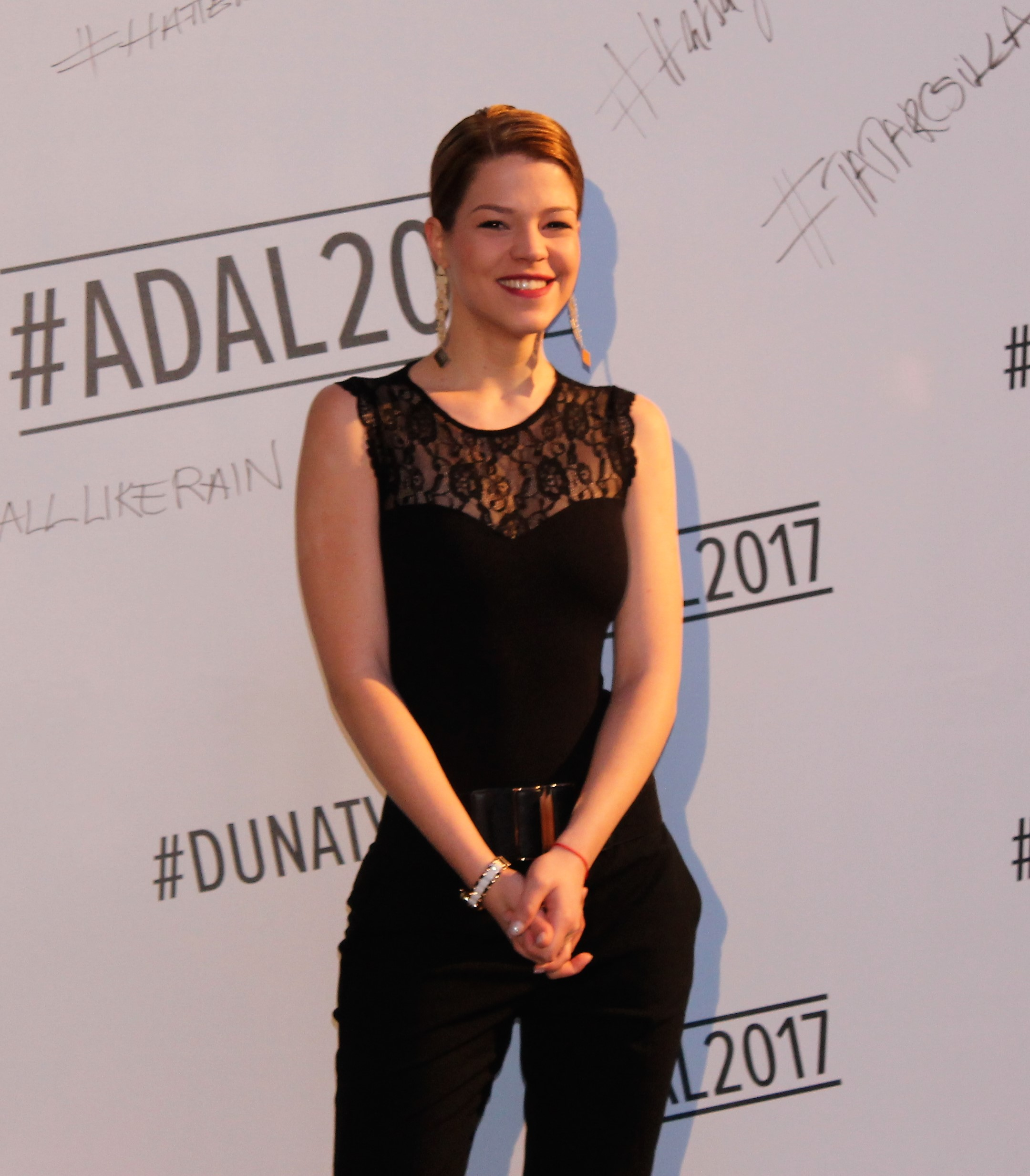
Muri Enikő
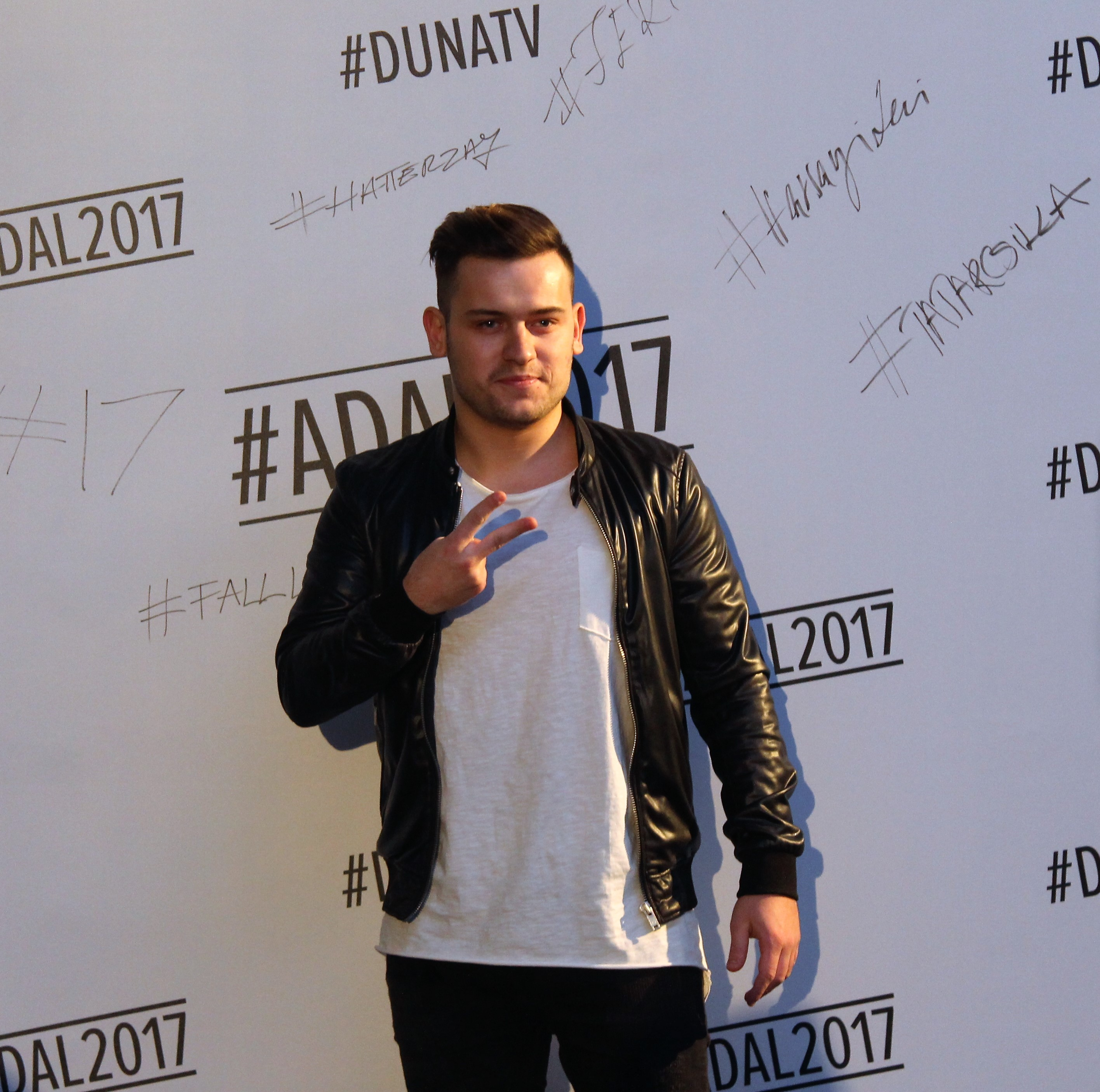
Szabó Ádám

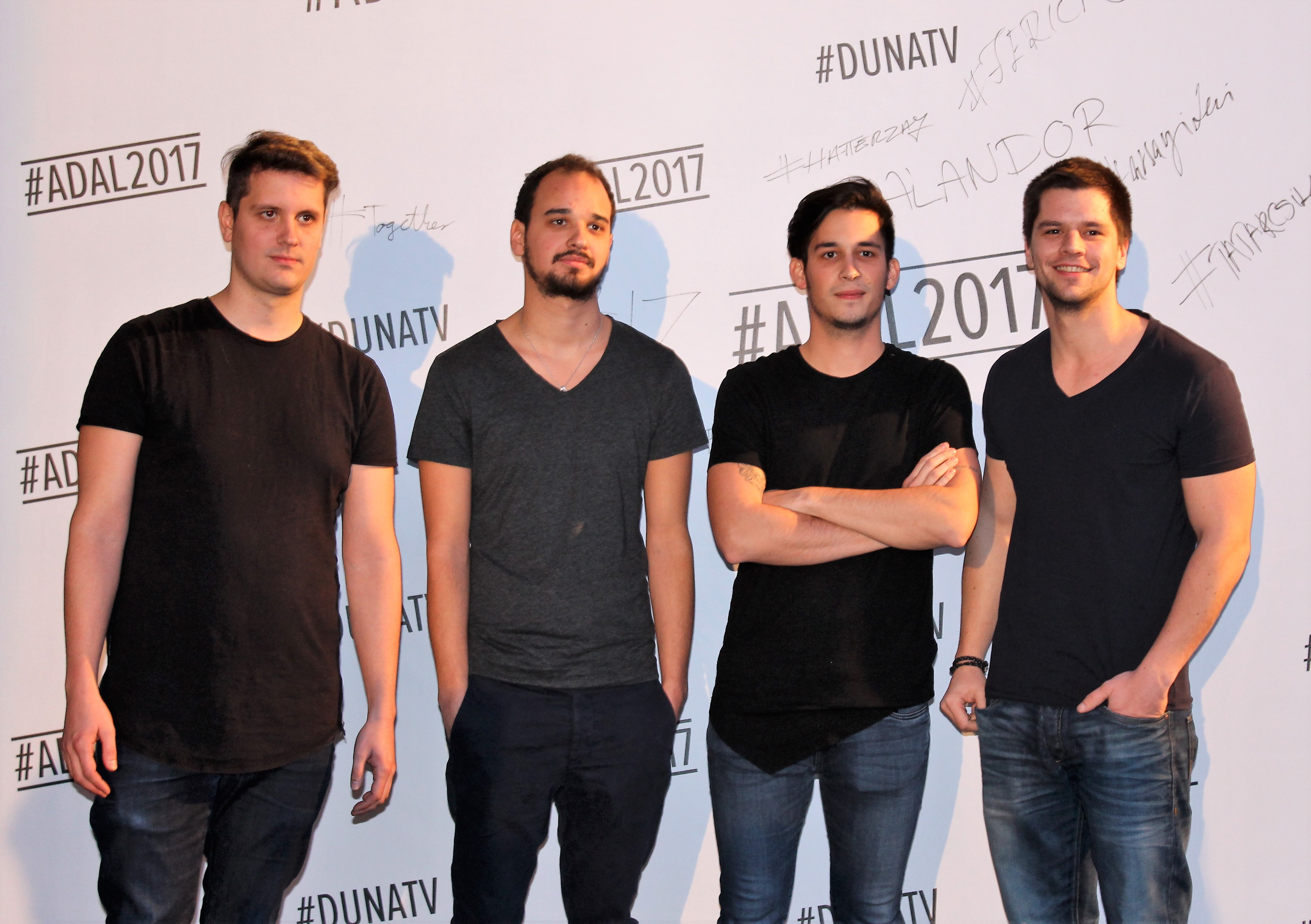
Soulwave
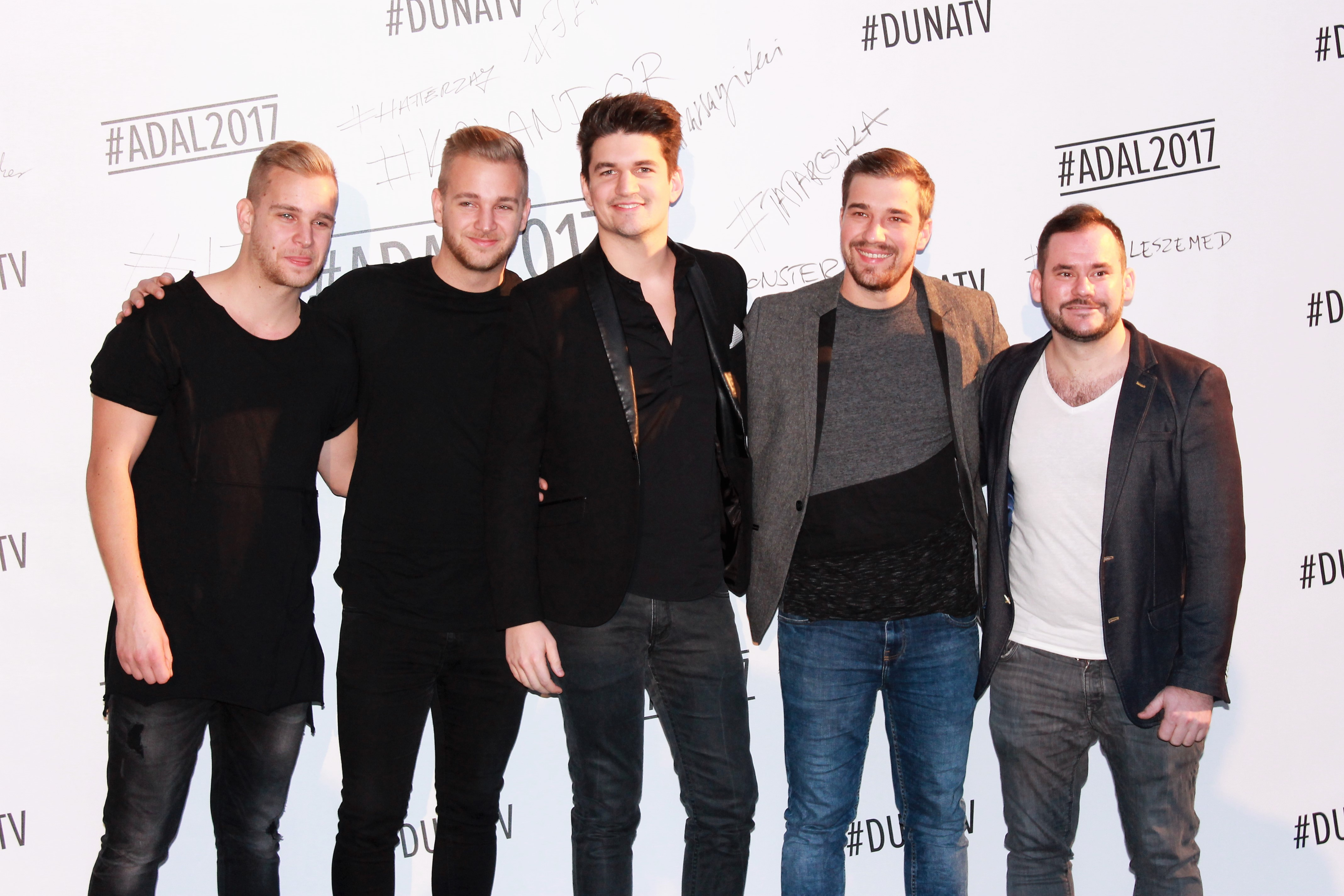
Peet Project
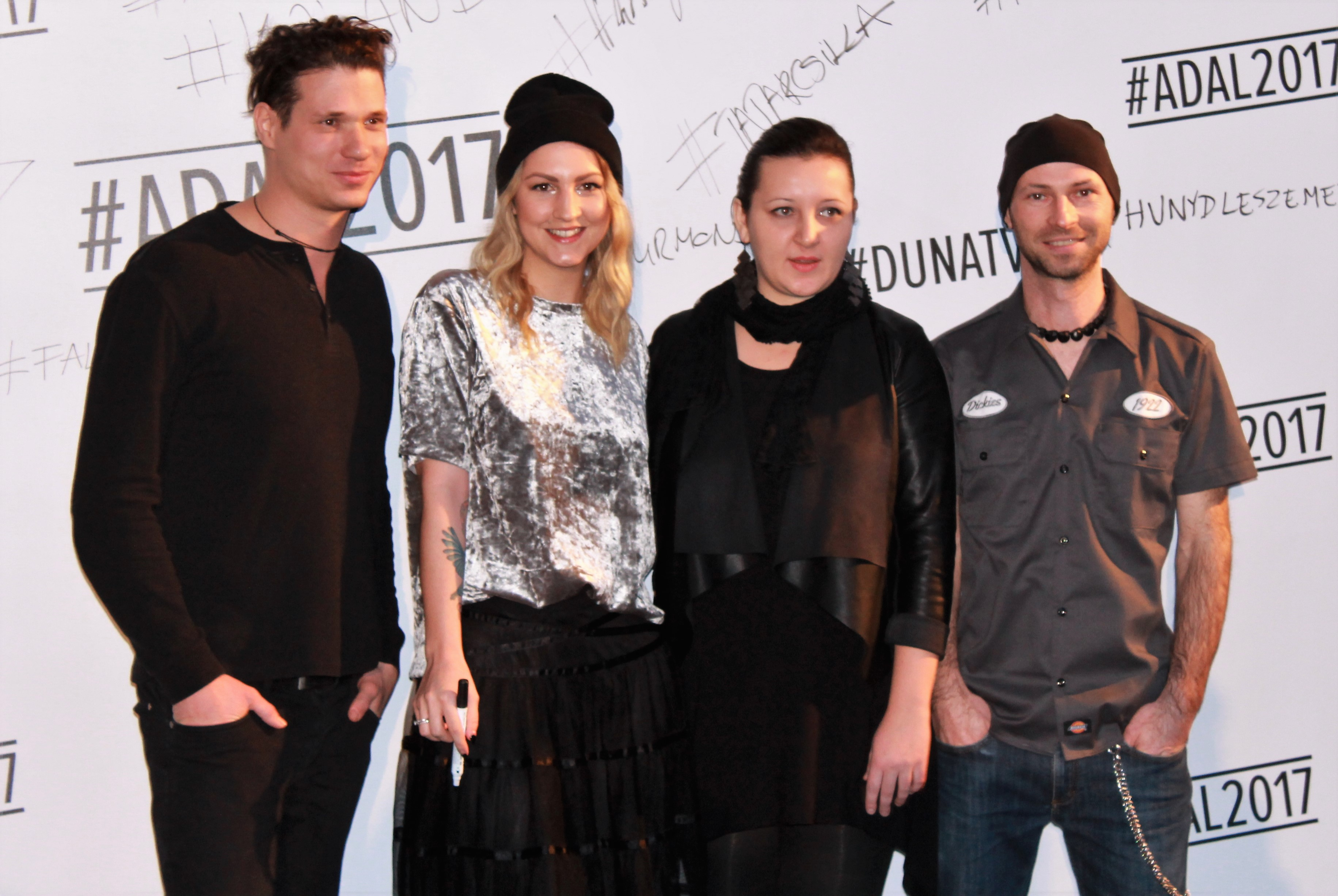
Mrs. Columbo
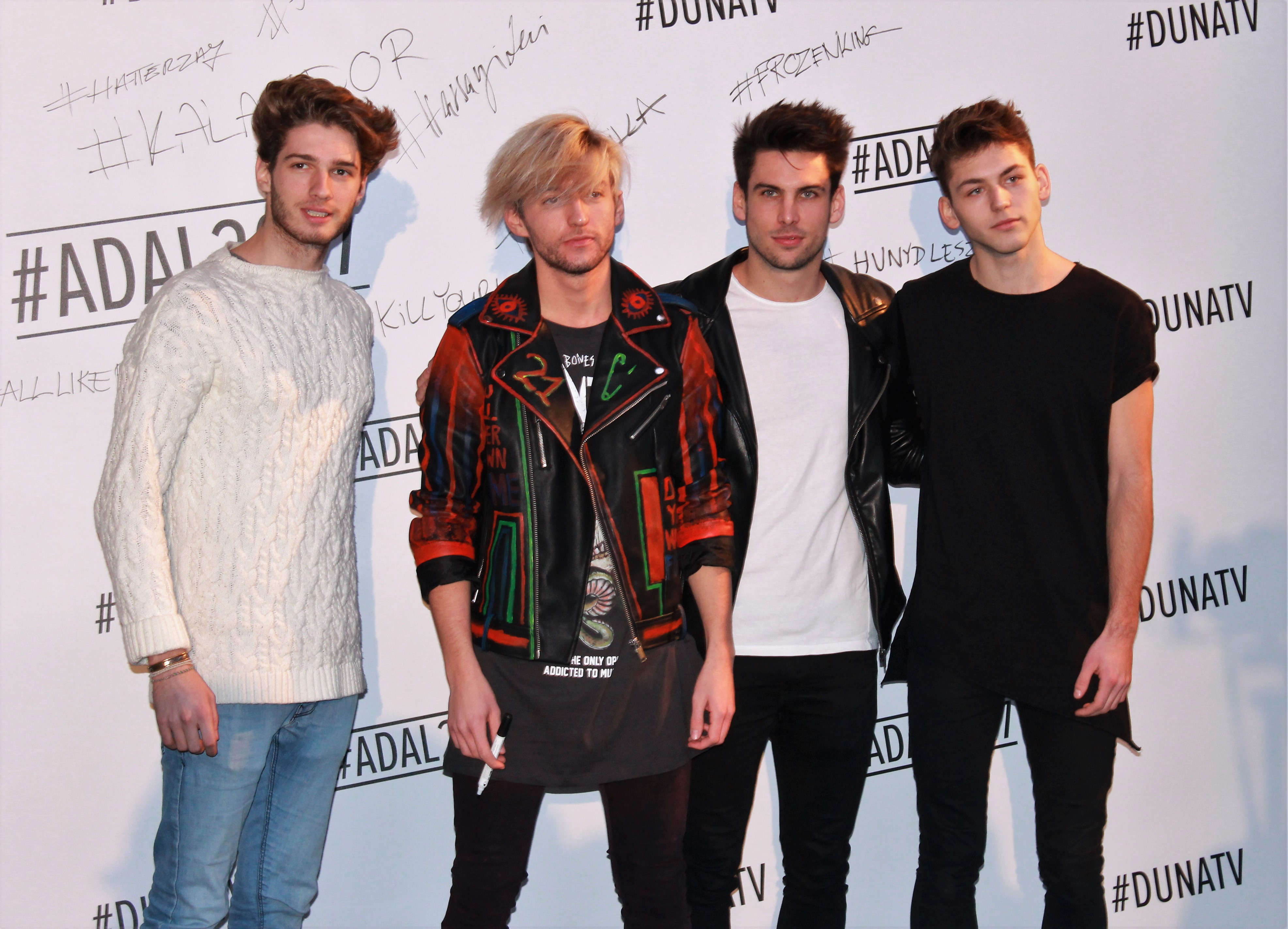
Spoon 21
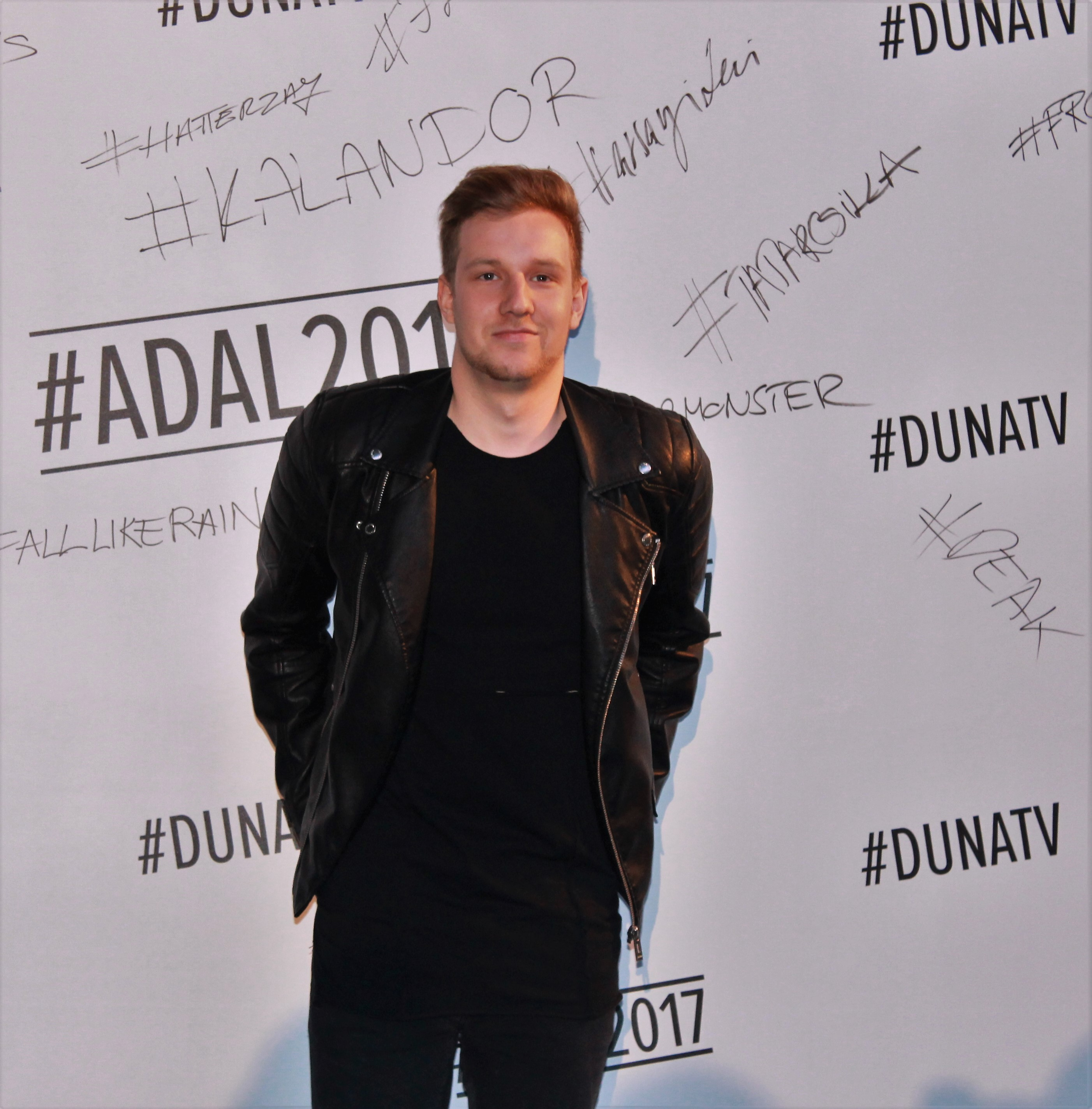
Henderson Dávid
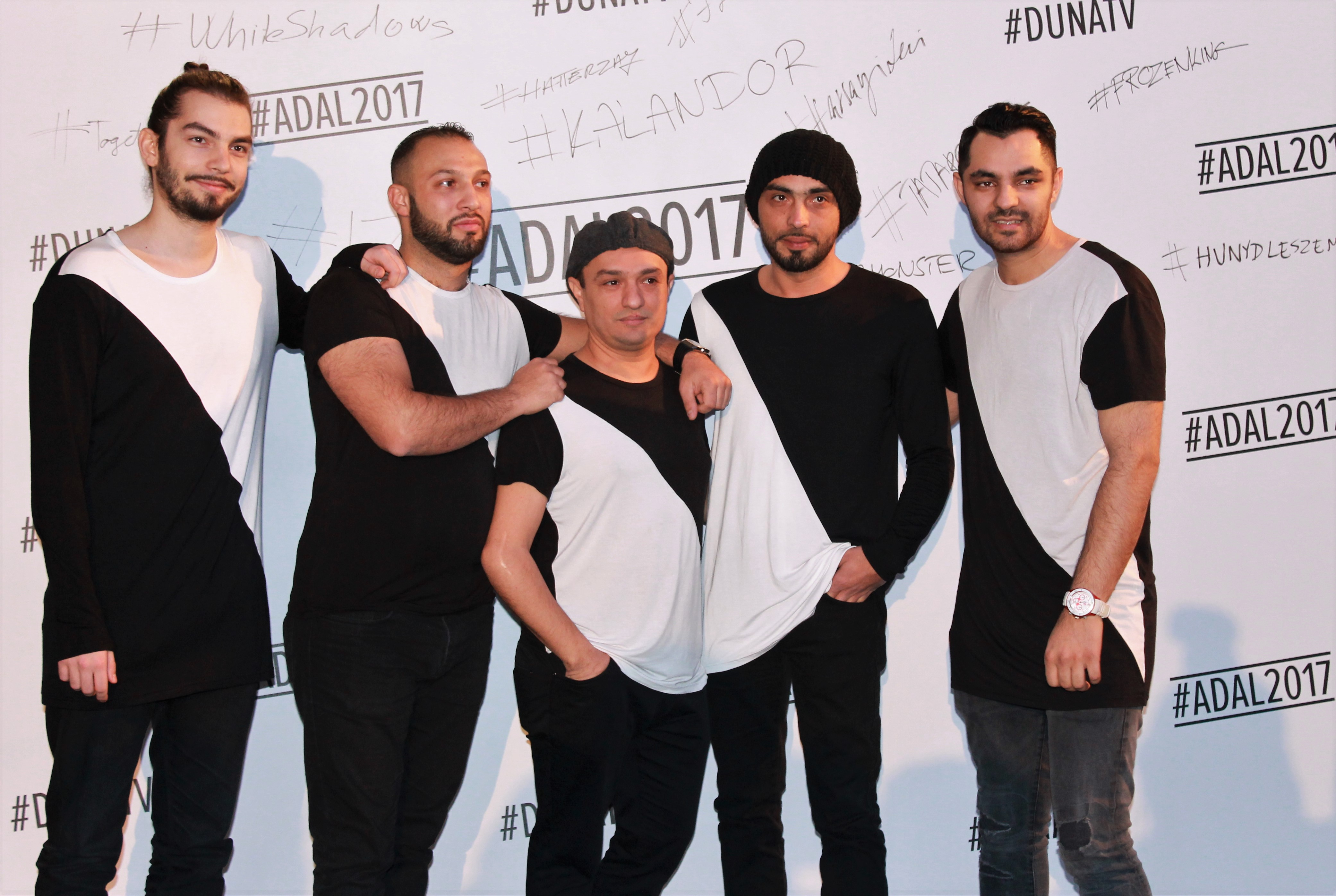
Roma Soul

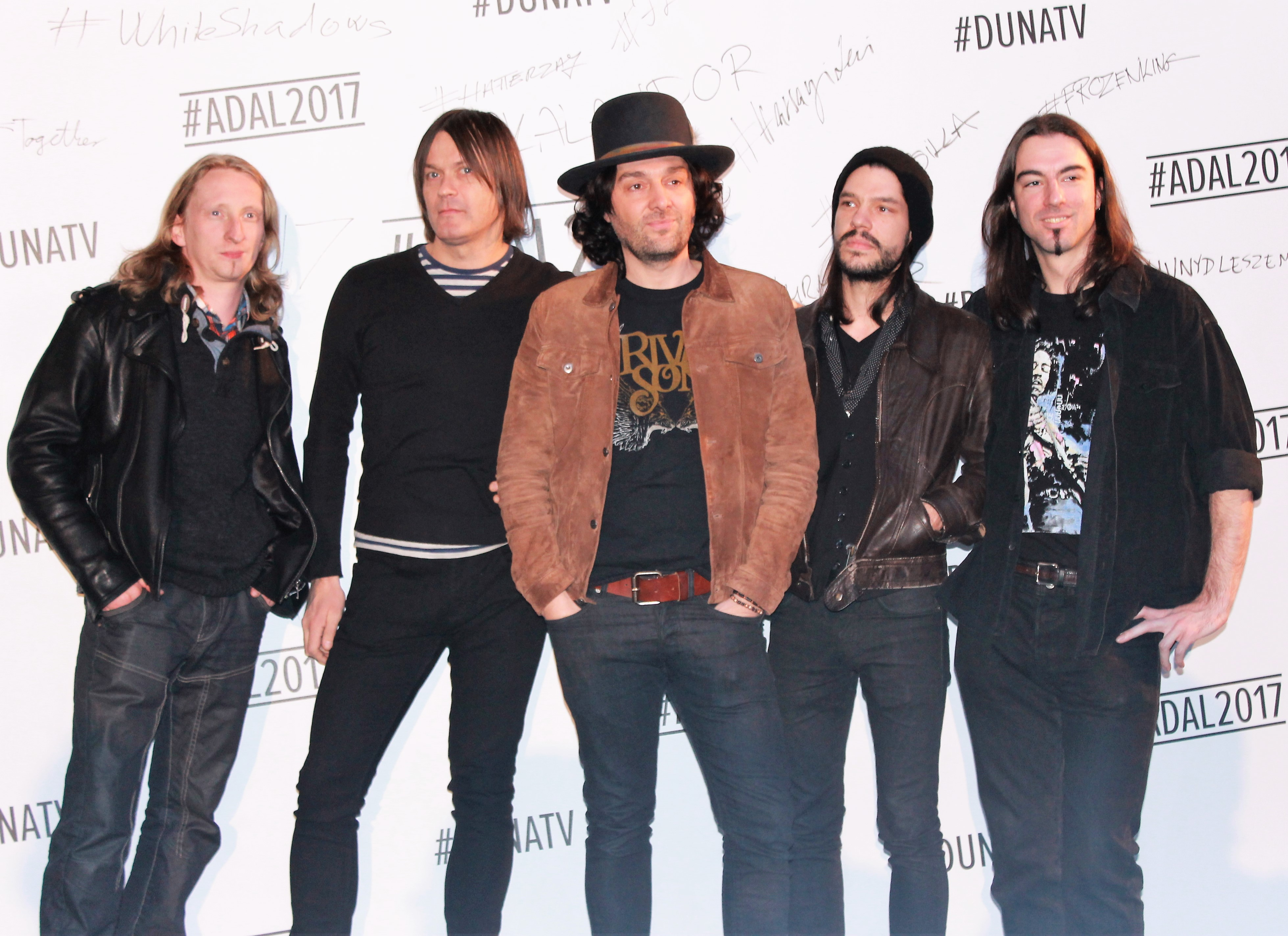
Peter Kovary & The Royal Rebels
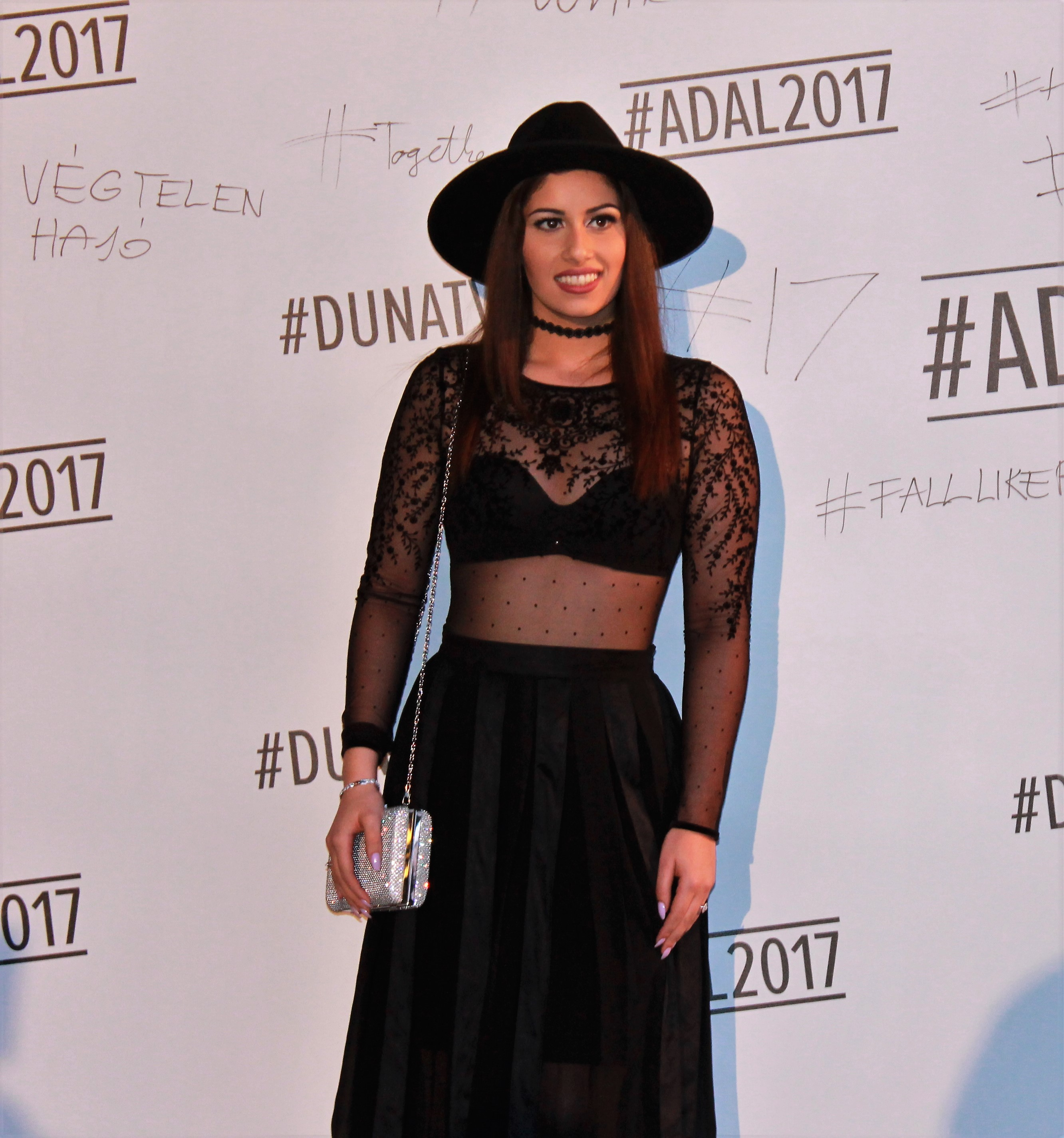
Radics Gigi
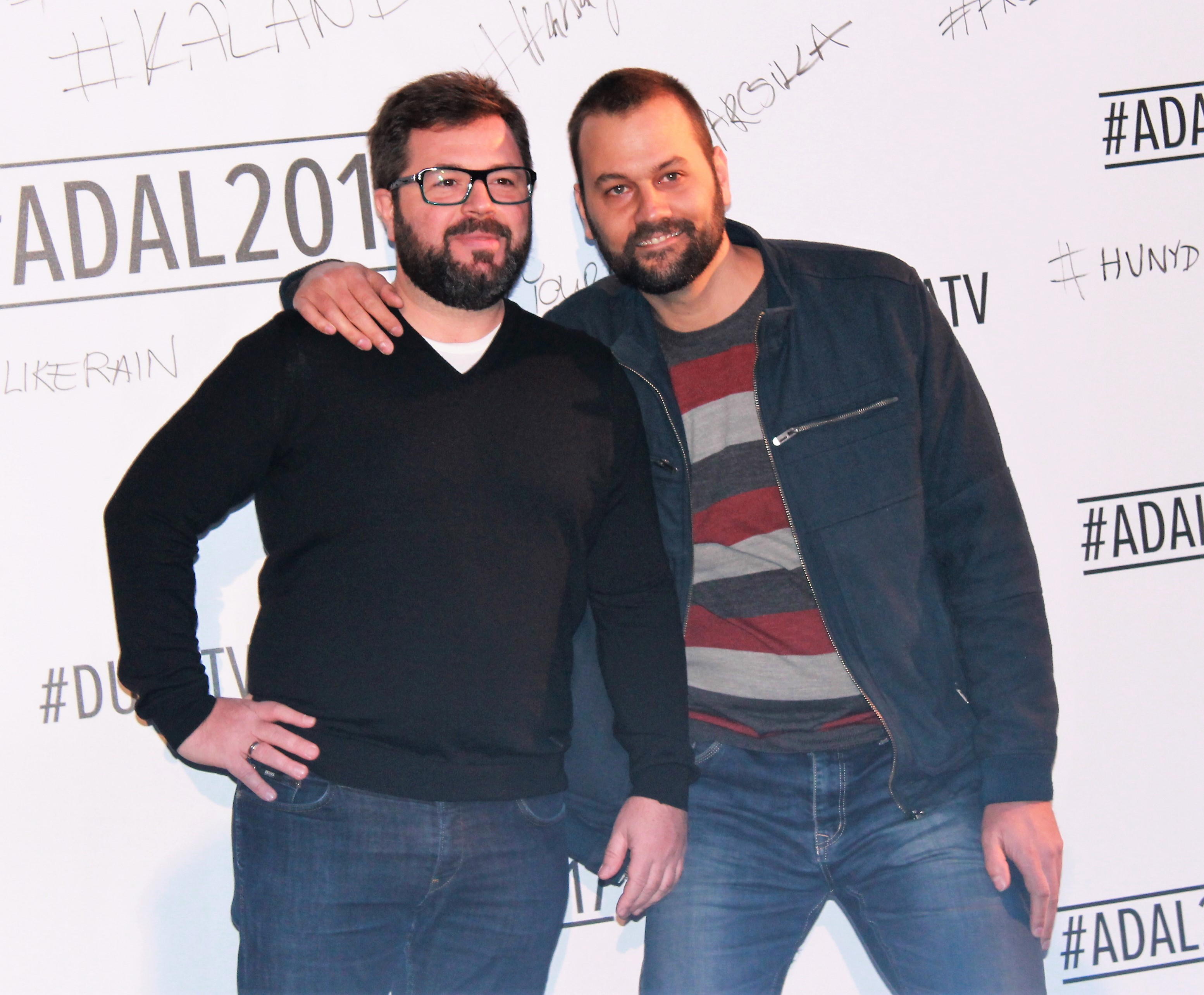
the WiNgs
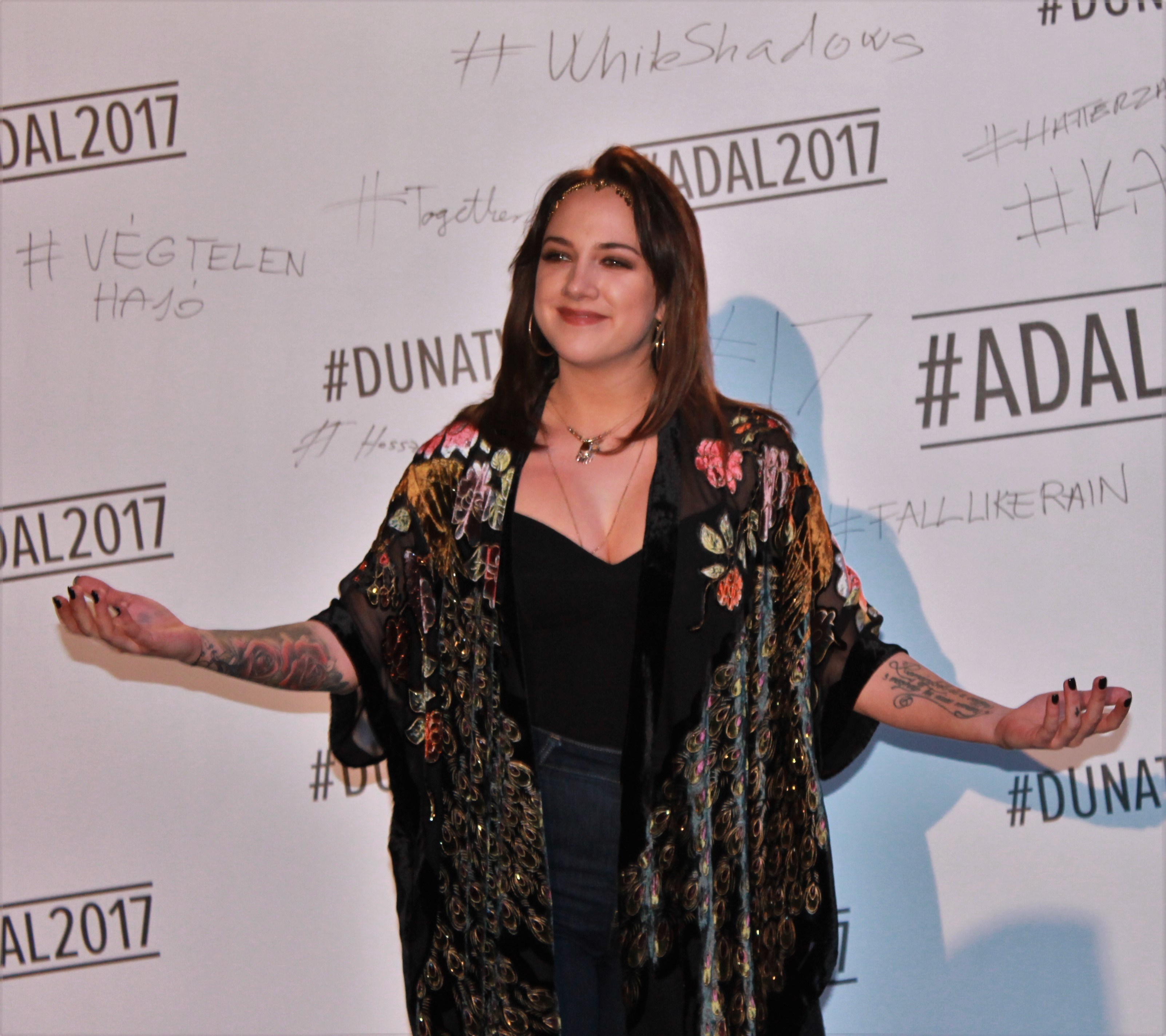
Tóth Gabi
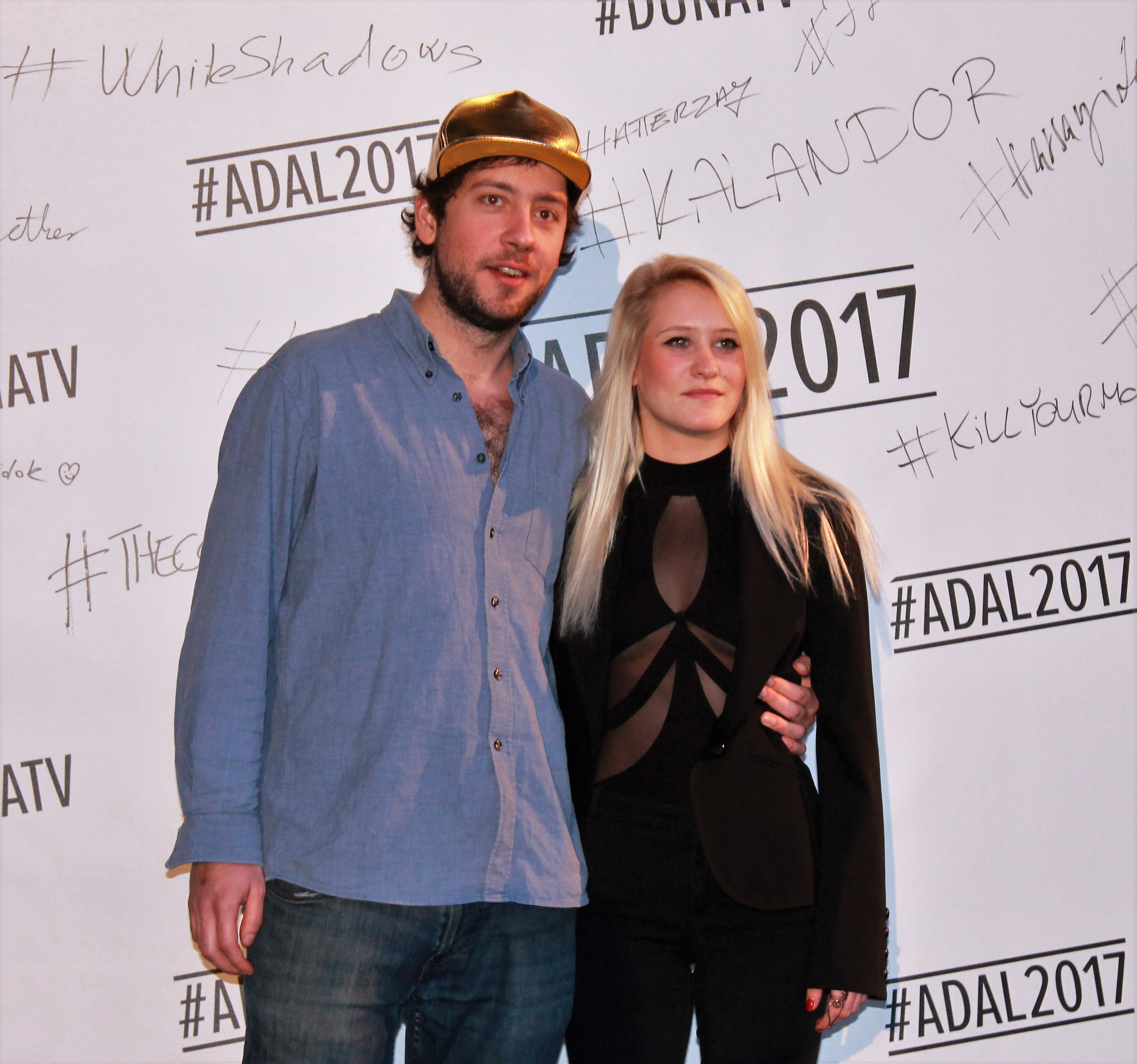
The Couple
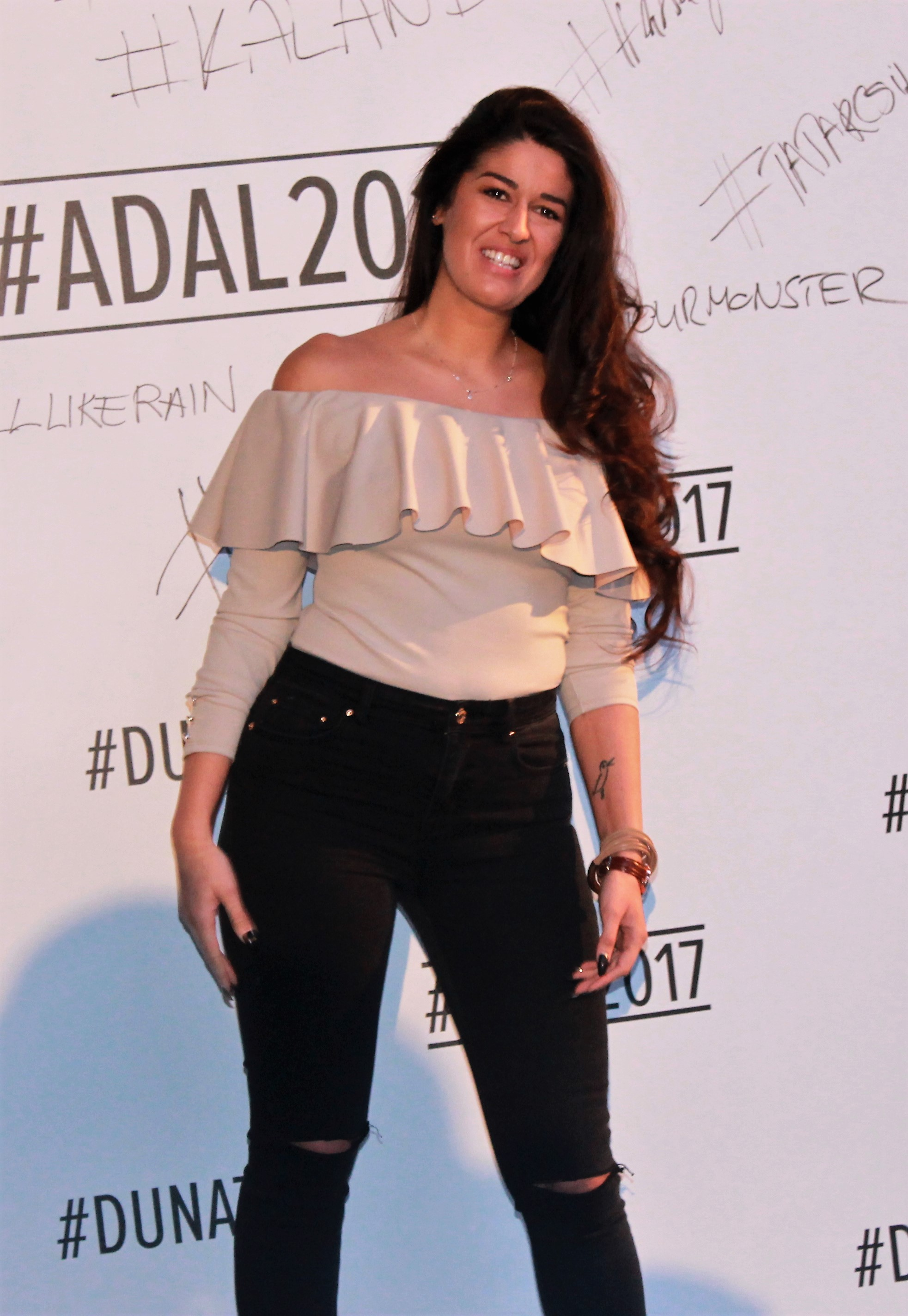
Singh Viki

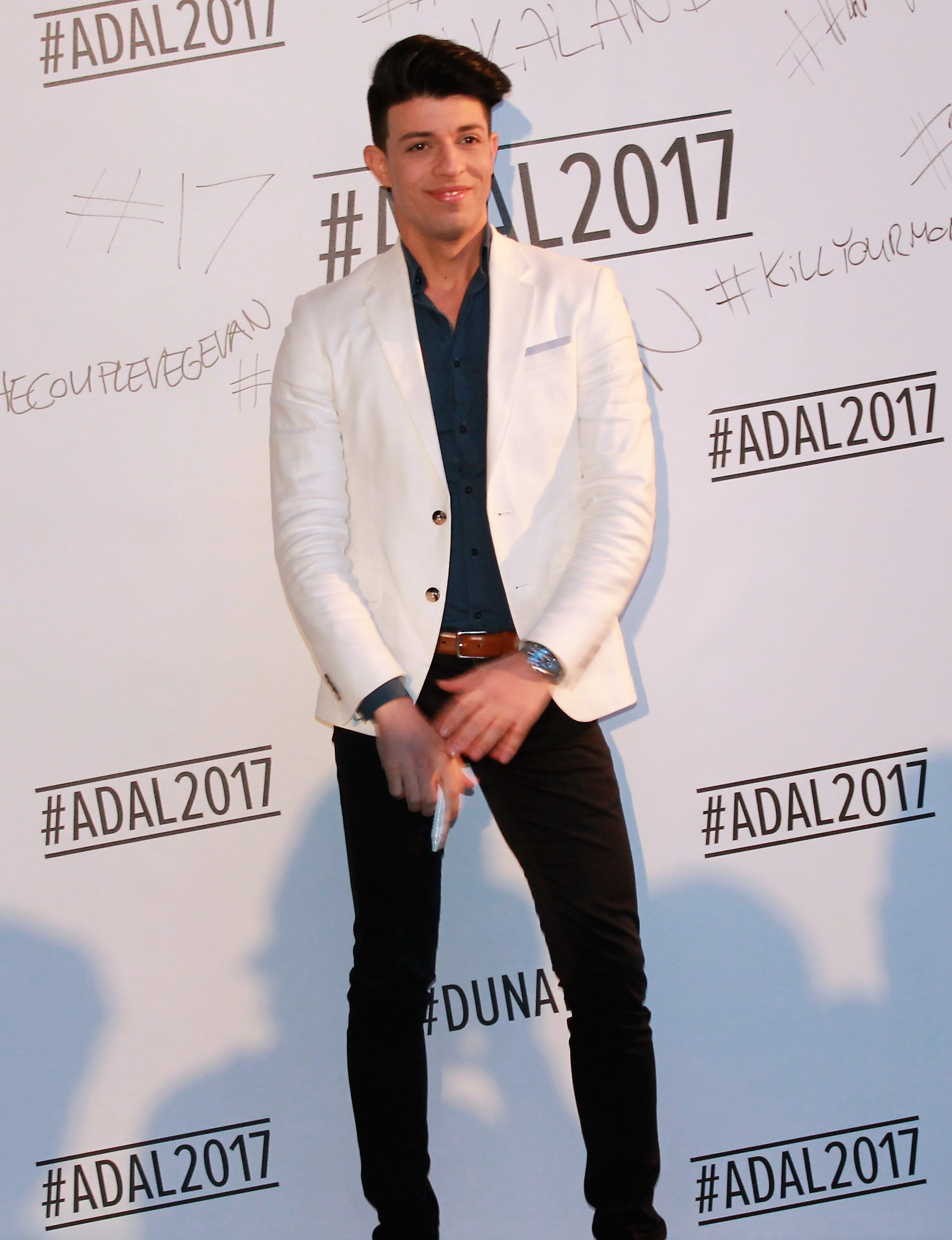
Mujahid Zoltán
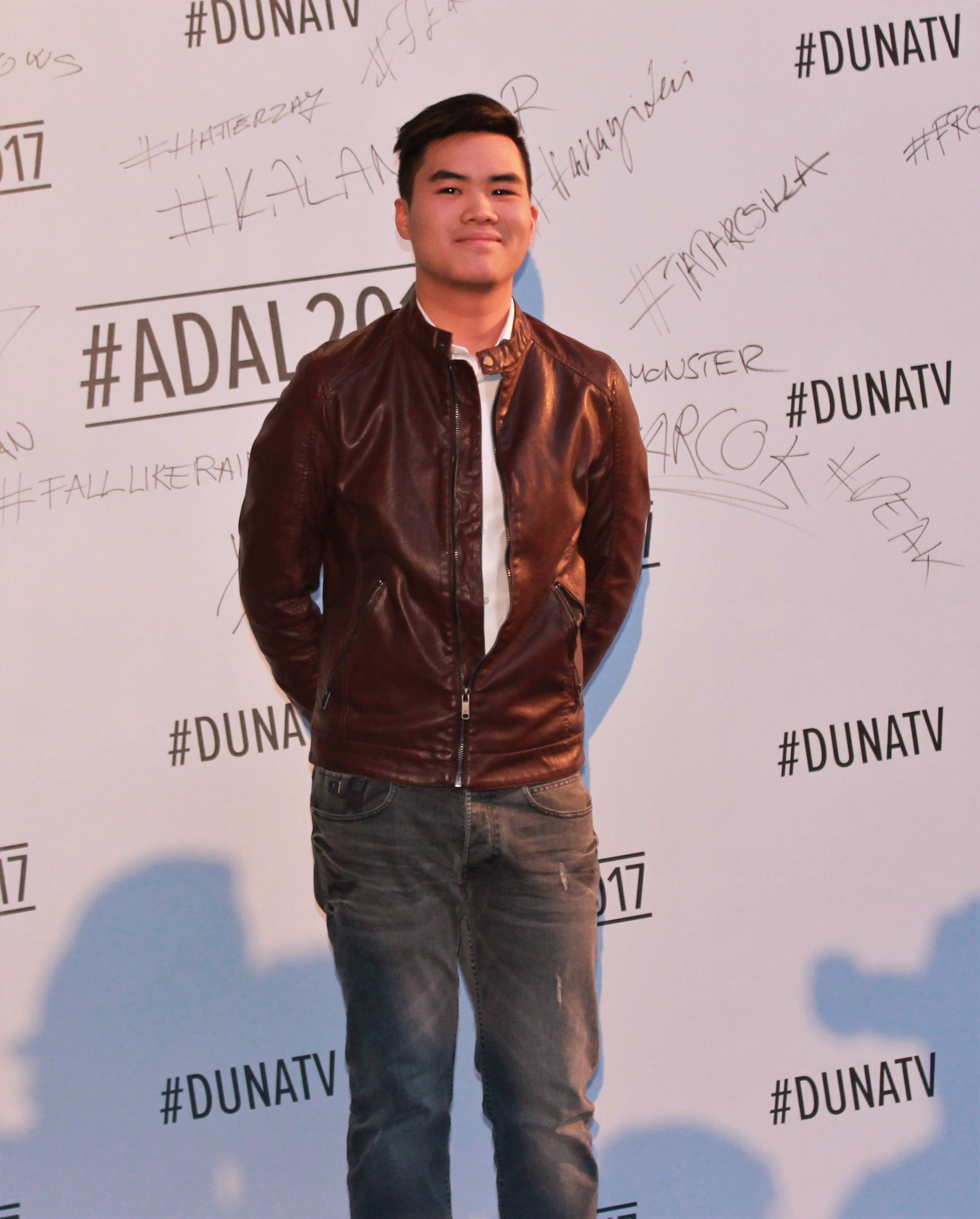
Benji
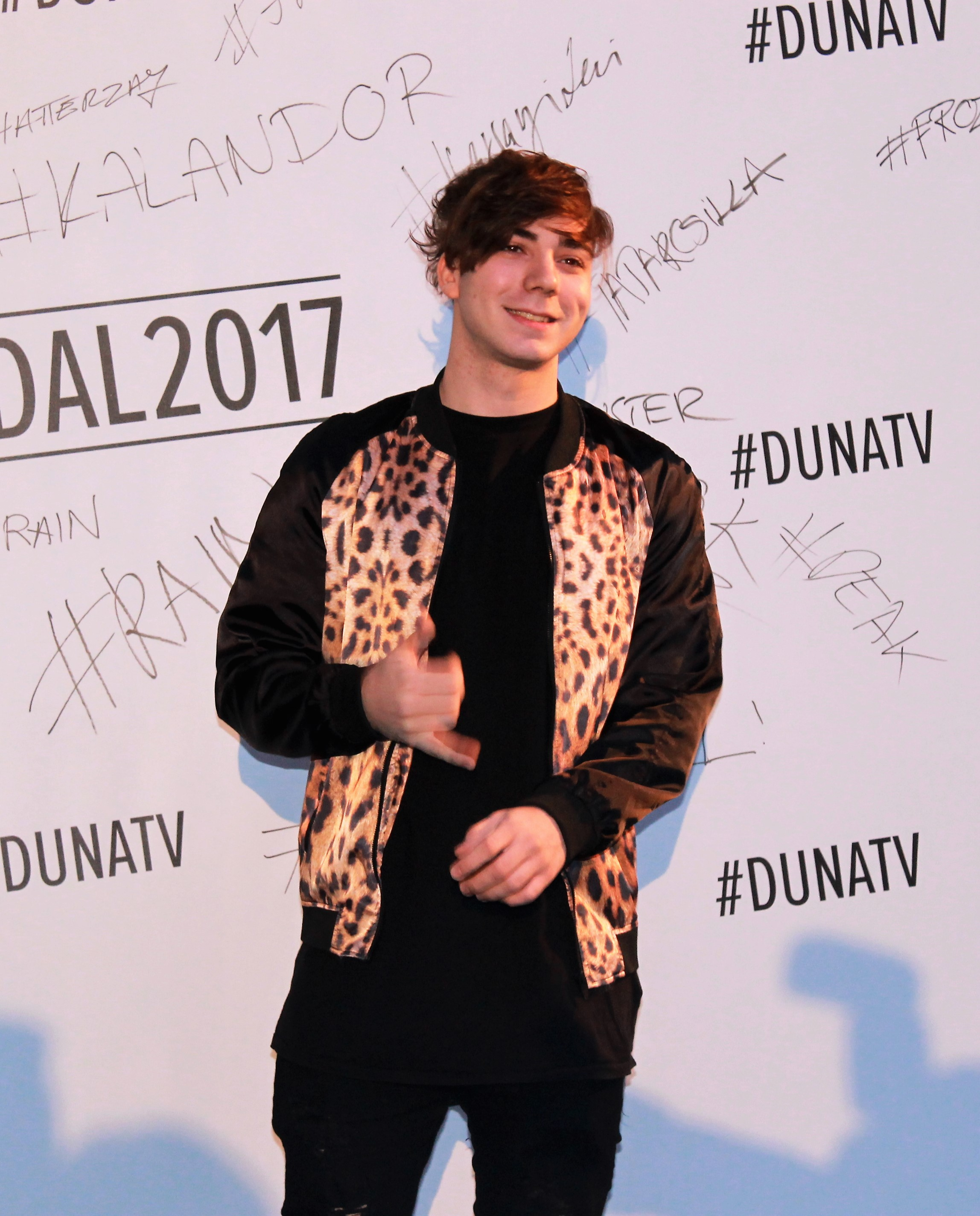
Szabyest (kizárták a versenyből)
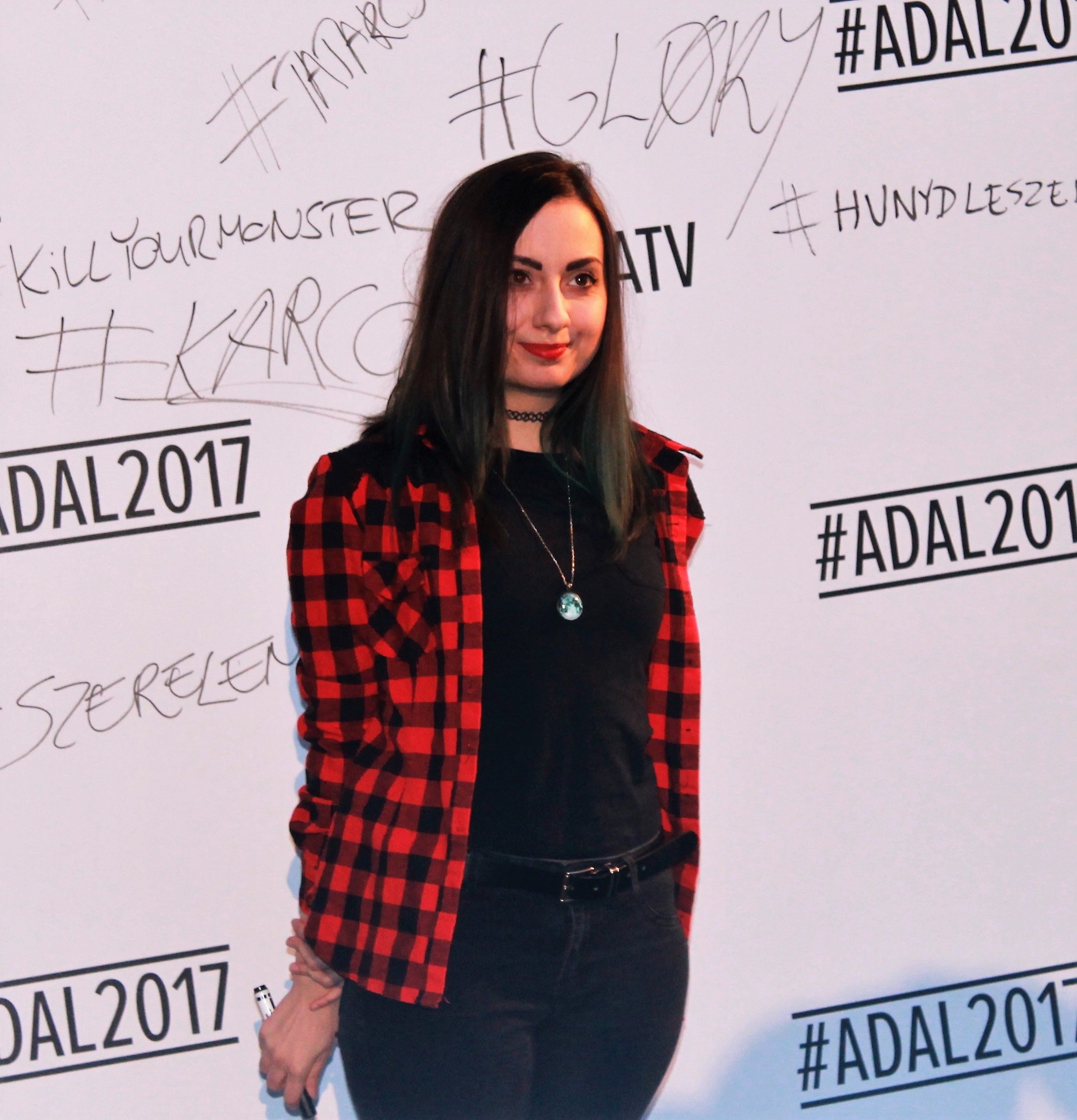
Calidora
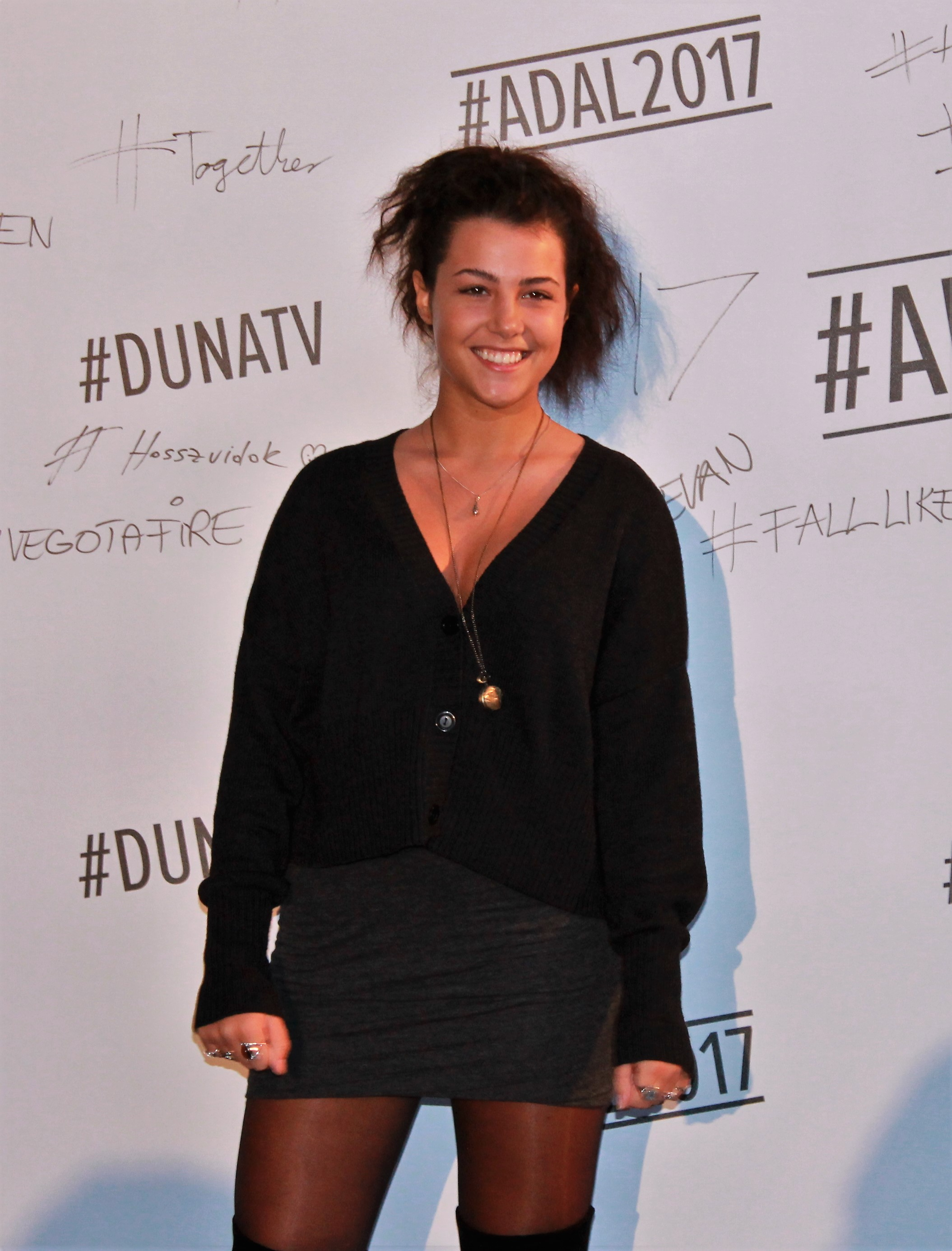
Tóth Andi
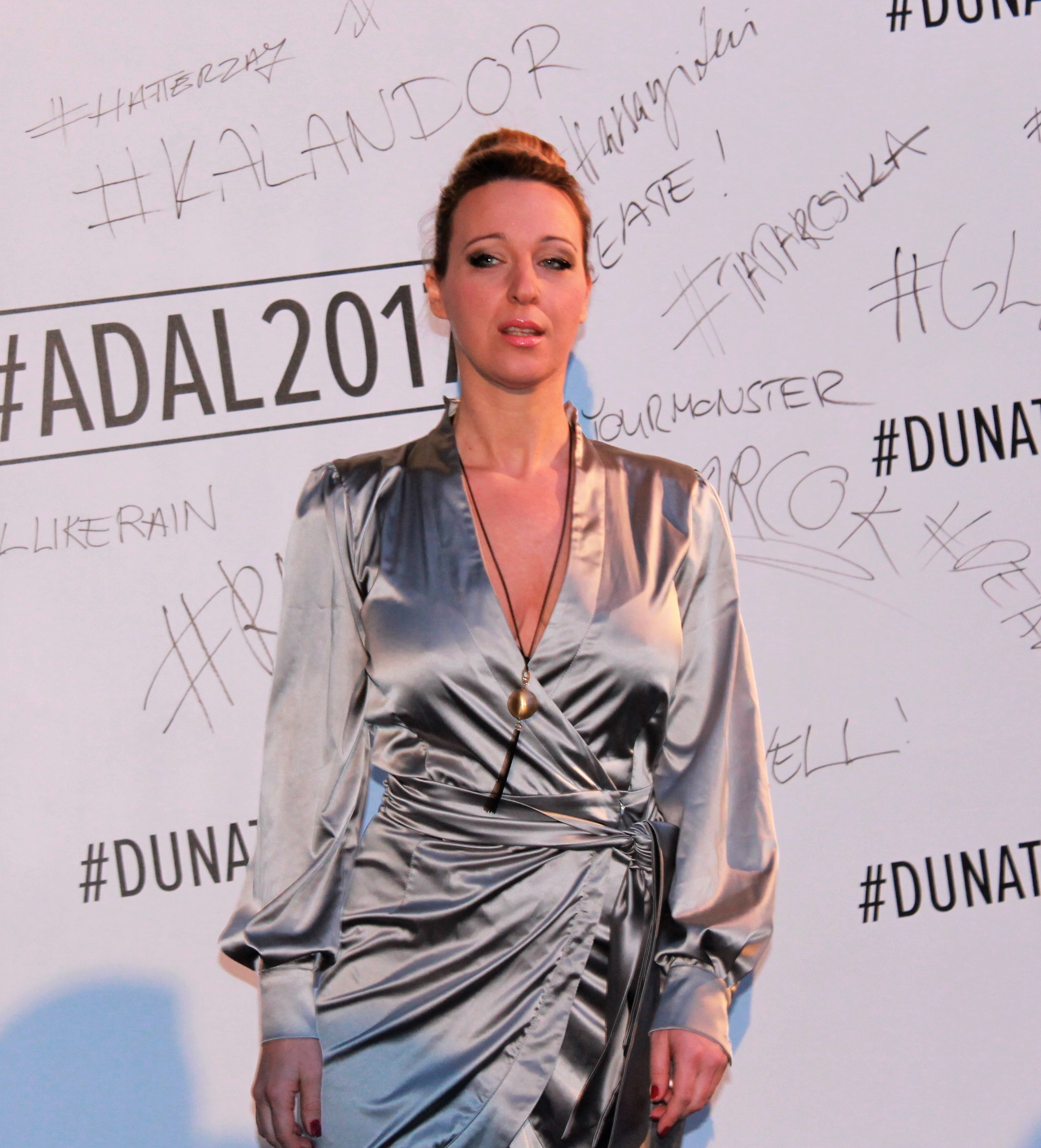
Csondor Kata

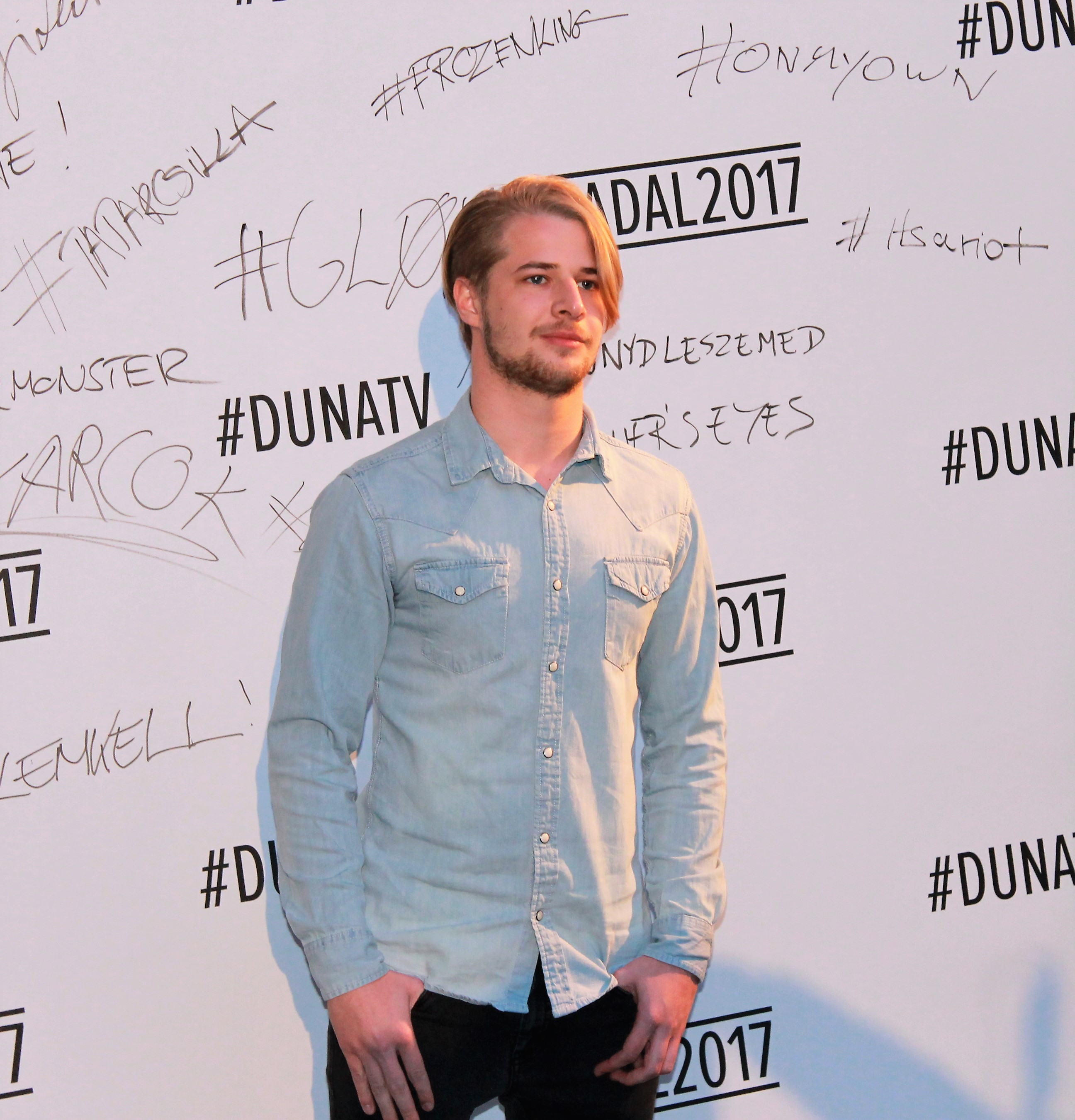
Pál Benjámin
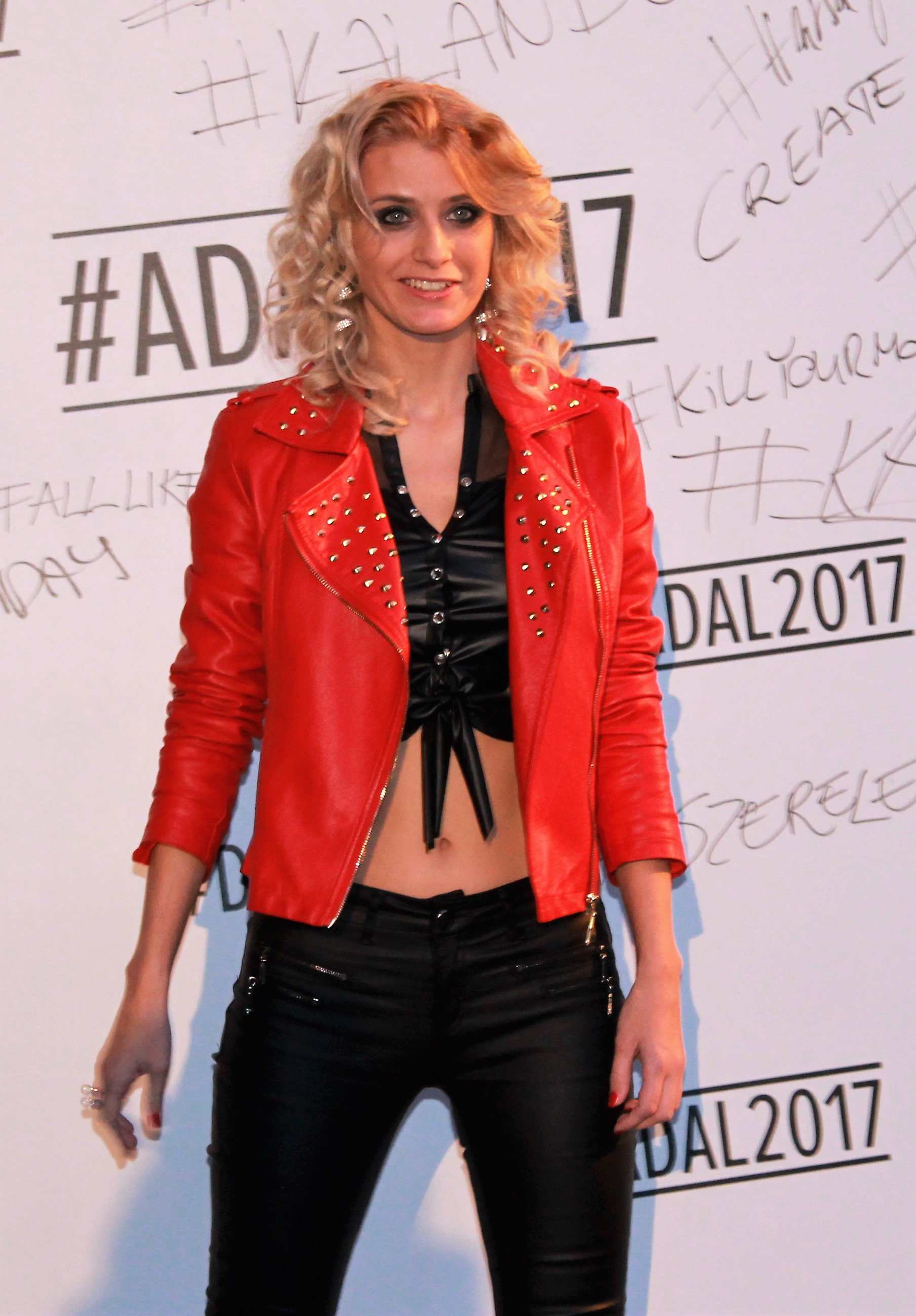
Fedor Kyra
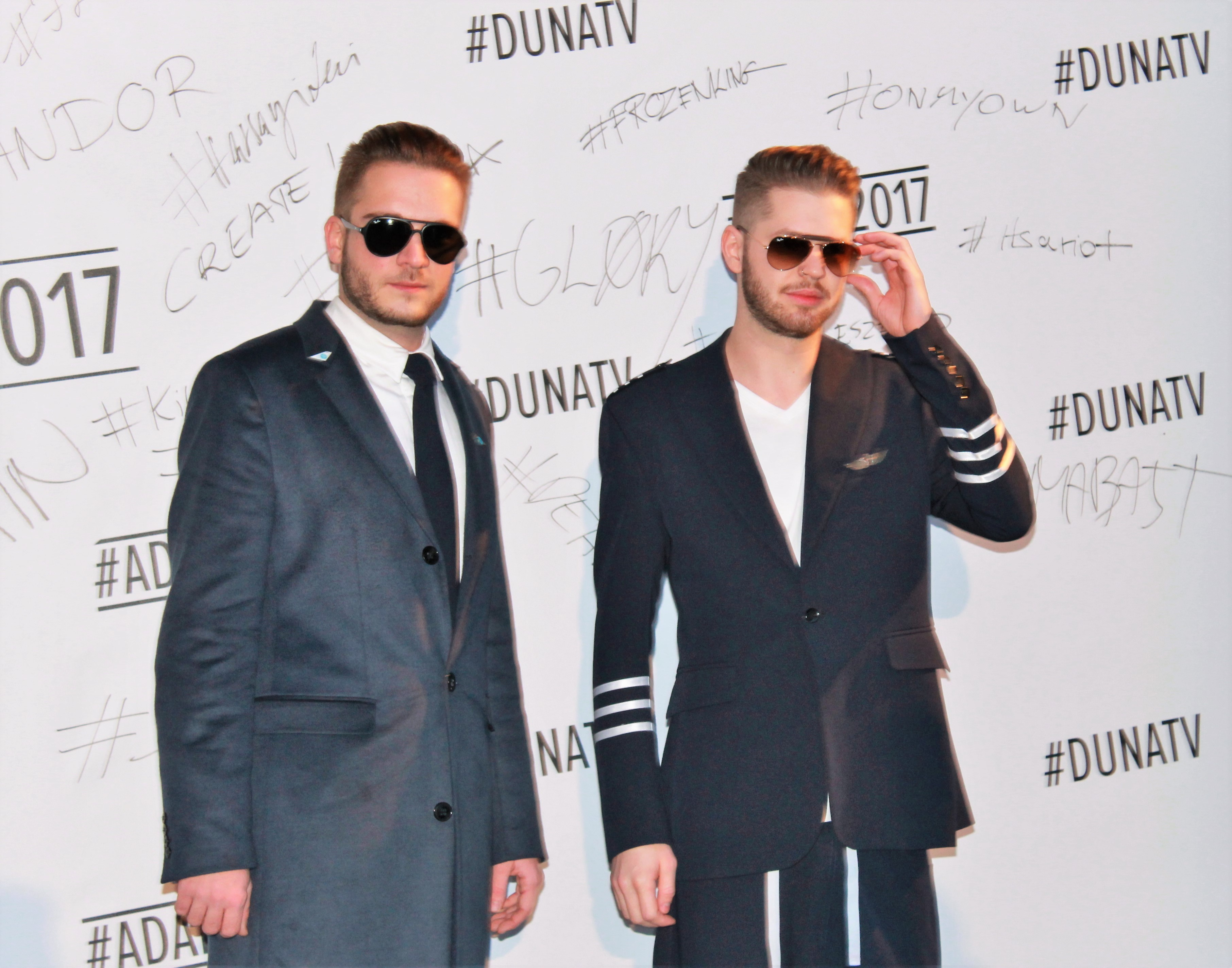
Jetlag (kizárták őket a versenyből)
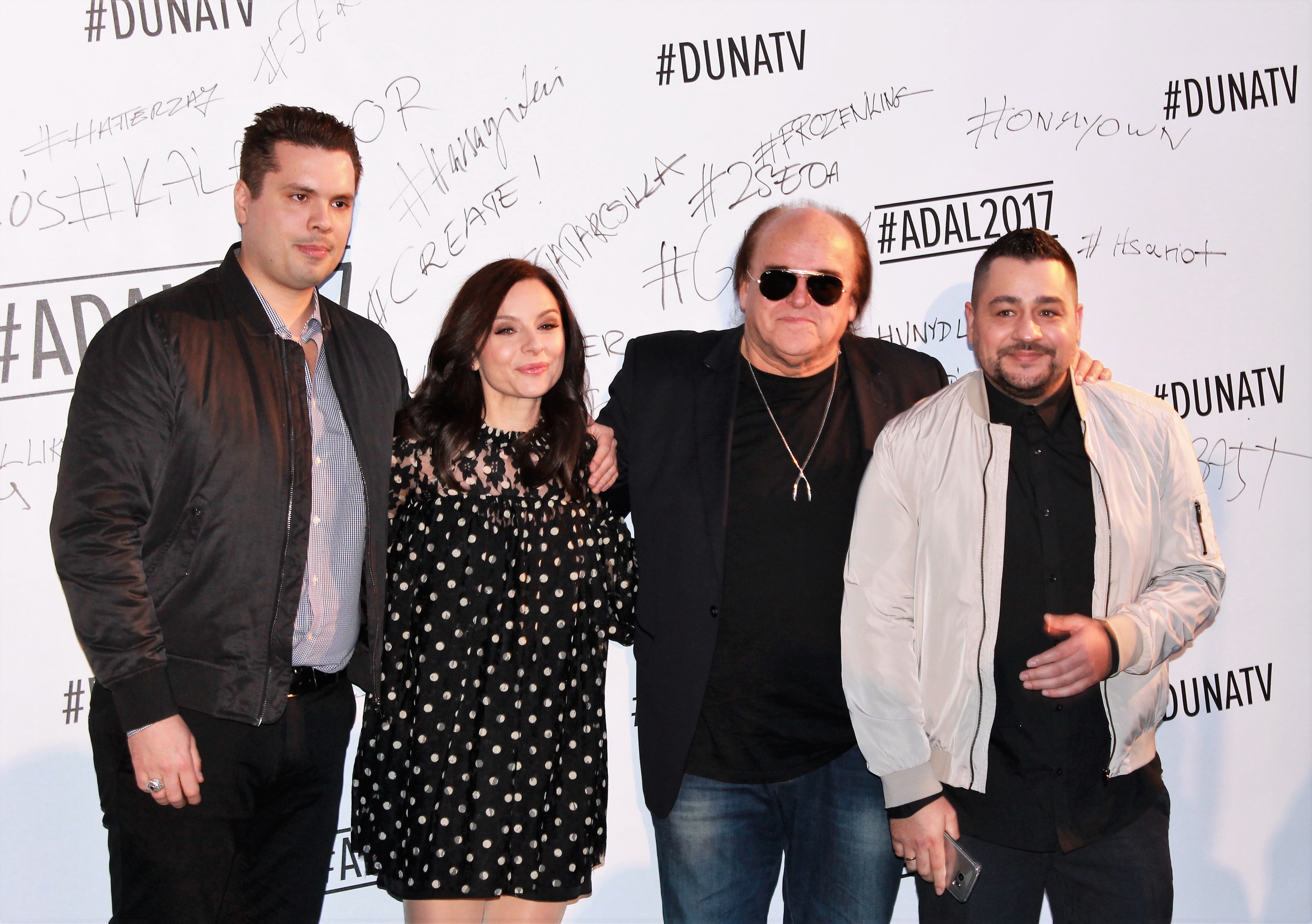
A Dal 2017 zsűrije (balról jobbra: Both Miklós, Zséda, Frenreisz Károly és Caramel)
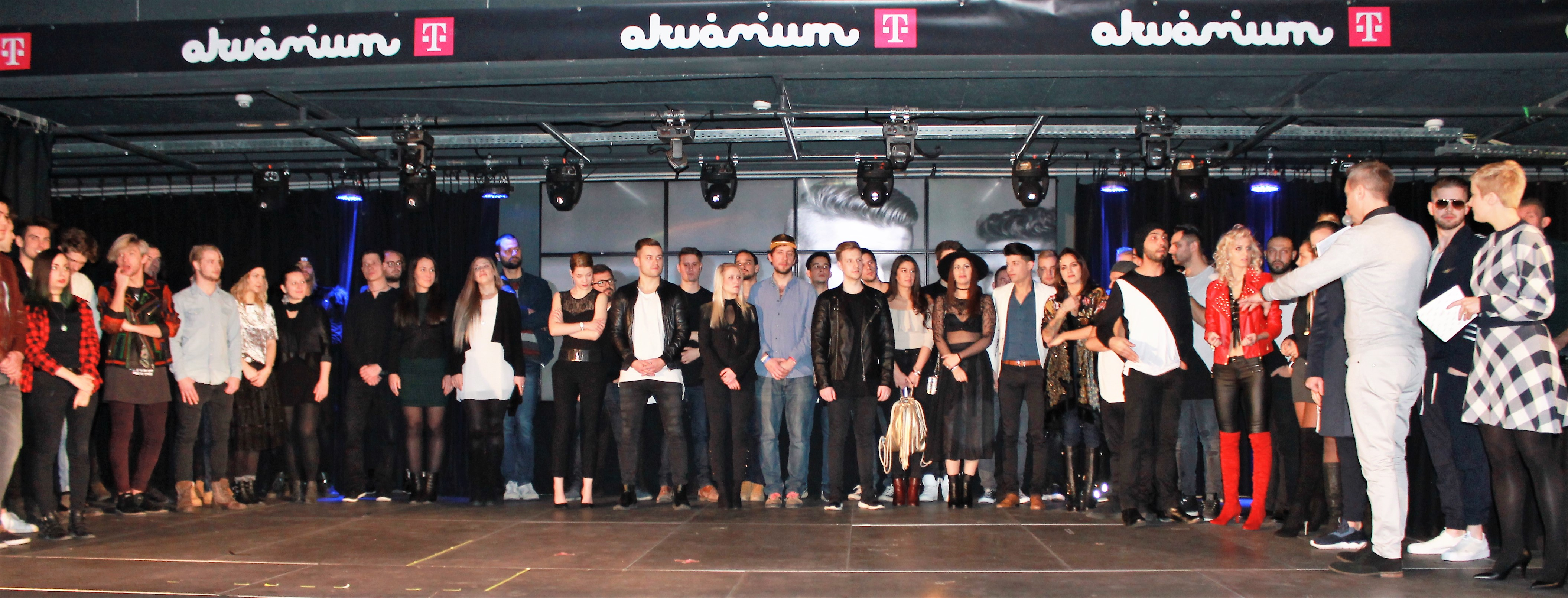
A Dal 2017 válogatóiba jutott legjobb 30 előadó és együttes a műsor első sajtótájékoztatóján
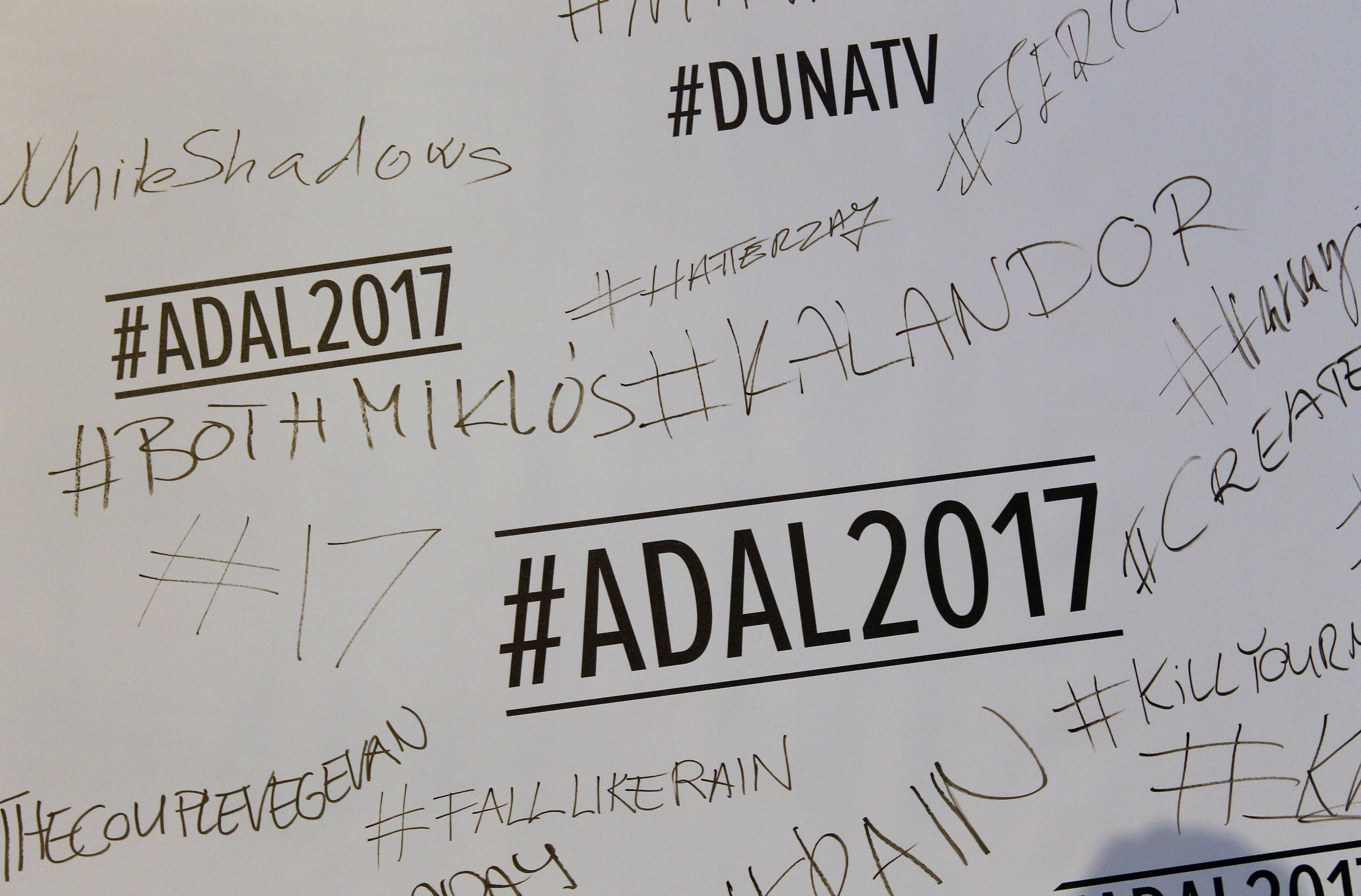
A Dal 2017 molinója az előadók, a műsorvezetők és a zsűritagok aláírásával

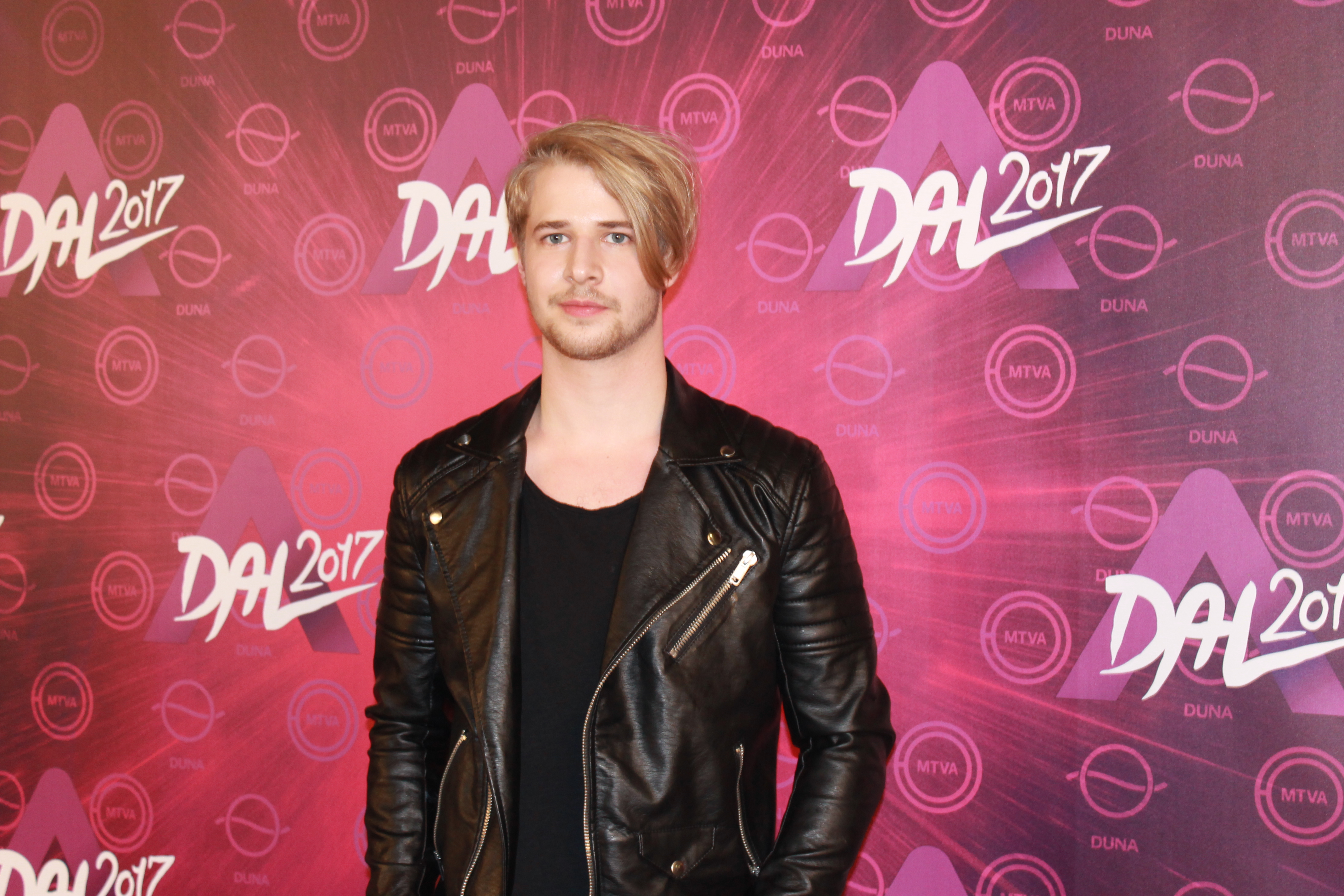
Pál Benjámin
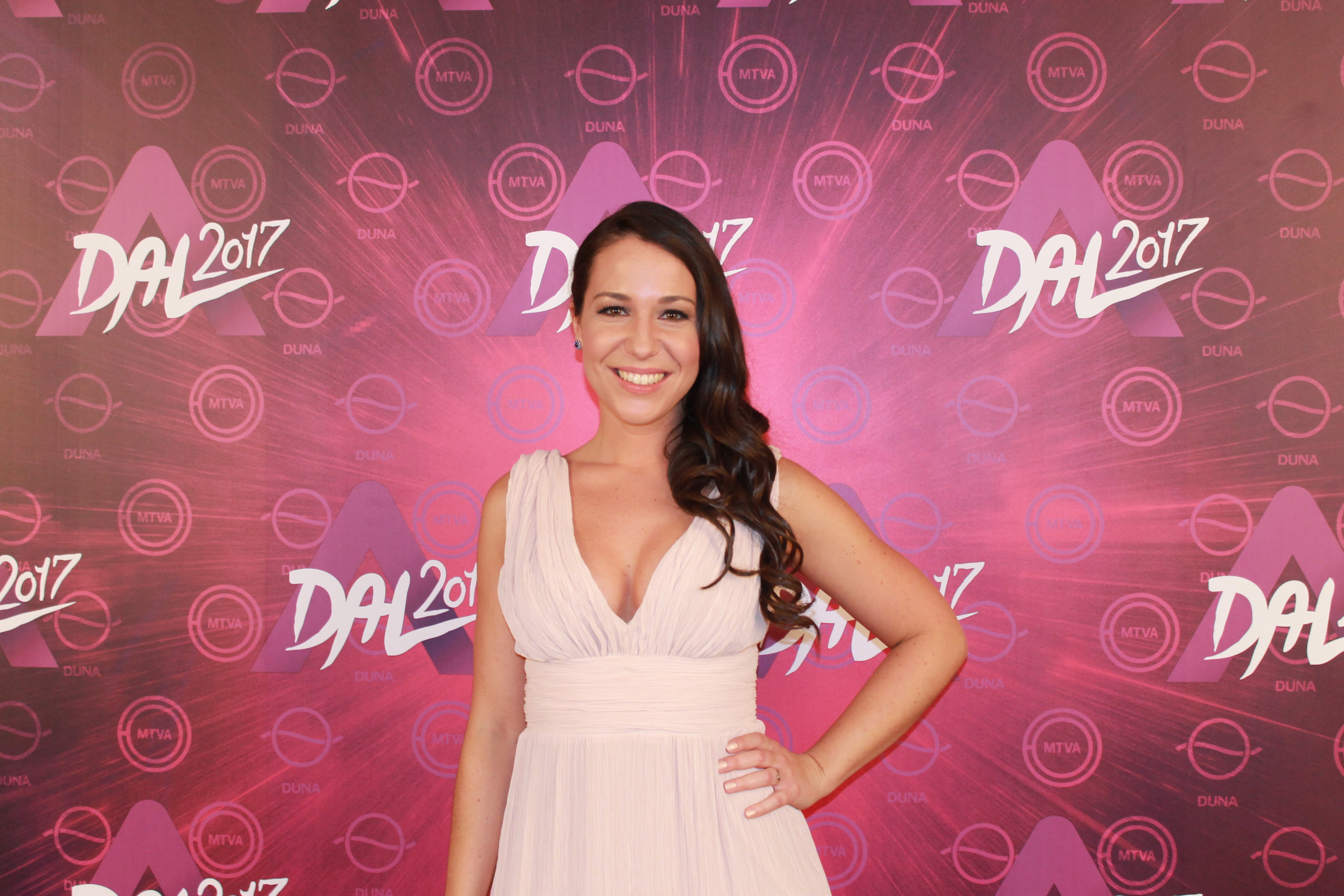
Sapszon Orsi
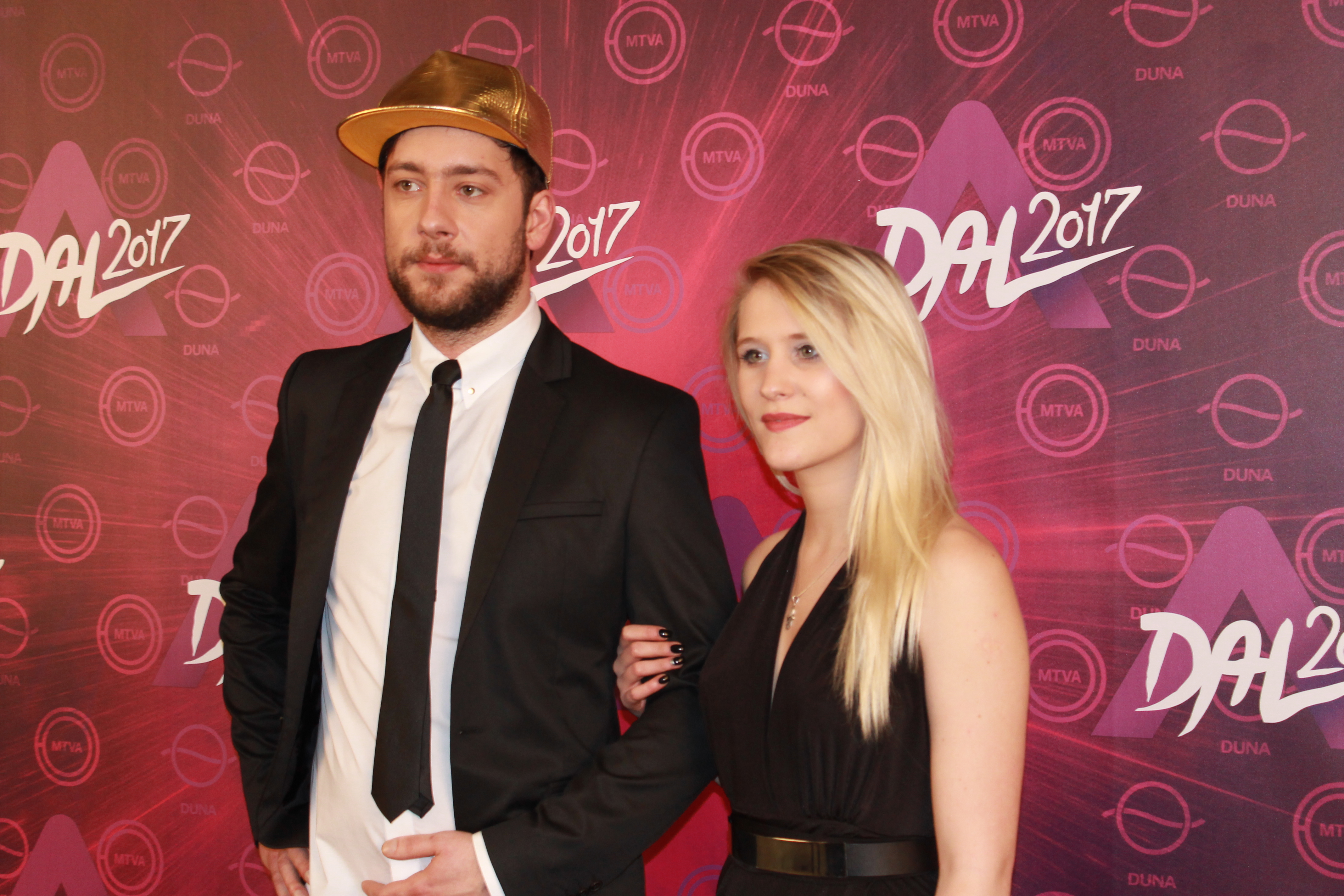
The Couple
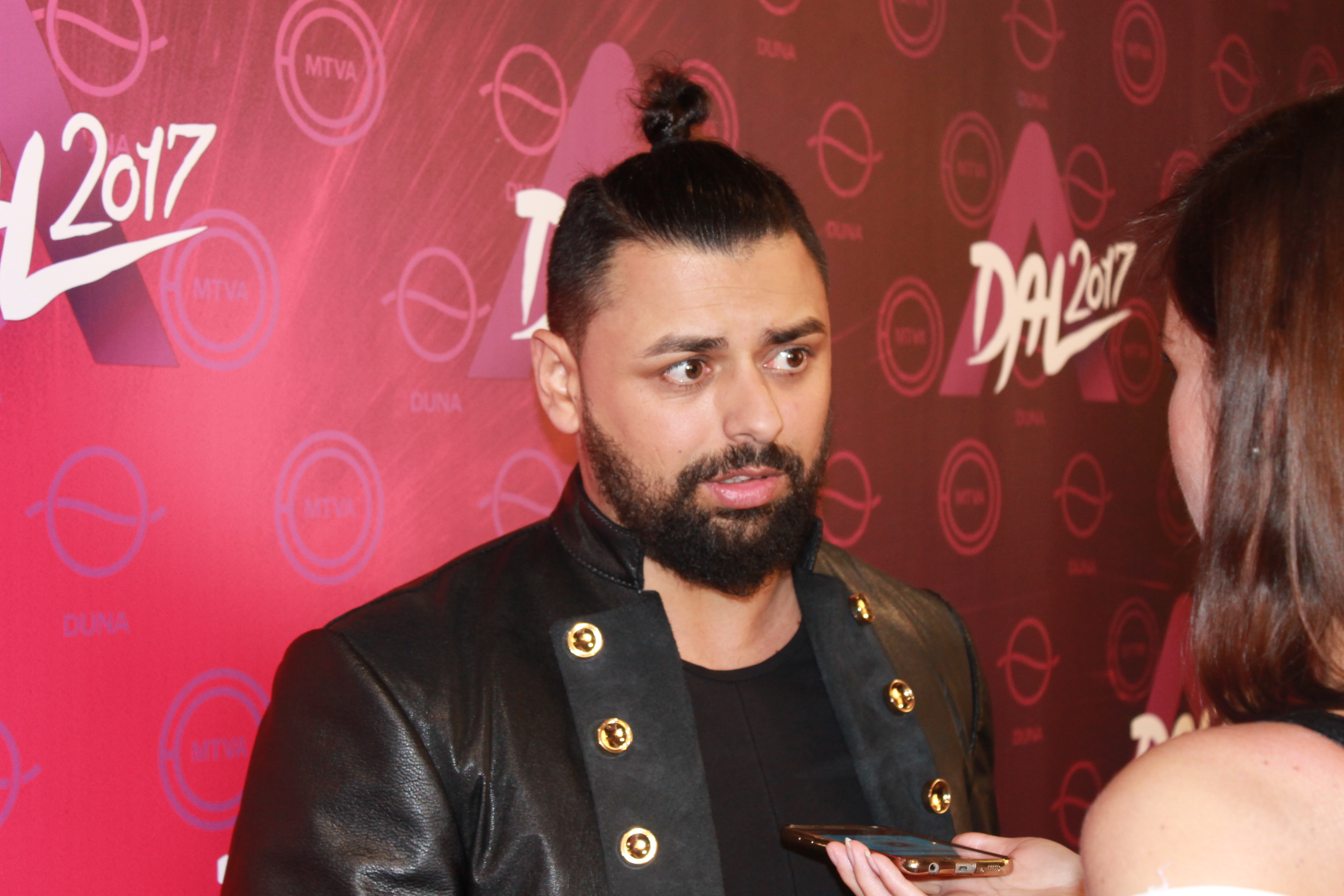
Pápai Joci
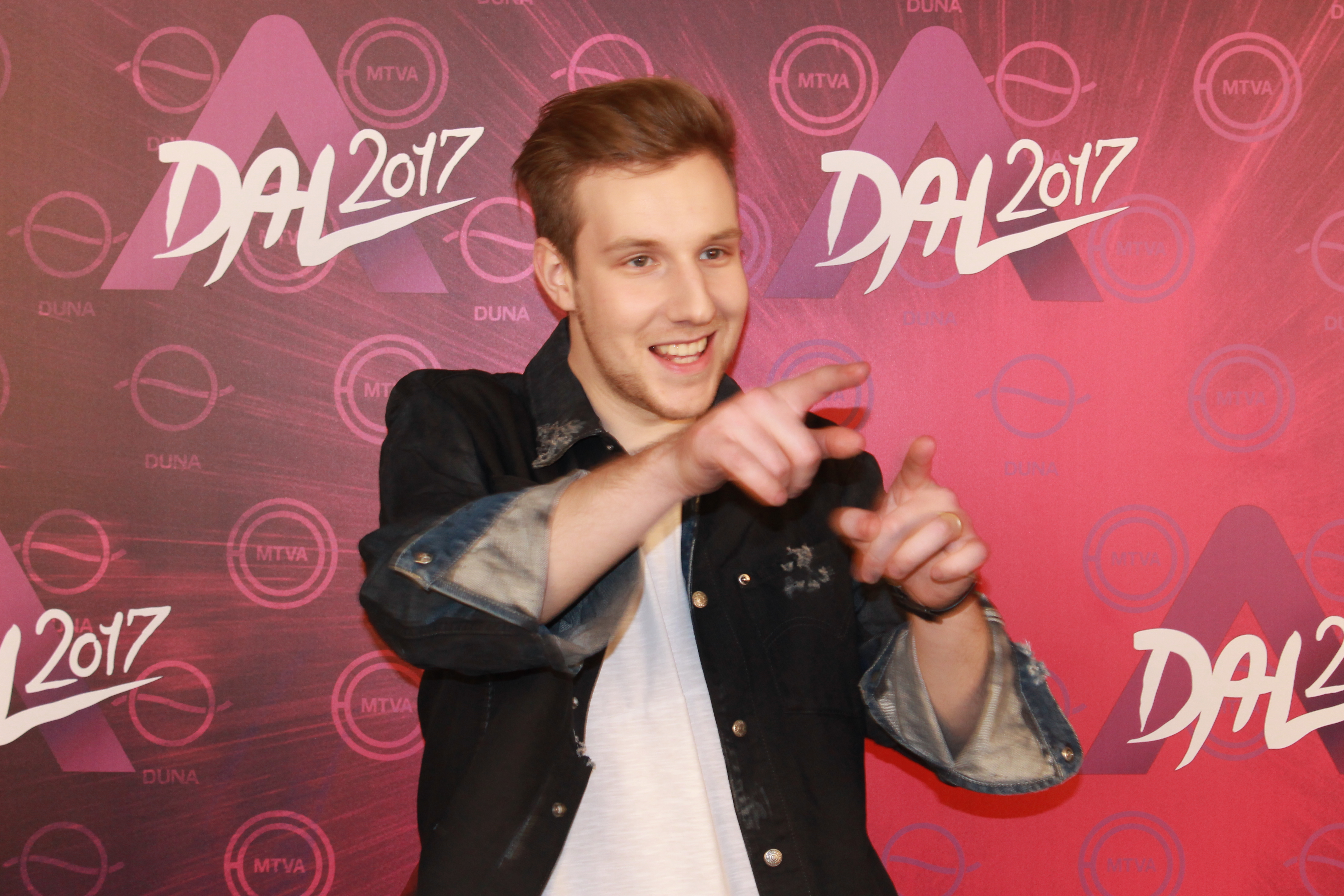
Henderson David
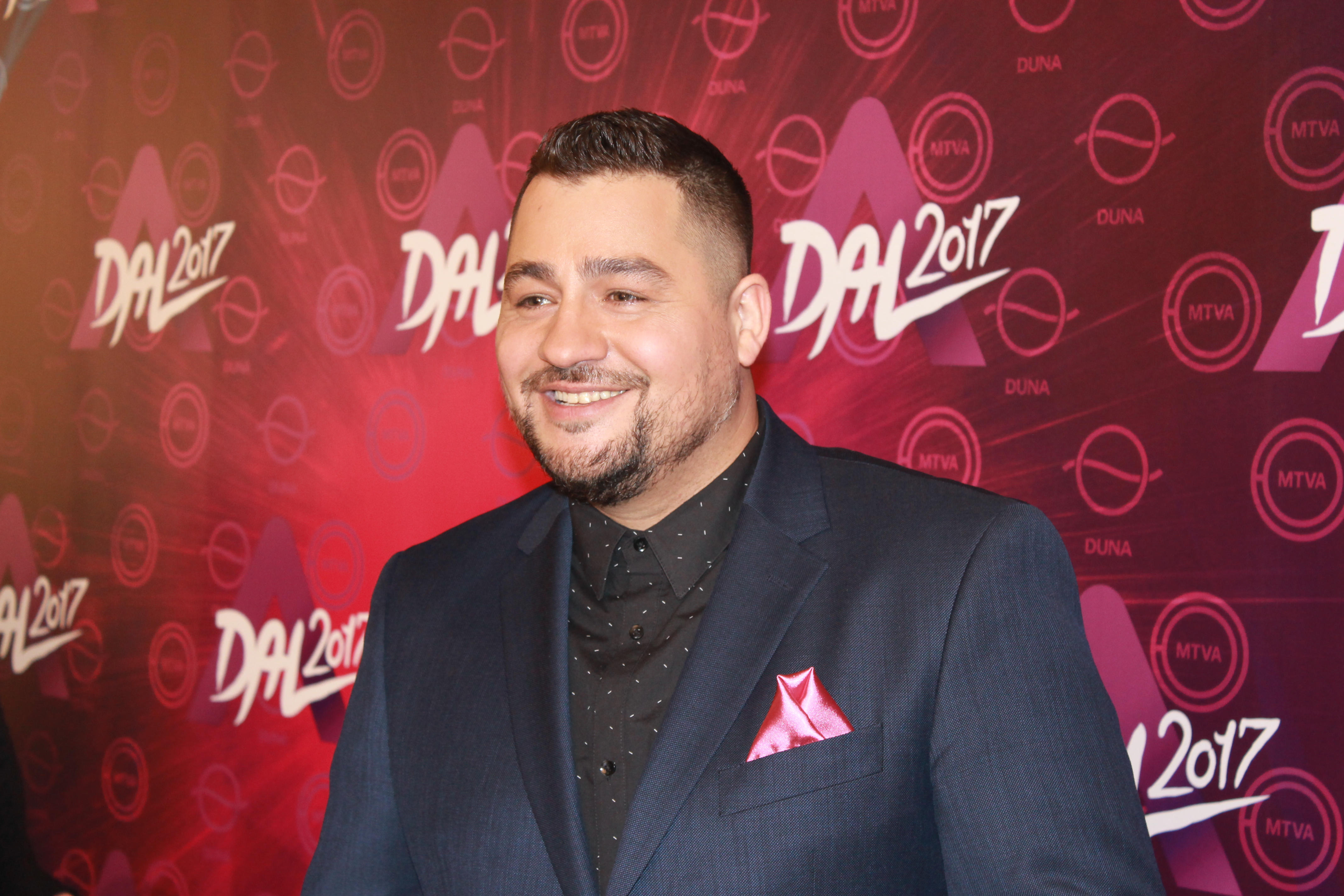
Caramel, A Dal 2017 zsűritagja